# Выставка достижений народного хозяйства
Вы́ставка достиже́ний наро́дного хозя́йства (ВДНХ) (в 1939—1959 годах — Всесою́зная сельскохозя́йственная вы́ставка (ВСХВ), в 1959—1992 годах — Вы́ставка достиже́ний наро́дного хозя́йства СССР (ВДНХ СССР), в 1992—2014 годах — Всеросси́йский вы́ставочный центр (ВВЦ)) — выставочный комплекс в Останкинском районе Северо-Восточного административного округа города Москвы, крупнейший выставочный комплекс в городе. Входит в 50 крупнейших выставочных центров мира. Ежегодно ВДНХ посещают 30 млн гостей. 1 августа 2019 года выставка отпраздновала 80-летний юбилей.
Территориально ВДНХ объединена с парком «Останкино» и Главным ботаническим садом (с 2014 года), их общая площадь составляет почти 700 га: 240,2 га — площадь ВДНХ, 75,6 га — площадь парка «Останкино», 361 га — площадь ГБС, 9,5 га — музейно-выставочный центр «Рабочий и колхозница» и площадь перед аркой Главного входа. На территории Выставки расположено множество шедевров архитектуры — 49 объектов ВДНХ признаны памятниками культурного наследия.
Созданные в советское время, они представляют собой памятник советской эпохи, образец господствующих в разное время архитектурных направлений. К числу наиболее ярких памятников ВДНХ относятся монумент «Рабочий и колхозница» работы скульптора Веры Мухиной и архитектора Бориса Иофана, фонтаны «Дружба народов СССР» и «Каменный цветок», «Культура» (бывш. Узбекской ССР), «Космос».

## История

### 1935—1939: Проектирование и первый этап строительства ВСХВ
В 1934 году у руководства страны возникла идея организовать юбилейную выставку к 20-летию советской власти, которая бы отразила положительные стороны проведённой в сельском хозяйстве коллективизации. Объявление о проведении сельскохозяйственной выставки было сделано на II Всесоюзном съезде колхозников-ударников, проходившем в Москве 11—17 февраля 1935 года. В последний день работы съезда народный комиссар земледелия СССР Михаил Чернов внёс на рассмотрение предложение об организации в 1937 году в Москве Всесоюзной сельскохозяйственной выставки. Участники съезда поддержали предложение единогласно, приняв решение «отобразить достижения социалистического сельского хозяйства на Всесоюзной выставке». В тот же день было принято Постановление Совнаркома СССР и Центрального комитета ВКП(б) (за подписью Сталина и Молотова) «Об организации Всесоюзной сельскохозяйственной выставки в Москве», согласно которому выставка должна была открыться 1 августа 1937 года.

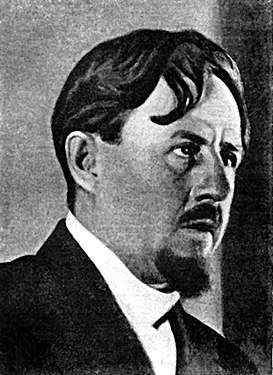
М. А. Чернов — председатель Главного московского выставочного комитета в 1935—1937 годах

Сразу после принятия постановления Наркомат земледелия и Моссовет приступили к выбору территории под будущую выставку. Рассматривались несколько альтернативных вариантов размещения выставочного комплекса — Марфино (у Дмитровского шоссе), Сокольники (за парком), парк культуры и отдыха «Красная Пресня», Лужнецкая набережная, Ленинские горы. Предпочтение было отдано территории, окружающей Учебный городок Тимирязевской сельскохозяйственной академии, которая входила в структуру Наркомата земледелия, являлась на тот момент ведущим центром сельскохозяйственной науки и сама могла представлять уже готовый экспонат выставки. Выбор этого участка был поддержан рядом ведущих архитекторов — Алексеем Щусевым, Иваном Фоминым, Николаем Колли, Борисом Иофаном, Борисом Кондрашовым. В качестве преимуществ отмечалось расположение вблизи магистральных транспортных путей, а также разнообразие ландшафта, включавшего в том числе заболоченный участок, и позволявшего наглядно демонстрировать методы сельского хозяйства в разных условиях.
Учитывая выбранное место под проведение выставки, в мае 1935 года руководитель архитектурно-планировочной мастерской Моссовета профессор Борис Кондрашов подготовил программу всесоюзного конкурса на эскизный проект генерального плана и павильонов. Конкурс предполагалось сделать двойным: один закрытый, среди специально приглашённых архитекторов и проектных организаций, другой, параллельно ему и с той же программой, — открытый, в котором могли принять участие все желающие. К участию в закрытом конкурсе пригласили видных московских архитекторов — Ивана Жолтовского, Ивана Фомина, Алексея Щусева, Григория Бархина, Константина Мельникова, Илью Голосова, Бориса Иофана, Даниила Фридмана, Николая Колли, а также по одной архитектурной мастерской из Ленинграда, Киева и Харькова; контрольный проект — «эталон» для сравнительной оценки проектных предложений — поручили выполнить автору конкурсной программы Борису Кондрашову.
Программой был определён перечень зданий будущей выставки. Они разделялись на две группы. К первой группе относились пять зданий: главное здание выставки — Дворец науки, техники и политики партии, здание демонстрации сельскохозяйственных машин, здание демонстрации тракторов и автомобилей, здание химизации сельского хозяйства и здание электрификации сельского хозяйства. Ко второй группе — остальные выставочные здания. От проекта требовалось композиционное единство зданий, а также их расположение, удобное для равномерного распределения потоков посетителей.
Ознакомившись с программой, конкурсанты высказали претензии к выбору места будущей выставки, среди главных недостатков которого были вытянутый, неправильной формы участок, который к тому же пересекали трассы нескольких крупных улиц, а также большие затраты на расселение жителей (до 10 тысяч человек). Рассмотрев несколько альтернативных вариантов размещения выставочного комплекса, специалисты 4-й архитектурно-планировочной мастерской Моссовета (руководитель — Григорий Бархин), занимавшиеся планировкой северной части Москвы, предложили изменить программу конкурса и разместить выставку к востоку от парка усадьбы Останкино. Этот участок имел ряд преимуществ: вблизи проходило Ярославское шоссе, территория, включавшая угодья села Алексеевского (с начала XX века уже входившего в черту города), часть Останкинского лесопарка и «бросовые» земли, имела относительно ровный рельеф и была малозаселённой, что делало её удобной для строительства.
Предложение 4-й мастерской было утверждено постановлением СНК СССР «О Всесоюзной сельскохозяйственной выставке» № 1821 от 17 августа 1935 года. Этим же постановлением был создан Главный выставочный комитет, в функции которого вошли обязанности по организации строительства выставки. В состав комитета вошли Михаил Чернов (председатель), Исаак Коросташевский (заместитель по строительству), Александр Муралов, М. И. Калманович, Л. С. Марголин и Н. А. Булганин. Главным архитектором выставки назначили Вячеслава Олтаржевского. Многие из привлечённых к организации новой выставки уже имели опыт работы на Всероссийской сельскохозяйственной и кустарно-промышленной выставке: так, заведующий строительством Исаак Коросташевский занимал аналогичную должность на выставке 1923 года, Вячеслав Олтаржевский был в 1923 году заместителем главного архитектора Алексея Щусева; на первом этапе строительством ВСХВ руководил М. Е. Шефлер — председатель Главвыставкома в 1923 году, замещал его Абрам Брагин — главный директор выставки 1923 года.

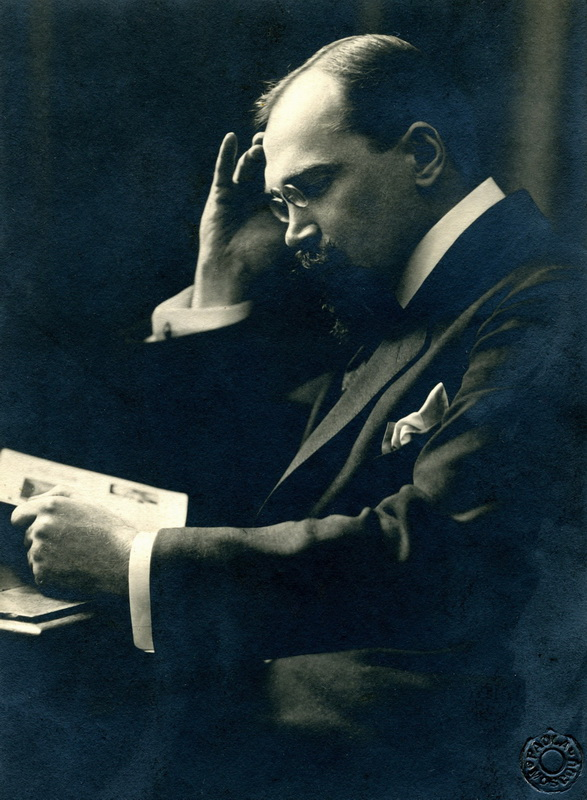
В. К. Олтаржевский — автор генерального плана и главный архитектор выставки в 1935—1938 годах. Фото 1920-х годов

На первом заседании выставочного комитета приняли решение провести закрытый конкурс на генеральный план выставки со сроком предоставления проекта до 1 ноября 1935 года. В конкурсную комиссию, председателем которой был Коросташевский, поступили работы 11 коллективов. Первый коллектив составила 4-я мастерская Моссовета (архитекторы Г. Б. Бархин, М. Г. Бархин, Г. К. Пьянков, Албури Алхазов), второй — отдел проектирования ВСХВ (Вячеслав Олтаржевский, Р. Л. Подольский, Н. В. Алексеев, А. Б. Борецкий, Д. Г. Олтаржевский), третий — 2-я мастерская (Л. С. Теплицкий и Я. Л. Эстрин), четвёртый проект представил М. И. Синявский (1-я мастерская), пятый — В. И. Печенев-Василевский (Ленинград), остальные — аспиранты Академии архитектуры СССР. Первая бригада — В. С. Андреев, В. А. Захаров, А. В. Тарасенко, И. Г. Таранов; вторая — Н. Н. Звегильский, М. Я. Климентов, А. И. Попов-Шаман, Г. К. Яковлев; третья — П. А. Александров, А. А. Кабаков, Л. К. Комарова, П. Г. Стенюшин; четвёртая — Б. А. Иванов, Л. В. Мелеги, Ю. А. Сутягин, В. М. Таушканов, Р. Н. Троцкий; пятая — К. К. Барташевич, Н. Д. Белоусов, А. И. Диденко, К. К. Трилисов; шестая — Б. А. Важдаев, А. Г. Волков, М. Ф. Оленев и С. Н. Шевердяев. Конкурсная комиссия не смогла определиться с победителем — все представленные решения обладали теми или иными недостатками и отделу проектирования ВСХВ во главе с В. К. Олтаржевским поручили разработать новый проект генерального плана, учитывающий удачные предложения из других конкурсных проектов. По мнению исследователя истории выставки А. А. Зиновьева, «проведение закрытого конкурса по большому счёту было фикцией», а «победитель был определён заранее».
Олтаржевский ещё несколько раз перерабатывал проект под меняющийся титульный список выставочных павильонов. Окончательный вариант генерального плана был утверждён постановлением СНК СССР 21 апреля 1936 года. Срок разработки смет и технического проекта установили на 1 июня 1936 года. Строительство ВСХВ должно было завершиться в 1937 году — в XX годовщину Октябрьской революции; торжественное открытие выставки запланировали на 6 июля 1937 года — День Конституции СССР. В мае 1936 года на основе генерального плана Главный выставочный комитет утвердил окончательную схему размещения павильонов на выставке и программу показа, включавшую семь основных разделов:
- социалистическая реконструкция сельского хозяйства и победа колхозного строя;
- социалистическое сельское хозяйство республик, краёв, областей;
- совхозы;
- механизация и электрификация сельского хозяйства;
- зерновые и технические культуры;
- социалистическое животноводство;
- показ народного творчества и массовой художественной самодеятельности[20].

В сентябре 1935 года, ещё до утверждения генерального плана, на территории будущей выставки провели топографические изыскания и начали возведение бараков для рабочих и складских помещений. Благоустройство территории начали летом 1936 года. К сентябрю того же года определили авторов основных павильонов — Владимира Щуко, Владимира Гельфрейха (Главный павильон), Вячеслава Олтаржевского («Механизация» и Административный павильон), А. А. Тация (павильон Украины), М. К. Шалашвили (павильон Закавказья), С. Н. Полупанова (павильон Средней Азии), Евгения Левинсона (павильон Ленинградской области и Северо-Востока РСФСР), Анатолия Жукова (павильон Курской, Воронежской и Тамбовской областей), В. Д. Кокорина (павильон Московской области), Иcидора Француза (павильон Дальневосточного края) и других. Все проекты предварительно рассмотрела экспертная комиссия, в работе которой участвовали архитекторы Каро Алабян, Владимир Гельфрейх, Борис Иофан и Михаил Крюков.
К открытию выставки требовалось обеспечить её необходимой городской инфраструктурой, которая на тот момент в этом месте отсутствовала. Моссовет обязывался к 1 июня 1936 года провести к выставке водопровод, а к 1 июля 1937 — канализацию. Также необходимо было усовершенствовать транспортное сообщение с будущей выставкой — пустить маршруты городского автобуса, троллейбуса и трамвая, а также расширить Ярославское шоссе и Крестовский путепровод.
Сооружения собирали из типовых деревянных элементов, изготавливаемых промышленным способом; изначально все плотницкие работы планировали завершить к ноябрю 1936 года. Организация работ по возведению павильонов и благоустройству территории была неудовлетворительной: проектировщики существенно отставали от заложенного графика, а готовые проекты долгое время не утверждались Главным выставочным комитетом: отдельной проблемой была недостаточность использования национальных архитектурных стилей в павильонах республик из-за того, что строительством занимались московские архитекторы, не имевшие их доступных образцов; строительство осуществлялось из сырого леса, а многие строительные бригады не обладали необходимым опытом, в связи с чем уже готовые павильоны приходилось переделывать. На собрании актива работников выставки Исаак Коросташевский подверг критике оформление павильонов, в особенности главного входа. К февралю 1937 года готовность выставочных павильонов в среднем составляла 60—70 %, работа по их художественному оформлению только начиналась; к строительству некоторых сооружений так и не приступили. В связи с этим в феврале 1937 года Совнарком перенёс срок открытия выставки на 15 августа 1937 года, а в апреле того же года Совнарком и ЦК ВКП (б) приняли постановление, согласно которому открытие отложили до 1 августа 1938 года.
К июлю 1937 года уже были построены Главный павильон, павильоны Белорусской и Украинской ССР и закавказских республик, а также павильон «Механизация». 5 августа 1937 года вышло постановлению СНК СССР, согласно которому в план выставки были включены дополнительные павильоны, посвящённые Таджикской, Туркменской и Киргизской ССР, Татарской и Башкирской АССР, Западным областям РСФСР, а также Курской, Воронежской и Тамбовской областям.
Летом 1937 года в Наркомземе прошли аресты сотрудников, среди которых были и члены выставочного комитета — Арон Гайстер, Яков Збарский, Моисей Калманович; тогда же вышло секретное постановление Бюро Ростокинского РК ВКП (б) «О ликвидации последствий вредительства на строительстве сельскохозяйственной выставки», где перечислялись многочисленные недостатки строительства ВСХВ, многие из которых не имели под собой оснований. В октябре 1937 года был снят с поста наркома и арестован Михаил Чернов, в январе 1938 года — Исаак Коросташевский. Все они вскоре были приговорены к высшей мере и расстреляны. На должность наркома земледелия и председателя Главного выставочного комитета ВСХВ был назначен Роберт Эйхе, однако и его через несколько месяцев арестовали; председателем комитета стал нарком зерновых и животноводческих совхозов РСФСР Тихон Юркин.
Для строительства ВДНХ был создан 158-й исправительно-трудовой лагерь, строительство павильонов и облагораживание территории объекта велось силами заключённых.

### 1938—1939: Коренная перестройка

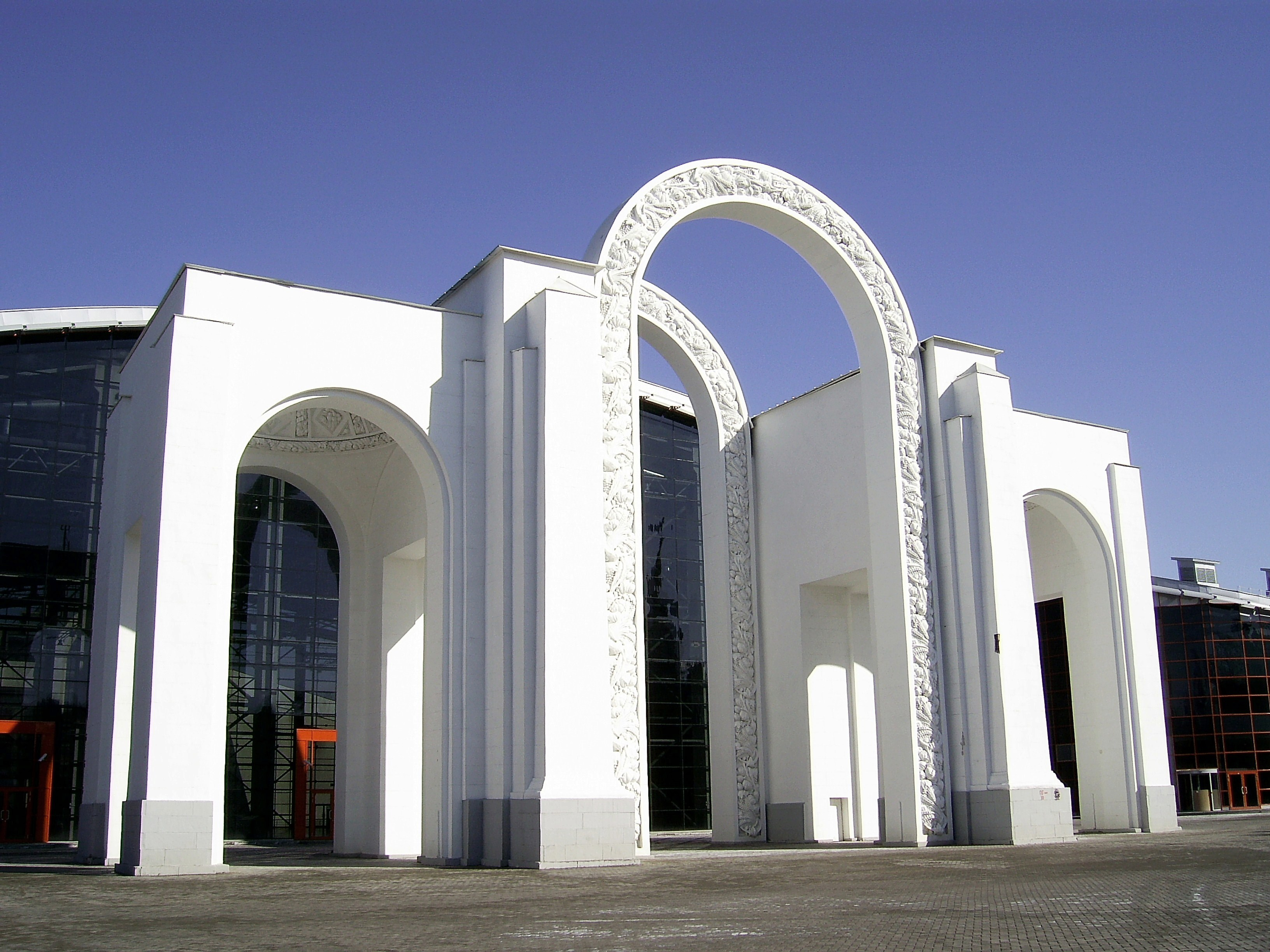
Главный вход ВСХВ, сооружённый взамен первоначального (ныне — Северный вход). Архитектор Л. М. Поляков. 1939

Весной 1938 года в прессе стали появляться обвинения в адрес главного архитектора выставки Олтаржевского — ему вменяли просчёты в архитектурном решении павильонов, неудачный, «лишённый праздничности и яркости» генеральный план комплекса (недоброжелатели даже увидели в нём тайный знак — якобы архитектор поставил павильоны в виде православного креста); припомнили Олтаржевскому и недавнюю длительную командировку в США (1924—1935), после которой на стройке он нередко изъяснялся по-английски. В июле 1938 года Олтаржевский был арестован по обвинению в участии в «антисоветской вредительской организации, существовавшей на Всесоюзной сельскохозяйственной выставке», осуждён и сослан в Воркуту.
Главным архитектором выставки стал Сергей Чернышёв — один из авторов генерального плана реконструкции Москвы, в то время занимавший и пост главного архитектора города. Заместителем главного архитектора ВСХВ назначили А. Ф. Жукова, который, в связи с загруженностью Чернышёва другими проектами, фактически выполнял функции главного архитектора выставки. После ареста Олтаржевского архитектуру большинства готовых павильонов признали в целом неудачной, а решение некоторых построек — «вредительским». Так, по мнению Жукова, павильон Московской области был «декоративно-пряничным», павильон Белоруссии он сравнил с богатым амбаром, а павильон Украинской ССР — «чистая конюшня в большом княжеском поместье». В итоге было решено снести и выстроить заново Главный вход, павильоны «Московская область», «Юго-Восток», «Механизация», «Украинская ССР», «Северное земледелие», «Сибирь» и ряд других; существенной переделке подверглись также павильоны Белорусской ССР, Казахской ССР и республик Закавказья. В 57 сооружениях произвели замену и усиление фундаментов, в 25 заменили крыши, в 15 — полы. Для освобождения места под новый павильон «Механизация» (архитекторы Виктор Андреев, Иван Таранов, Надежда Быкова), который решили поставить по оси Центральной аллеи, пришлось передвинуть стоявшие здесь торговые павильоны — «Главтабак», «Главмясо», «Главконсерв» и «Главкондитер». Место, где первоначально стоял павильон «Механизация», отдали под 25-метровый железобетонный памятник Иосифу Сталину. Несмотря на тотальную перестройку и изменение положения ряда павильонов, первоначально разработанный Олтаржевским генеральный план ВСХВ остался практически без изменений. Проект озеленения территории выставки разработал коллектив архитекторов в составе Виталия Долганова, Милицы Прохоровой, Михаила Коржева, Ю. С. Гриневицкого, И. П. Кычакова.
Значительный объём работ требовал дополнительного времени и вскоре стало ясно, что уложиться в намеченный срок открытия выставки — 1 августа 1938 года — тоже нереально. 21 августа 1938 года Верховный Совет СССР принял специальный «Закон о ВСХВ», которым вновь перенёс дату открытия выставки — на 1 августа 1939 года. Во вступительной части закона отмечались недостатки — отсутствие системы отбора участников выставки, незавершённость строительных работ и неудачное решение ряда сооружений; постановляющая часть предписывала совместно Наркомзему и Наркомсовхозу СССР немедленно исправить недостатки в организации ВСХВ. В ноябре 1938 года наркомом земледелия был назначен Иван Бенедиктов, вскоре возглавивший и Главный выставочный комитет ВСХВ. 28 декабря 1938 года новым директором выставки был назначен Николай Цицин, а начальником строительства стал А. А. Усиевич (из НКВД).

### 1939—1941: Первая ВСХВ

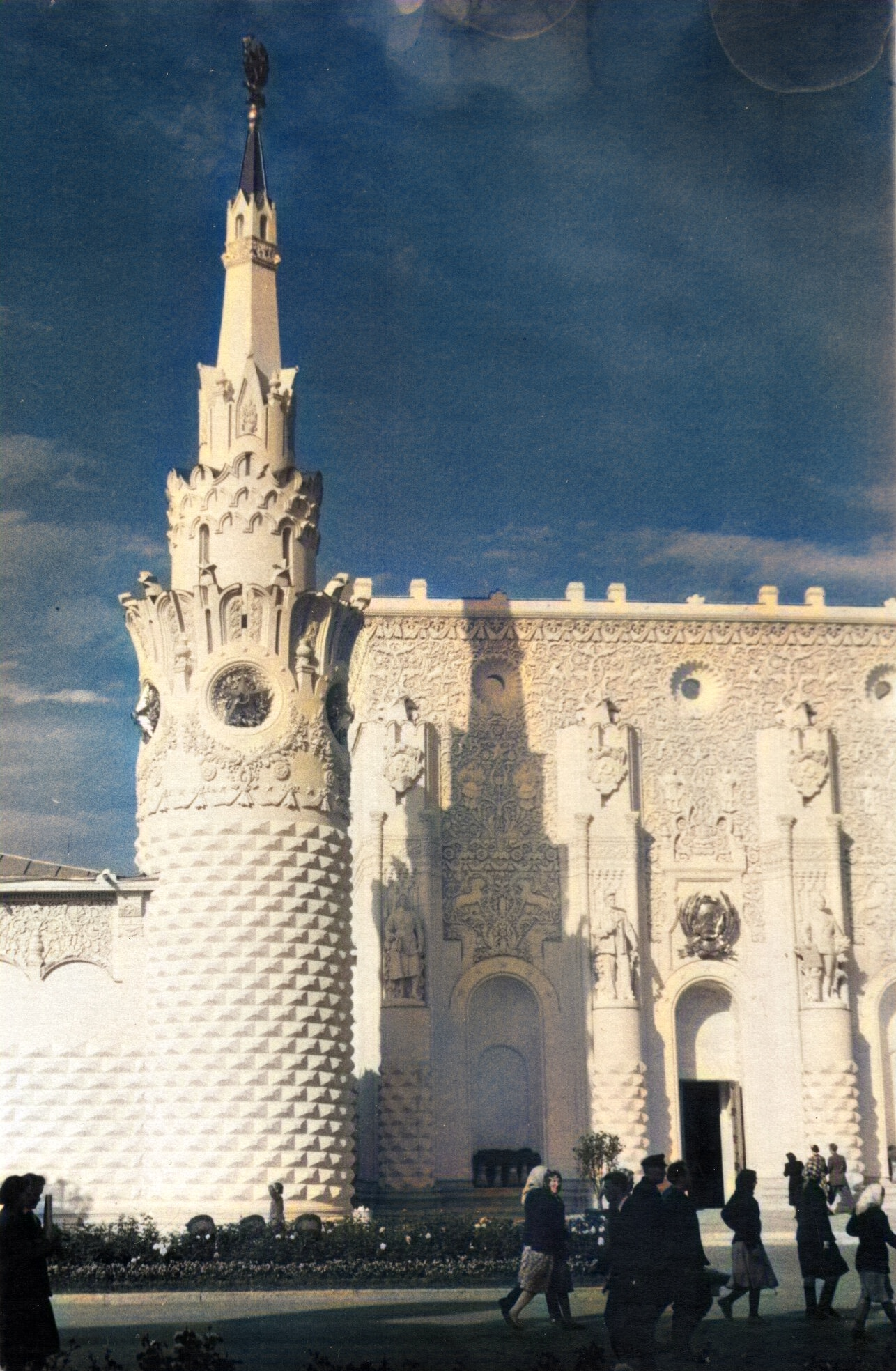
ВСХВ. Павильон Центральных промышленных областей, 1955

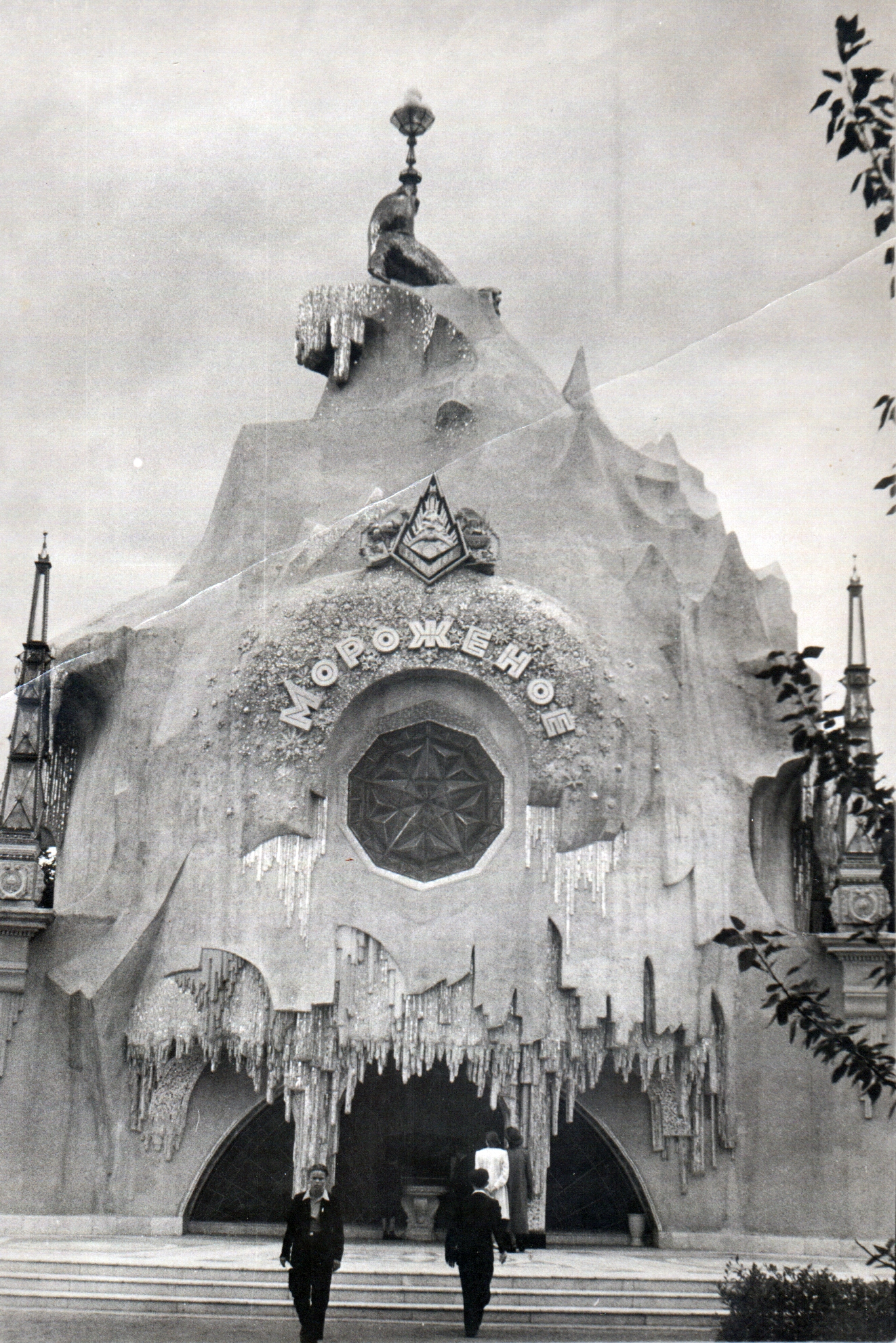
ВСХВ. Павильон «Мороженое», 1955

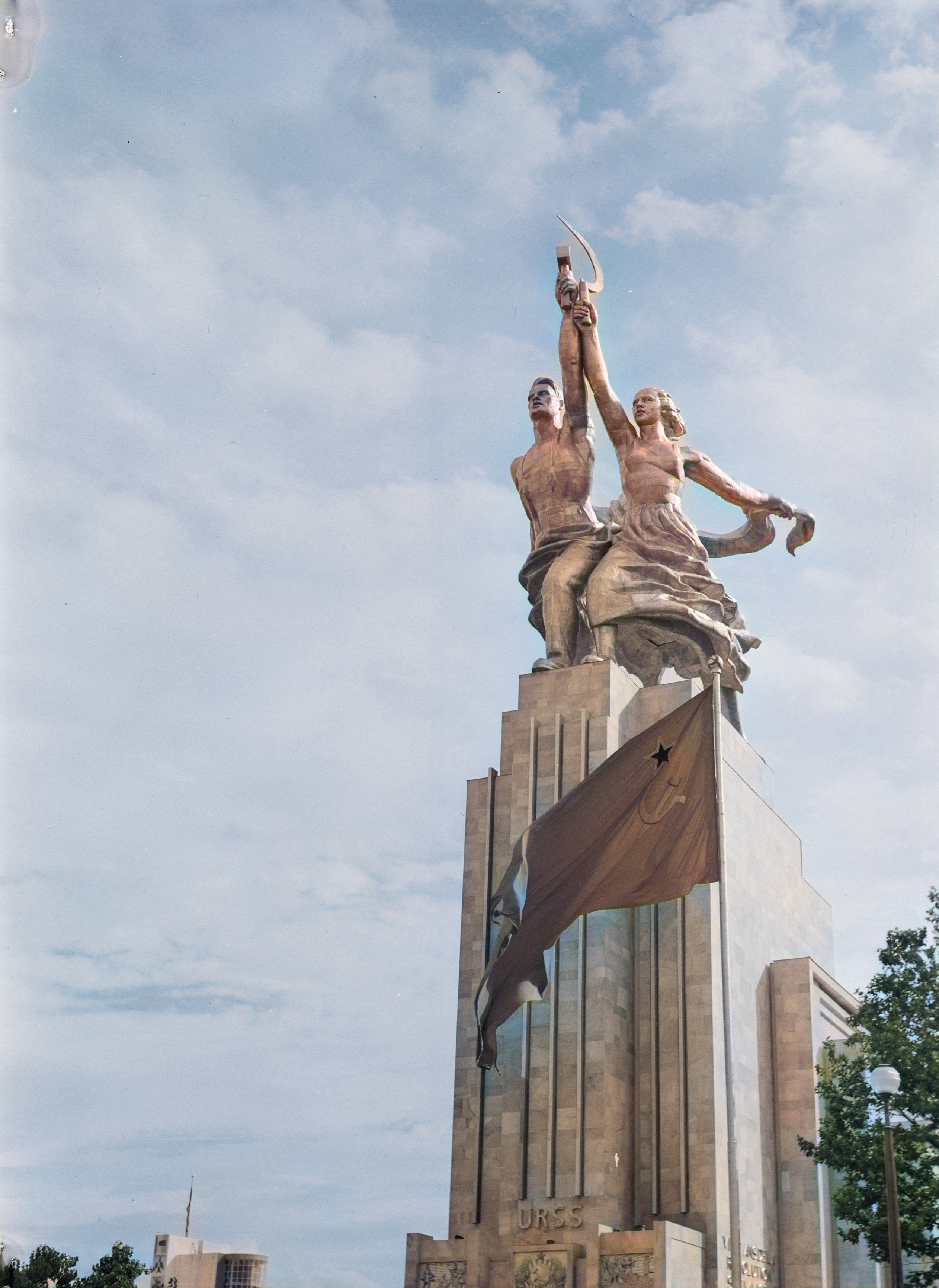
«Рабочий и колхозница» на Всемирной выставке 1937 года в Париже, в 1939 были установлены на ВСХВ

Выставка была торжественно открыта 1 августа 1939 года. С приветственной речью к собравшимся обратился Вячеслав Молотов, который сказал, что «выставка подводит итог десятилетию, в накале которого крестьянские массы окончательно повернули от мелкого единоличного хозяйства к крупному колхозному хозяйству». В завершении торжественной части была исполнена новая песня «Славься, Родина обильная», специально к открытию ВСХВ написанная композитором Исааком Дунаевским.
Выставка представляла собой целый выставочный город площадью в 136 гектаров, на которых было размещено 250 всевозможных строений, каскад прудов, парки, опытные участки. Вход на выставку располагался с северной стороны (арка сохранилась до наших дней), перед ним была установлена скульптура Веры Мухиной «Рабочий и колхозница», впоследствии перенесённая. За аркой располагалась Административная площадь с Главным павильоном выставки. Осью выставки была главная аллея с тремя площадями. Первой была площадь Колхозов, на которой располагались павильоны союзных республик и областей РСФСР, а центр площади украшал фонтан; возле каждого из павильонов были посажены растения, характерные для района, которому павильон посвящён. Дальше находилась площадь Механизации с памятником Иосифу Сталину и отраслевыми павильонами, композиционный центр которых занимал павильон «Механизация», сохранившийся в реконструированном виде до наших дней под названием «Космос». Третья площадь — Прудовая, где экспозиционная часть выставки сменялась зоной отдыха.
В первый год работы выставка работала 86 дней и закрылась 25 октября. За это время её посетителями стали более 5 миллионов человек — в среднем по 60 тысяч в день. Несмотря на срыв первоначальных сроков строительства, правительственные награды получили участвовавшие в создании ансамбля архитекторы. С. Е. Чернышёв был удостоен Ордена Ленина, К. С. Алабян, С. А. Дадашев, В. С. Андреев, А. А. Таций, М. А. Усейнов — ордена Трудового Красного Знамени; «Знак Почёта» получили Н. П. Былинкин, В. Г. Гельфрейх, Е. А. Левинсон, С. Н. Полупанов, С. А. Сафарян и Д. Н. Чечулин.
К сезону 1940 года выставка претерпела ряд изменений. Были реконструированы павильоны Казахской ССР, Центральных областей РСФСР, частично реконструированы павильоны «Хлопок» и «Шелководство». Появились экспозиции новых союзных республик: павильон «Арктика» был отдан Карело-Финской ССР, а после присоединения Прибалтики к Советскому Союзу и создания Эстонской, Латвийской и Литовской ССР под их экспозицию был отдан павильон «МОПР» (сохранился под названием «Физкультура и спорт») — это рассматривалось как временное решение, с расчётом в дальнейшем построить отдельные павильоны для каждой из трёх республик.
В 1940 году выставка открылась 15 мая, проработала 5 месяцев, её посетили 4,5 миллиона человек.
Выставка 1941 года была закрыта 1 июля, вскоре после начала Великой Отечественной войны. Уже с конца июня начали распродавать некоторые промышленные и сельскохозяйственные экспонаты выставки; ряд ценностей передали военным и партийным организациям. В октябре 1941 года часть сотрудников ВСХВ эвакуировали в Омск (по месту нахождения Наркомата земледелия), другие ушли на фронт — 123 из них погибли. Библиотеку, фотолабораторию и архив ВСХВ перевезли в Челябинск, животных — в совхоз «Быково» Подольского района. Пустующие павильоны приспособили под цеха военно-ремонтного завода, склады и казармы. Некоторые выставочные сооружения были серьёзно повреждены в результате бомбардировок и позднее разобраны; многие павильоны, оставшиеся без надлежащей охраны, подверглись порче и разграблению.
В 1945 году специальная комиссия провела обследование архитектурных сооружений выставки, в ходе которого были выявлены процессы гниения и поражения грибком несущих конструкций и обшивки павильонов, разрушения фундаментов и кровли; часть построек находилась на грани обрушения. В первые послевоенные годы в отдельные, наиболее сохранившиеся павильоны, начали водить экскурсии школьников; в 1945 году на территории выставки открылась временная экспозиция — выставка откормленного скота и птицы. Однако в целом выставочный комплекс находился в состоянии полного запустения.
От первой ВСХВ небольшая часть построек сохранилась до настоящего времени: Главный вход (ныне Северный вход), «Армянская ССР» (ныне «Здравоохранение»), «Азербайджанская ССР» (ныне «Азербайджан»), «Зерно» (ныне «Транспорт»), «МОПР» (ныне «Физкультура и спорт»), «Масличные культуры» (ныне «Микробиологическая промышленность»), «Механизация» (ныне «Космос»), «Московская, Тульская и Рязанская области» (ныне «Зерно»), «Ленинград и Северо-Восток РСФСР» (ныне «Оптика»), «Шелководство», «Колхозный клуб», киоск Азсовхозтреста и Зелёный театр.
1. Главный вход[54]
2. Главный павильон
3. Павильон «Дальний Восток»
4. Павильон «Ленинград и Северо-Восток РСФСР»
5. Павильон «Поволжье»
6. Павильон «Северный Кавказ и Крым»
7. Павильон «Сибирь»
8. Павильон «Советская Арктика» с палаткой папанинцев
9. Павильон «Центральные области»
10. Павильон Азербайджанской ССР
11. Павильон Армянской ССР
12. Павильон Башкирской АССР
13. Павильон Белорусской ССР
14. Павильон Грузинской ССР
15. Павильон Казахской ССР
16. Павильон Киргизской ССР
17. Павильон Курской, Воронежской и Тамбовской областей
18. Павильон Московской, Тульской и Рязанской областей
19. Павильон Таджикской ССР
20. Павильон Татарской АССР
21. Павильон Туркменской ССР
22. Павильон Узбекской ССР
23. Павильон Украинской ССР
24. «Ветполиклиника»
25. Дорожный павильон
26. Животноводческие постройки
27. Манеж
28. Оранжерея субтропических культур
29. Павильон «Печать»
30. Павильон «Юные натуралисты»
31. Павильон «Агролесомелиорация»
32. Павильон «Ветеринария» и «Искусственное осеменение»
33. Павильон «Виноградарство и виноделие»
34. Павильон «Гидроэлектростанция»
35. Павильон «Животноводство»
36. Павильон «Зерно»
37. Павильон «Картофель и овощи»
38. Павильон «Консервы»
39. Павильон «Кролиководство»
40. Павильон «Лён, конопля и новолубяные культуры»
41. Павильон «Ликёр»
42. Павильон «Масличные культуры»
43. Павильон «Механизация»
44. Павильон «Мясо»
45. Павильон «Нефть»
46. Павильон «Охота и звероводство»
47. Павильон «Пиво»
48. Павильон «Пчеловодство»
49. Павильон «Рыбная промышленность»
50. Павильон «Садоводство»
51. Павильон «Сахарная свёкла»
52. Павильон «Собаководство»
53. Павильон «Табак»
54. Павильон «Технические культуры и лекарственные растения»
55. Павильон «Торф»
56. Павильон «Хладопром»
57. Павильон «Хлопок»
58. Павильон «Чай-кондитер»
59. Павильон «Шелководство»
60. Раздел «Новое в деревне»
61. Сахарный завод
62. Восточный ресторан
63. Главный ресторан
64. Детское кафе
65. Зелёный театр
66. Кафе № 1
67. Кафе № 2
68. Кинотеатр № 1
69. Кинотеатр № 2
70. Концертная эстрада
71. Монумент товарища Сталина
72. Фонтан «Колос» на пруду
73. Чайная-столовая
74. Чайхана
75. Административная площадь
76. Главная аллея
77. Площадь Колхозов
78. Площадь Механизации
79. Мичуринский сад
80. Участок открытого грунта
81. Участок юннатов
82. Зона отдыха — Парк культуры имени Ф. Дзержинского
83. Управление выставки
84. Пруды

### 1948—1954: Реконструкция и преобразования ВСХВ

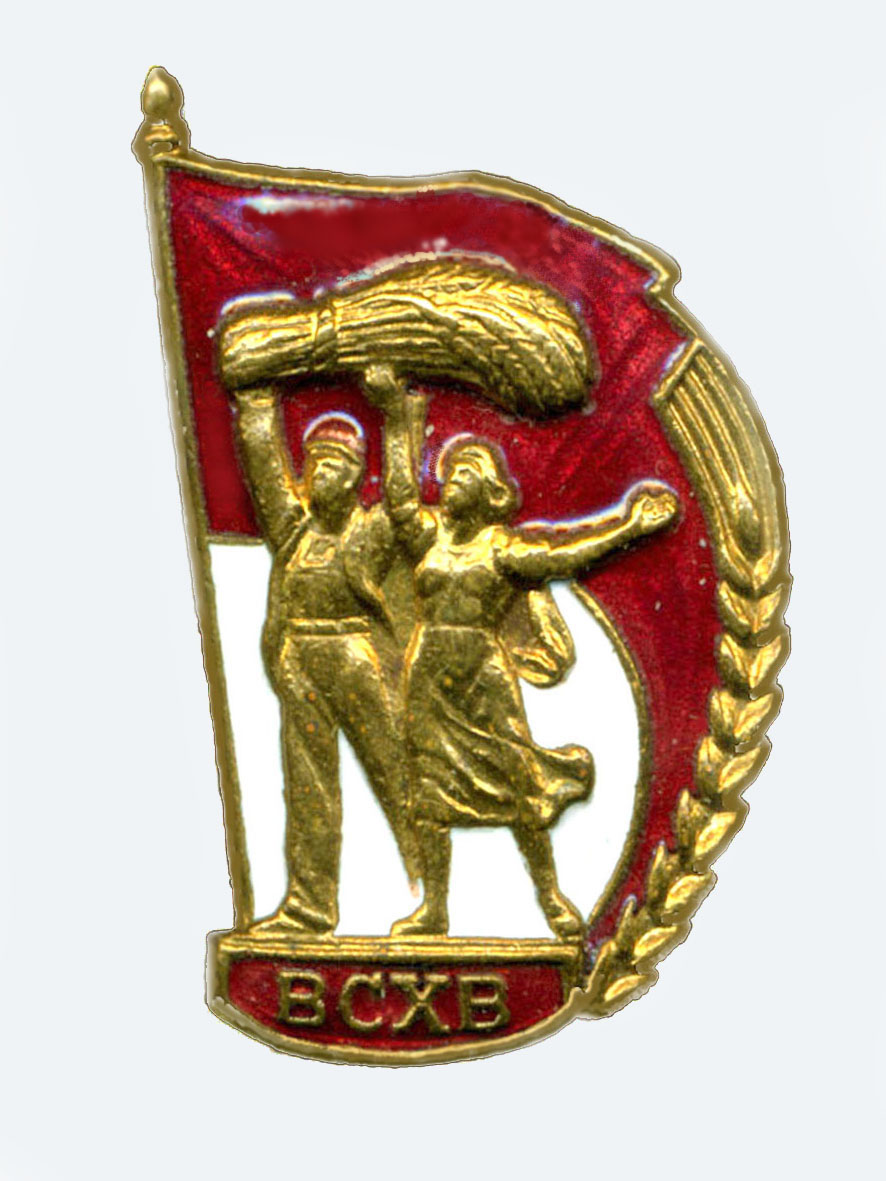
Значок с эмблемой «ВСХВ». 1954 год

В 1947 году министр сельского хозяйства Бенедиктов выступил с предложением о возобновлении работы выставки и внёс в Совет министров СССР проект соответствующего постановления. 25 октября 1948 года Совет Министров СССР постановил возобновить работу ВСХВ с 1950 года. С 1950 по 1954 годы обветшавший комплекс 1939 года был масштабно перестроен. Руководили реконструкцией академик архитектуры, профессор, главный архитектор ВСХВ Анатолий Жуков и скульптор, создатель «Воина освободителя» в Берлине и Родины-матери в Сталинграде (Волгограде) — Евгений Вучетич. После ухода Вучетича в 1950 году главным скульптором ВСХВ становится Александр Пекарев. Новый план выставки был разработан архитекторами Анатолием Жуковым и Рудольфом Кликсом, при участии архитекторов А. С. Коробова, Г. М. Слепых, Р. А. Якубова, А. О. Колесниченко, Н. И. Коблова и А. М. Светличного, инженеров И. В. Бордукова, М. И. Бакши, М. И. Силича и А. С. Смирнова. Торжественное открытие выставки состоялось 1 августа 1954 года и, начиная с этого времени, ВСХВ возобновляла свою работу ежегодно после зимнего перерыва и была открыта в течение весны и лета, захватывая и первые месяцы осени.
Архитектурный облик выставки изменился коренным образом. Была проведена огромная строительная работа, значительно увеличилась площадь выставки — до 207 га. На строительство было затрачено 50 миллионов штук кирпича, 200 тысяч кубометров леса, 14 тысяч тонн металла. Были возведены павильоны прибалтийских республик. Большинство павильонов было построено заново, и облик их был более монументальным — они решались в стиле послевоенного сталинского ампира. Павильоны стали напоминать дворцы и храмы.
В 29 республиканских и зональных павильонах были в полной мере представлены края и республики СССР. В каждом павильоне был специальный зал, отведённый под теплицу, в которой можно было познакомиться с растениями и природой каждой республики.
До наших дней почти не потеряли своего облика павильоны «Узбекская ССР» (сейчас он называется «Культура») и «Украинская ССР», в котором был воплощён образ Украины, созданный в произведениях Николая Гоголя. Павильон «Латвийская ССР» (с 1959 года — «Физика»). Архитекторы А. Я. Айварс, В. И. Закис, К. Я. Плуксне.
В целом, в художественном оформлении выставки большую роль сыграла московская школа, представленная прежде всего «реалистом из реалистов» Василием Яковлевым.
В целом преобладала тенденция к возведению капитальных сооружений. Проектирование ряда зданий было поручено молодым архитекторам. Среди них — сохранившиеся павильоны «Юные натуралисты» с оранжереей, «Цветы», «Книга», «Хлопок», образцовые колхозные постройки. Ведущим архитектором павильона «Водное хозяйство» и реконструкции павильона «Земледелие» был Пётр Ревякин, «Лён, конопля и другие лубяные культуры» — Леонид Павлов, главного ресторана «Золотой колос» — Анатолий Ефимов. Деревянную скульптуру на фронтоне павильона Карело-Финской ССР выполнил Лев Кардашов.

### 1958—1986: Переработка выставки — ВДНХ СССР

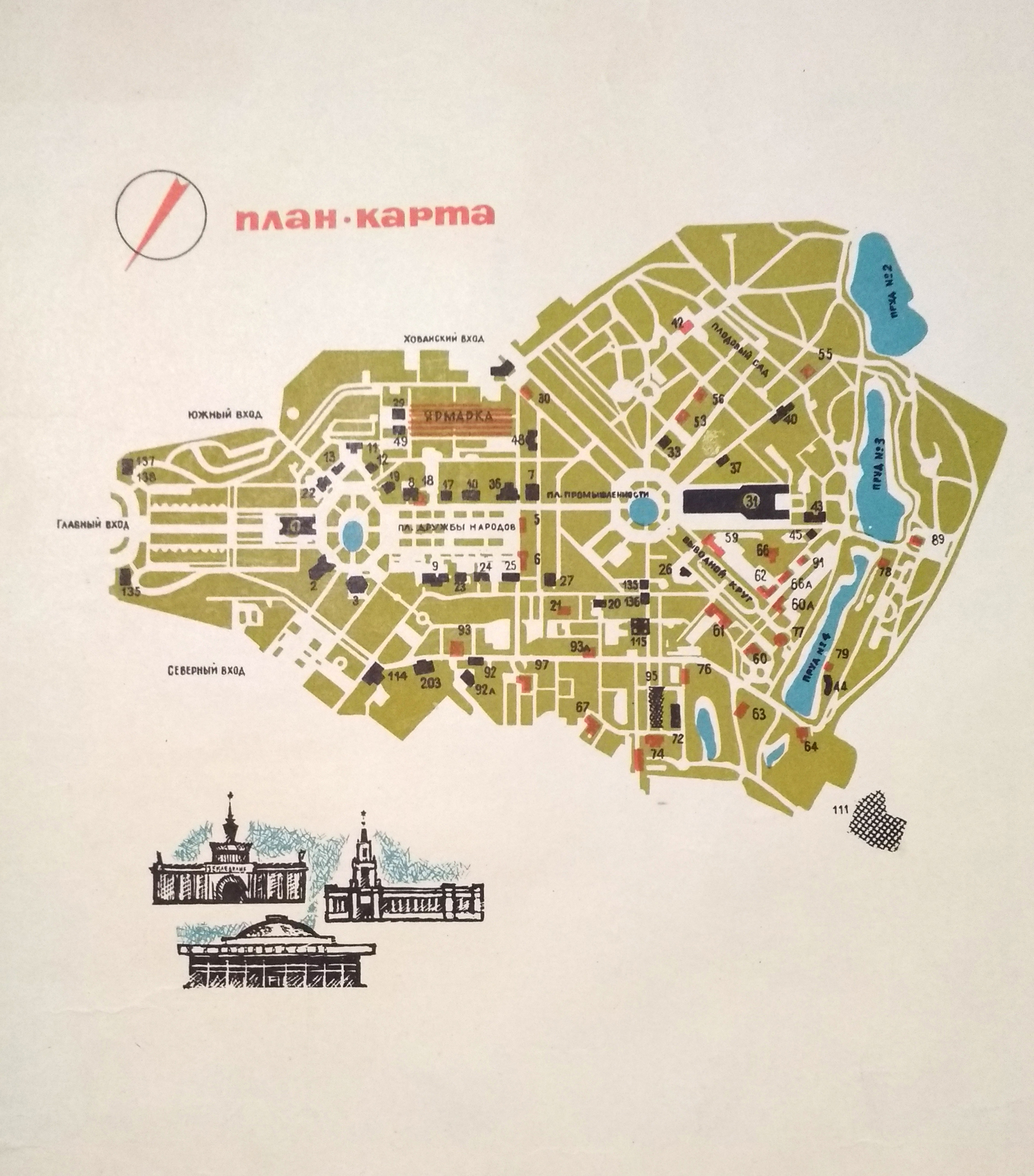
План-карта ВДНХ СССР. Фрагмент. 1966 г. Изображения павильонов созданы в стилистике художественных почтовых конвертов.
Художник: А. В. Борисов

В 1956 году было принято решение о разделении выставки на Сельскохозяйственную и Промышленную (хотя фактически она при этом по-прежнему оставалась единой). 28 мая 1958 Совет министров СССР принял постановление об объединении сельскохозяйственной, промышленной и строительной (на Фрунзенской набережной) выставок в Выставку достижений народного хозяйства СССР (ВДНХ СССР). Предполагалось теперь разделить выставку на четыре раздела: общий, промышленности и транспорта, сельского хозяйства, строительства. 16 июня 1959 года выставка была открыта. 12 декабря того же года была переименована и станция метро, которая и поныне носит название ВДНХ.

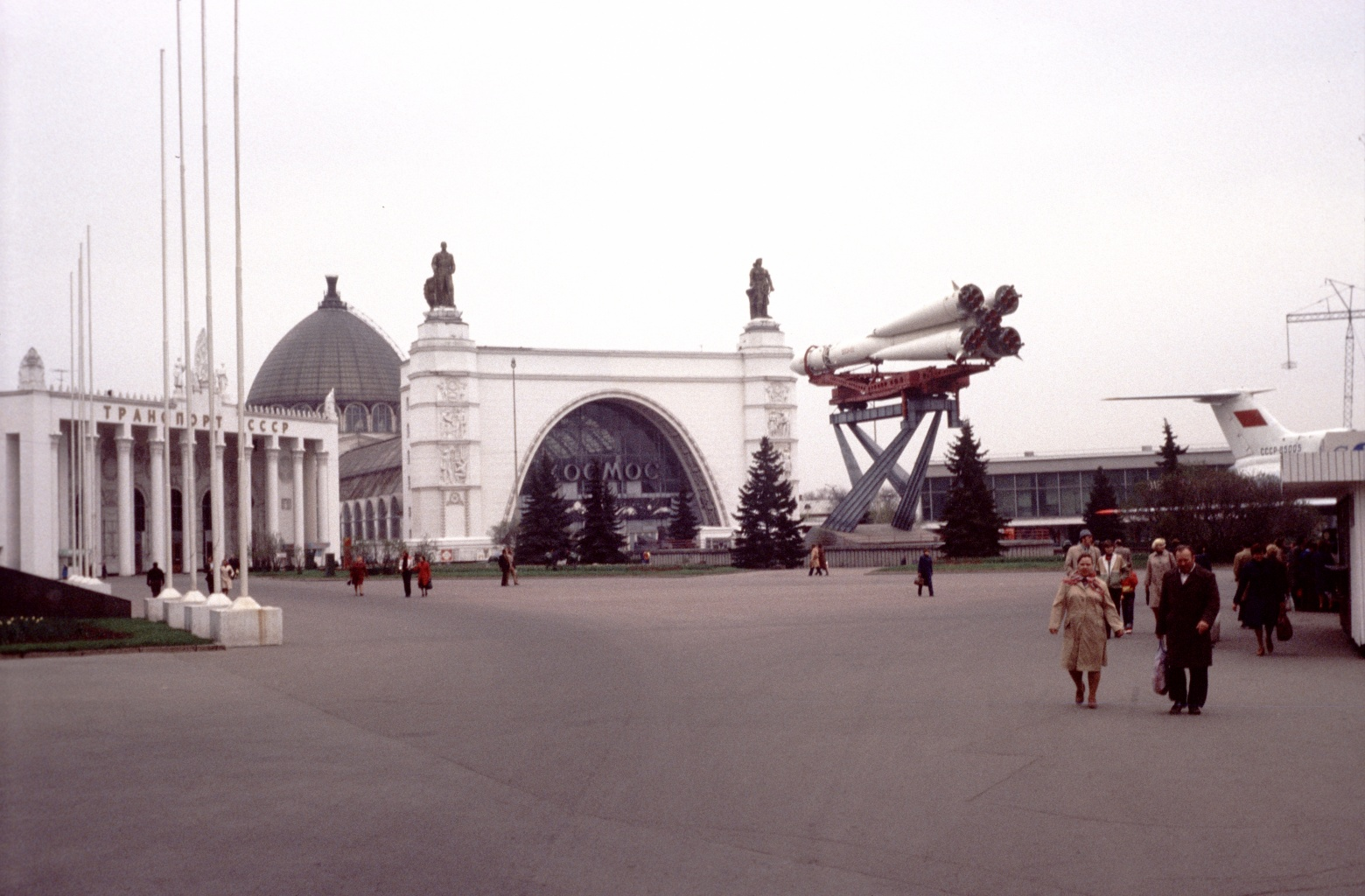
Павильон «Космос». Фотография 1980 г.

С 1959 года и особенно в 1963—1967 годах выставка подверглась перестройке, связанной с тем, что с 1955 года началась борьба с «излишествами» в строительстве. В 1959 году ВСХВ и расположенная тут же промышленная выставка были объединены в ВДНХ СССР, и под этим предлогом постепенно областные, а в 1964 году, согласно постановлению 1963 года, и республиканские павильоны были перепрофилированы в отраслевые. А в 1967 году СССР готовился к празднованию 50-летия Великого Октября, и к этому юбилею выставку решили осовременить. Почти со всех бывших республиканских павильонов были убраны венчающие их гербы, а внутри либо закрывалась, либо уничтожалась внутренняя отделка. На площади колхозов были перестроены бывшие павильоны «Казахская ССР» (его изначальный фасад сохранился, будучи закрыт металлическим коробом), «Армянская ССР», «Азербайджанская ССР» (ему в 2010-е годы возвращён первоначальный вид), а павильон «Поволжье» уже был реконструирован к 1959 году; был разрушен павильон «Грузинская ССР»; «Дальний Восток» в 1959 году был переименован в «Советскую Книгу». Был снесён ансамбль центральной аллеи, на месте которого в марте 1967 года открыли «Доску почёта СССР». На центральной аллее были снесены республиканские и краевые павильоны — «Таджикская ССР», «Туркменская ССР», «Татарская АССР», «Башкирская АССР», «Киргизская ССР» и «Центральные области» (среди них проходили съёмки фильма «Свинарка и пастух»). Сносы затронули и площадь промышленности, известную как «Площадь механизации», где были снесены два крупных павильона «Совхозы» (тогда уже «Транспорт») и «Зерно» («Лёгкая промышленность»), и планировалось увеличить в два раза круглый пруд, придав ему форму квадрата, чтобы два новых стеклянных павильона «Химическая промышленность» (№ 20) и длинный павильон № 57 вписались в комплекс обновлённой ВДНХ СССР. В последнее двадцатилетие комплекс потерял четыре павильона: «Урал» 1939 года (профессионально-техническое образование), «Мороженое» 1954 года, «Охота» и старейший павильон 1936—1954-х годов — «Ветеринария».
В 1960 году планировалось провести в Москве Всемирную выставку 1967 года. После окончания выставки ВДНХ должна была переехать в её освободившиеся павильоны, а один из проектов предполагал проведение Всемирной выставки на территории ВДНХ, и в этом случае все её прежние постройки были бы снесены. Однако в итоге советское руководство от проведения выставки у себя отказалось, она была проведена в Монреале. На ВДНХ о ней только напоминает 70-й павильон «Москва», а после её окончания разобран, перевезён в Москву и заново собран на ВДНХ.
18 апреля 1963 года ЦК КПСС и Совет Министров СССР приняли постановление о перестройке работы ВДНХ СССР. Ключевым моментом этого постановления был пункт первый:
… показ достижений союзных республик в развитии промышленности, строительства и сельского хозяйства осуществлять в отраслевых павильонах Выставки… а показ общих достижений республик… сосредоточить в Центральном павильоне Выставки, упразднив в связи с этим павильоны союзных республик.
В 1965 году началась реализация проекта реконструкции. В результате на выставке появились новые строения — павильоны № 20, 57 и ряд других. В то же время от снесённых павильонов остались пустыри. Выставка теперь организовывалась по отраслевому принципу. Различные павильоны представляли различные области народного хозяйства СССР. Однако это нанесло значительный вред архитектурной целостности архитектурного ансамбля. ВДНХ стала для москвичей одним из любимых мест проведения досуга. Выставка примыкала к ЦПКиО им. Дзержинского, а также к Главному ботаническому саду им. Н. В. Цицина РАН. Всё вместе представляло собой большой комплекс для отдыха. В 1977 году, в рамках празднования 60-летия Октябрьской революции, в бывших республиканских павильонах временно были снова размещены экспозиции, посвящённые республикам. В 1986 году началась очередная реконструкция ВДНХ СССР по проекту МНИИП «Моспроект-4» (архитекторы Андрей Боков, Игорь Виноградский), однако она практически не была реализована.

Работы художника Анатолия Викторовича Борисова, посвященные ВДНХ СССР, конец 1960-х
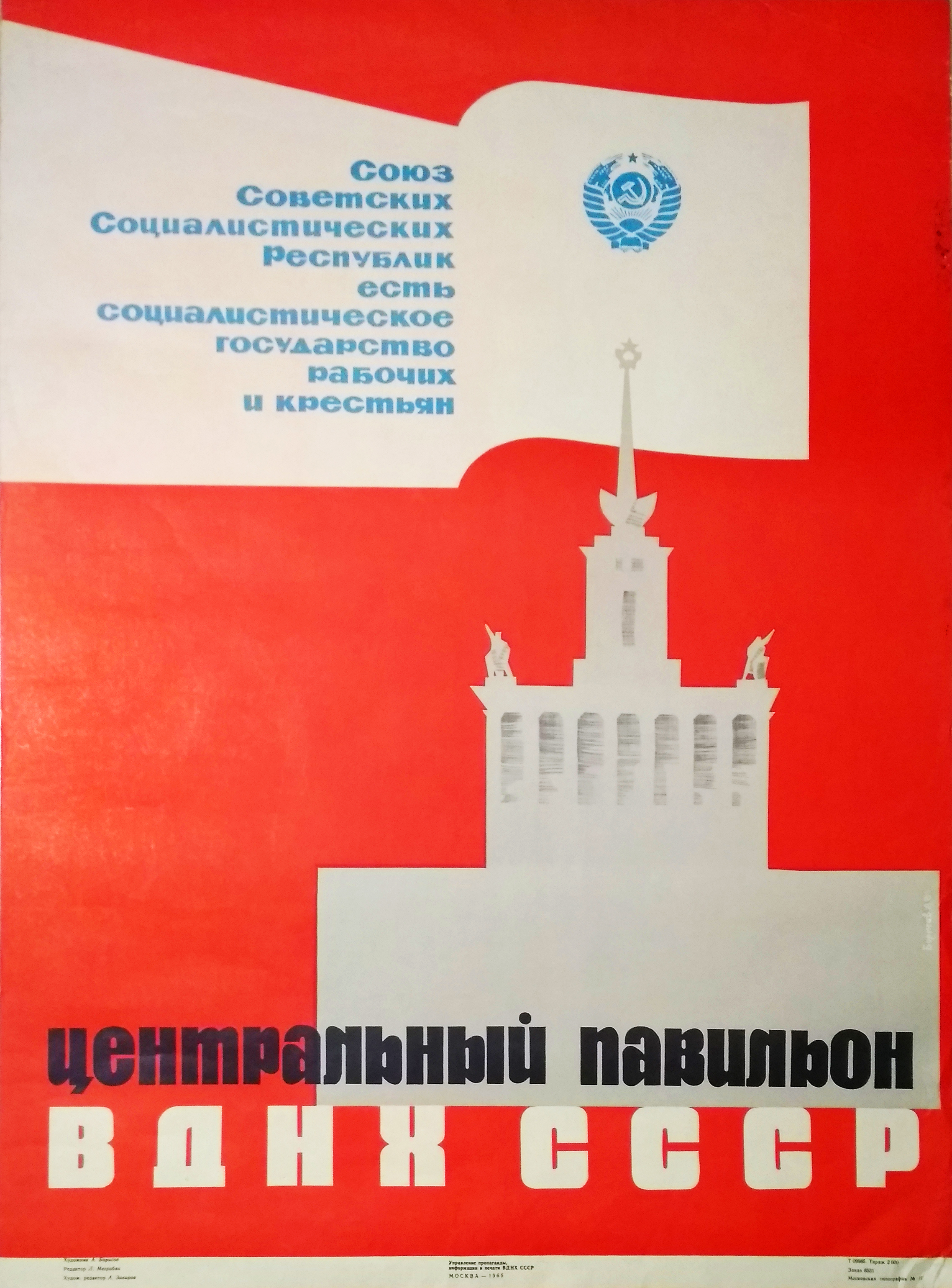
Плакат «Центральный павильон ВДНХ»
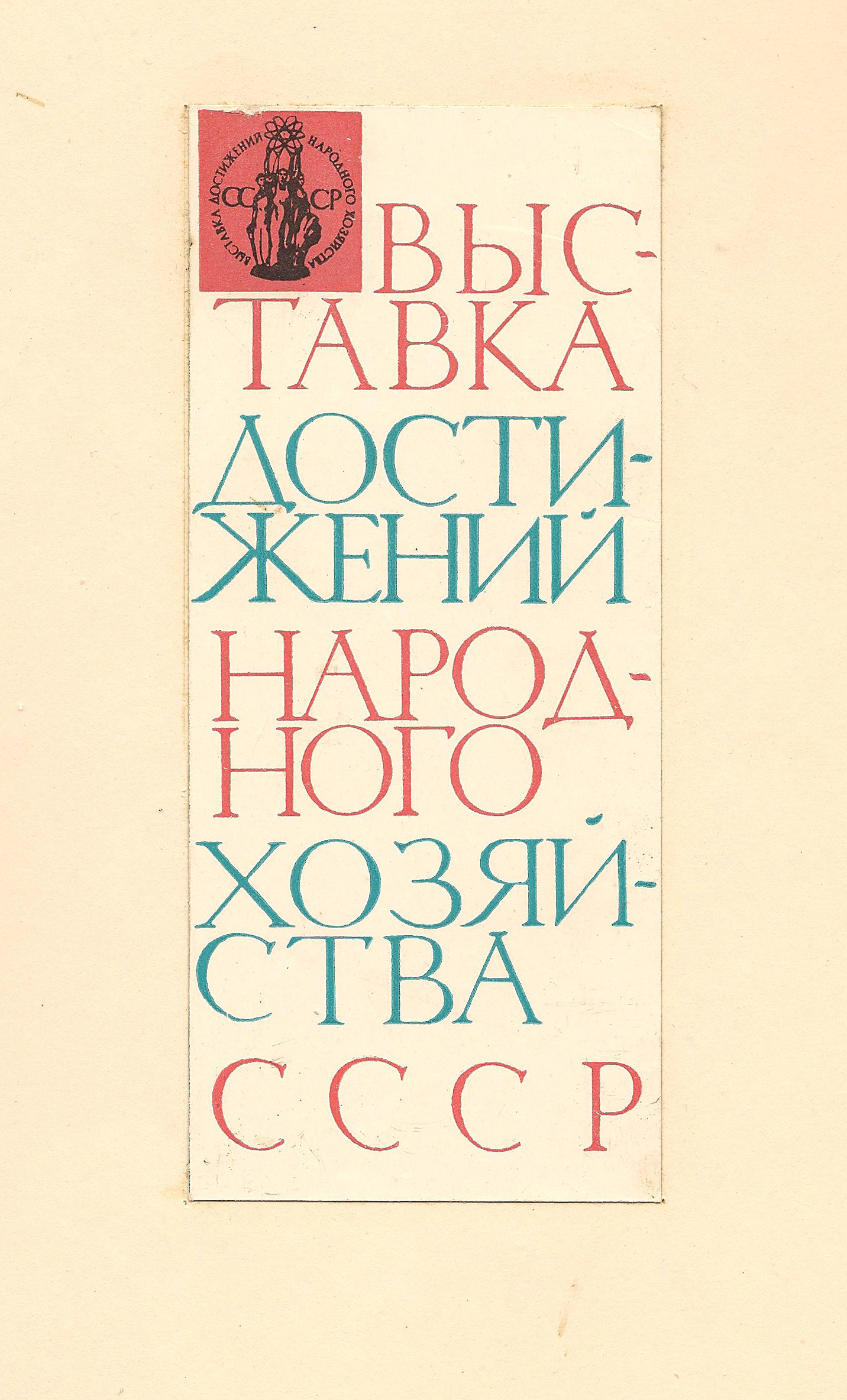
Макет обложки буклета «Выставка достижений народного хозяйства СССР».
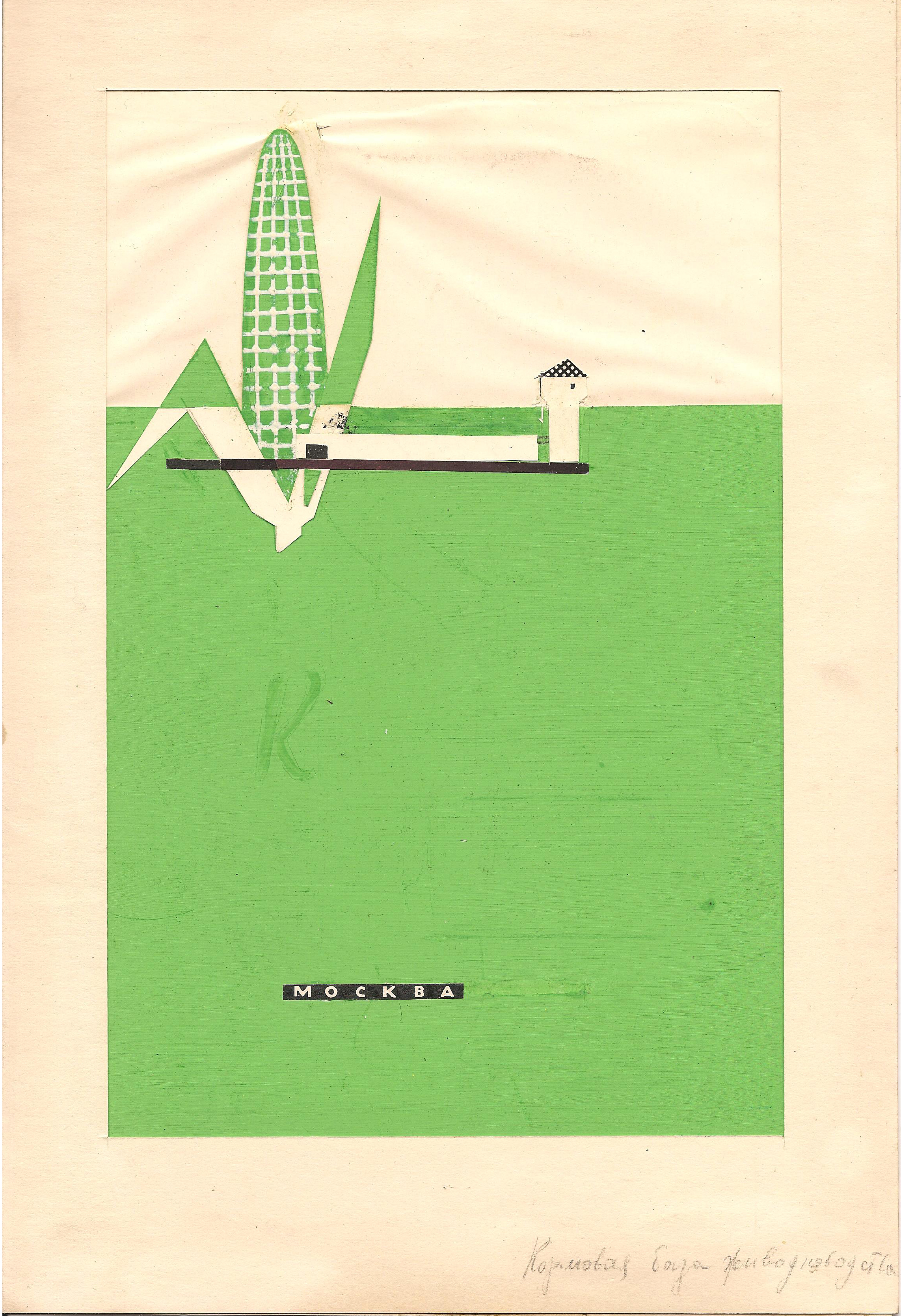
«Кормовая база животноводства». Из рекламного буклета «ВДНХ СССР».
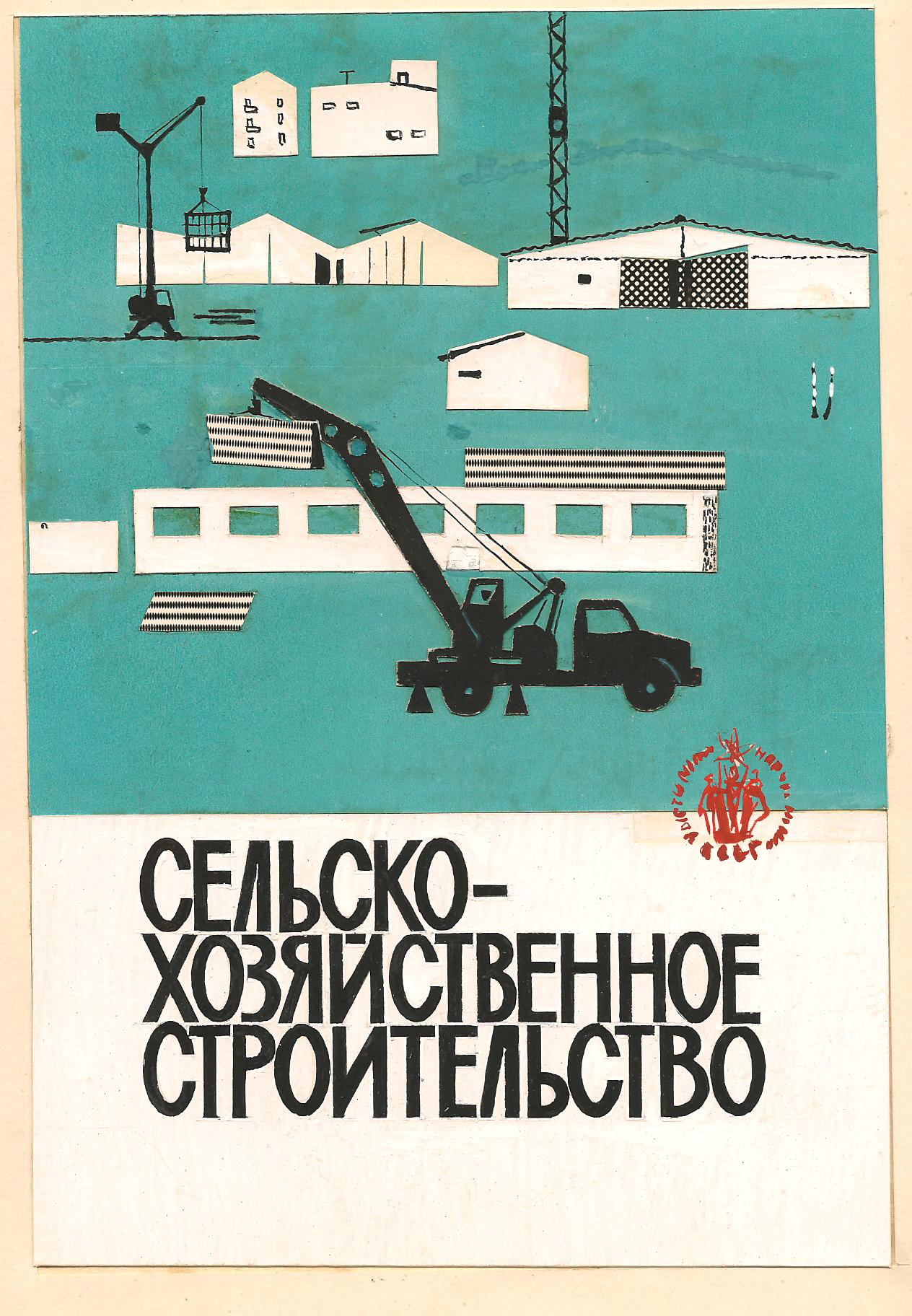
«Сельскохозяйственное строительство». Из буклета.
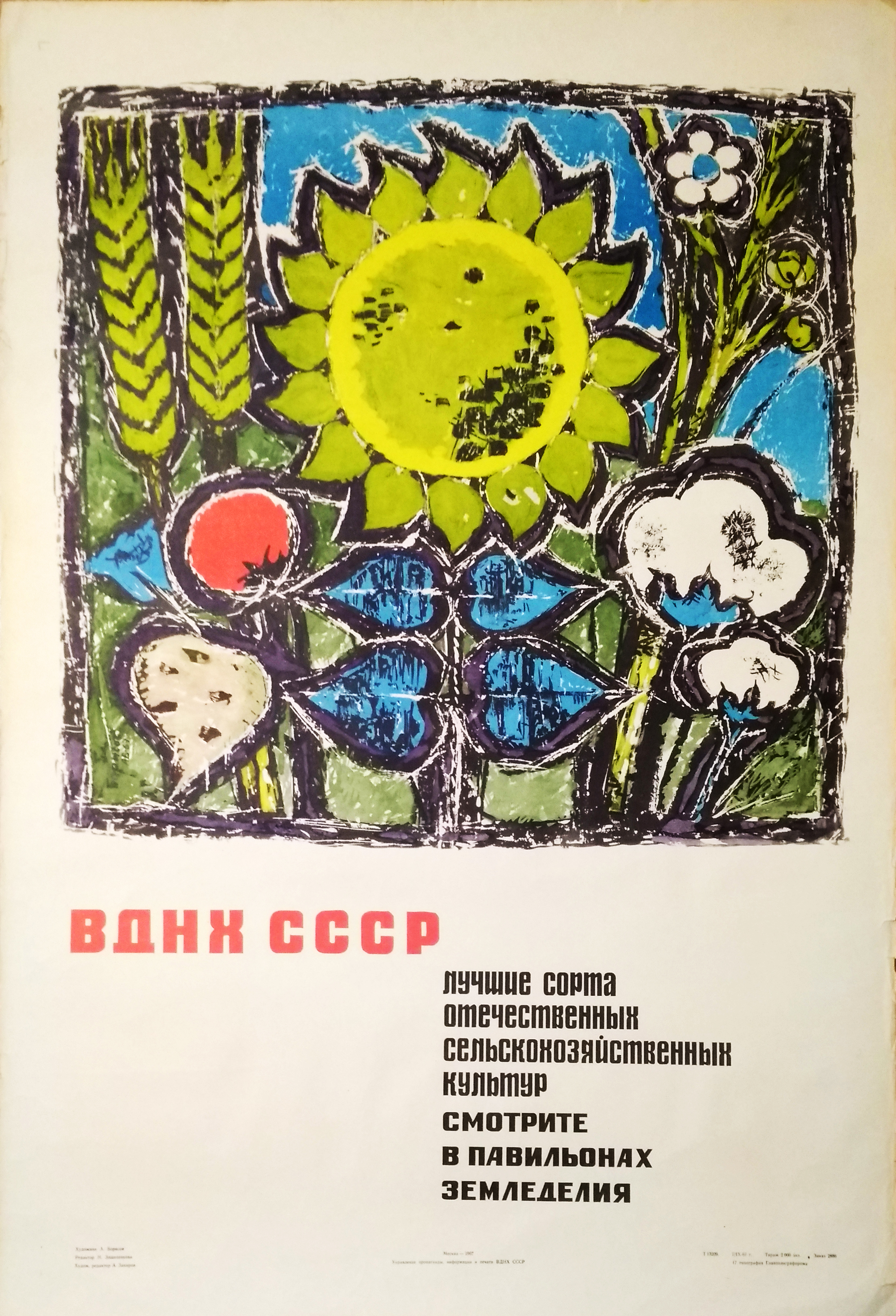
Плакат «Лучшие сорта отечественных сельскохозяйственных культур смотрите в павильонах земледелия»
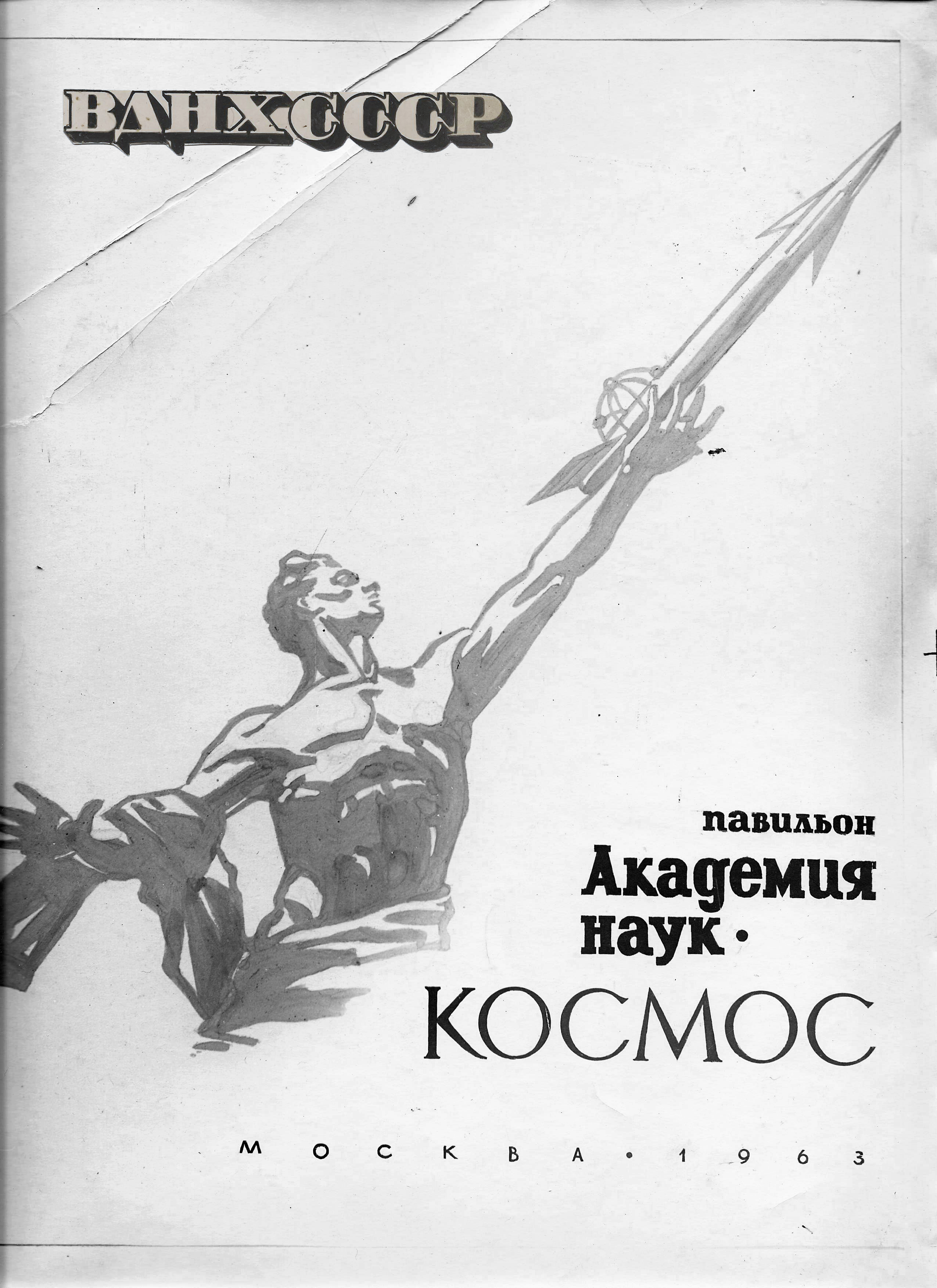
«Павильон Академии Наук СССР “Космос”». Обложка буклета «ВДНХ СССР»

### 1992—2013: Всероссийский выставочный центр

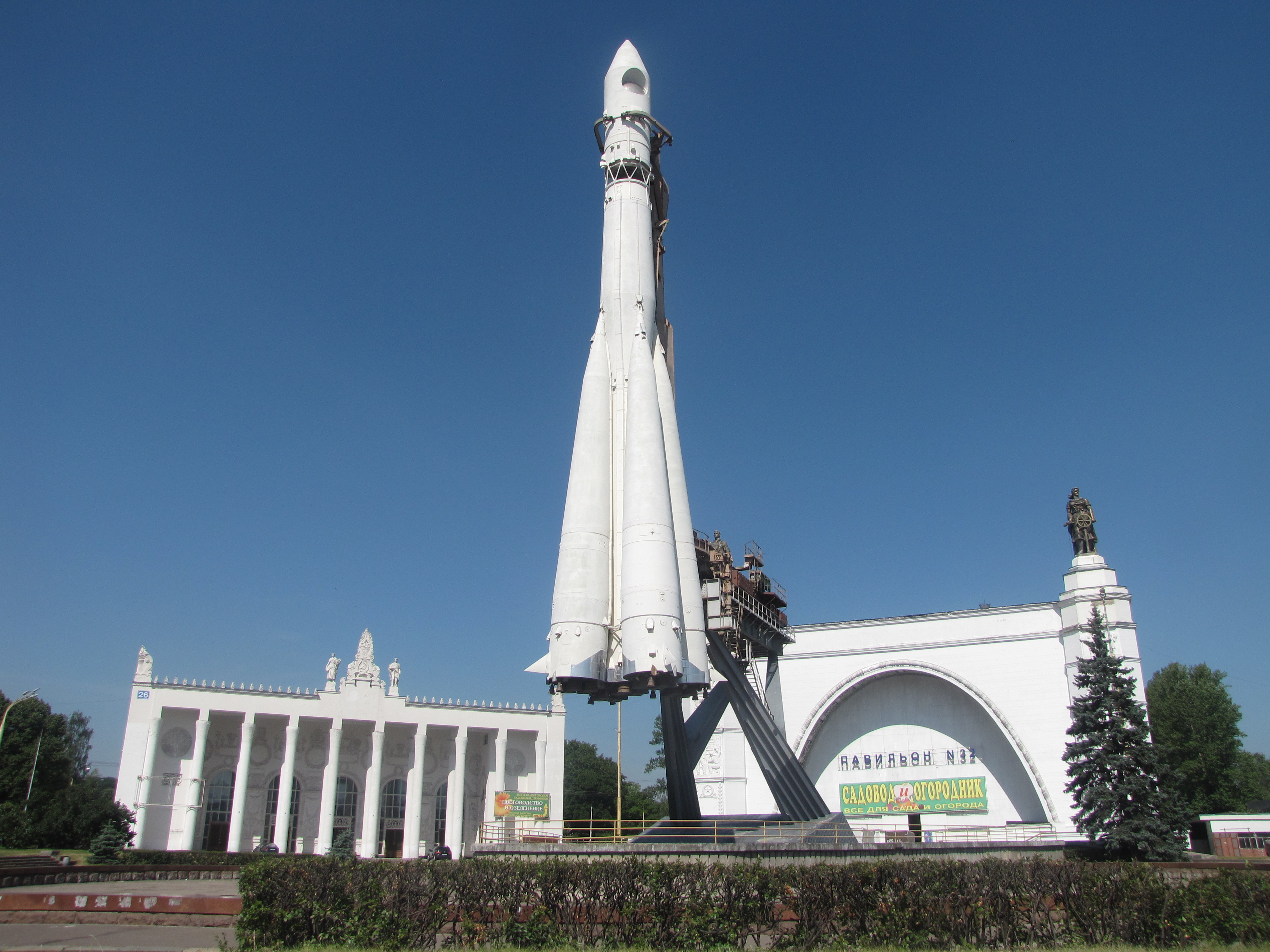
Копия ракеты «Восток» на площади Промышленности

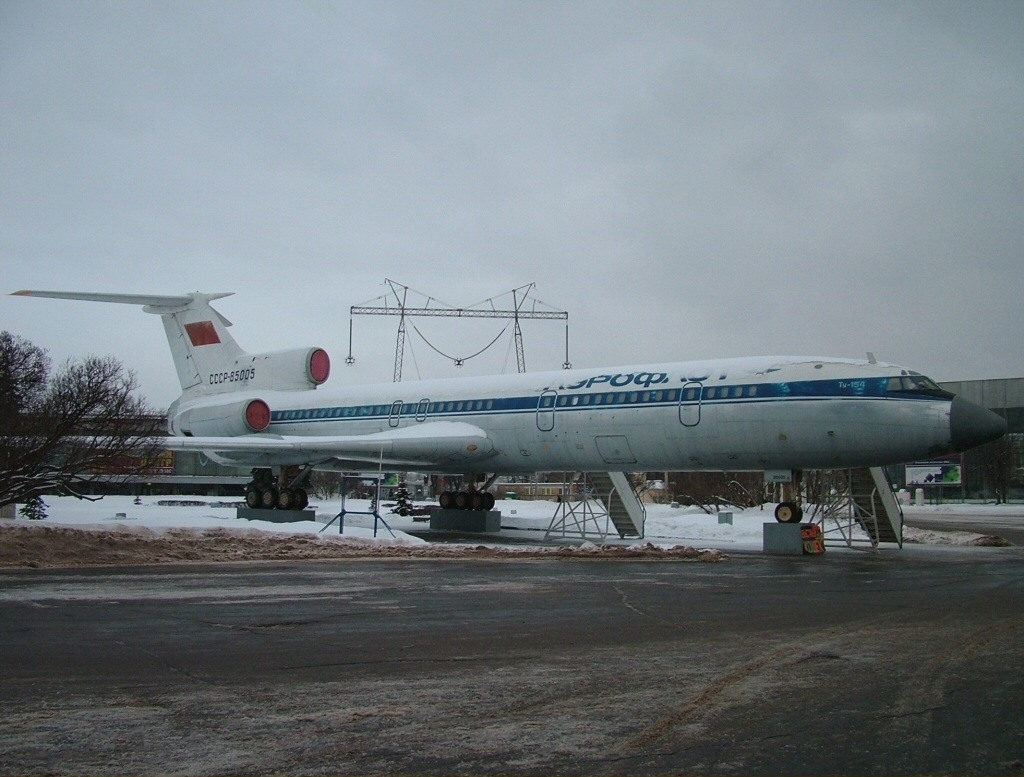
Ту-154 СССР-85005, 2005

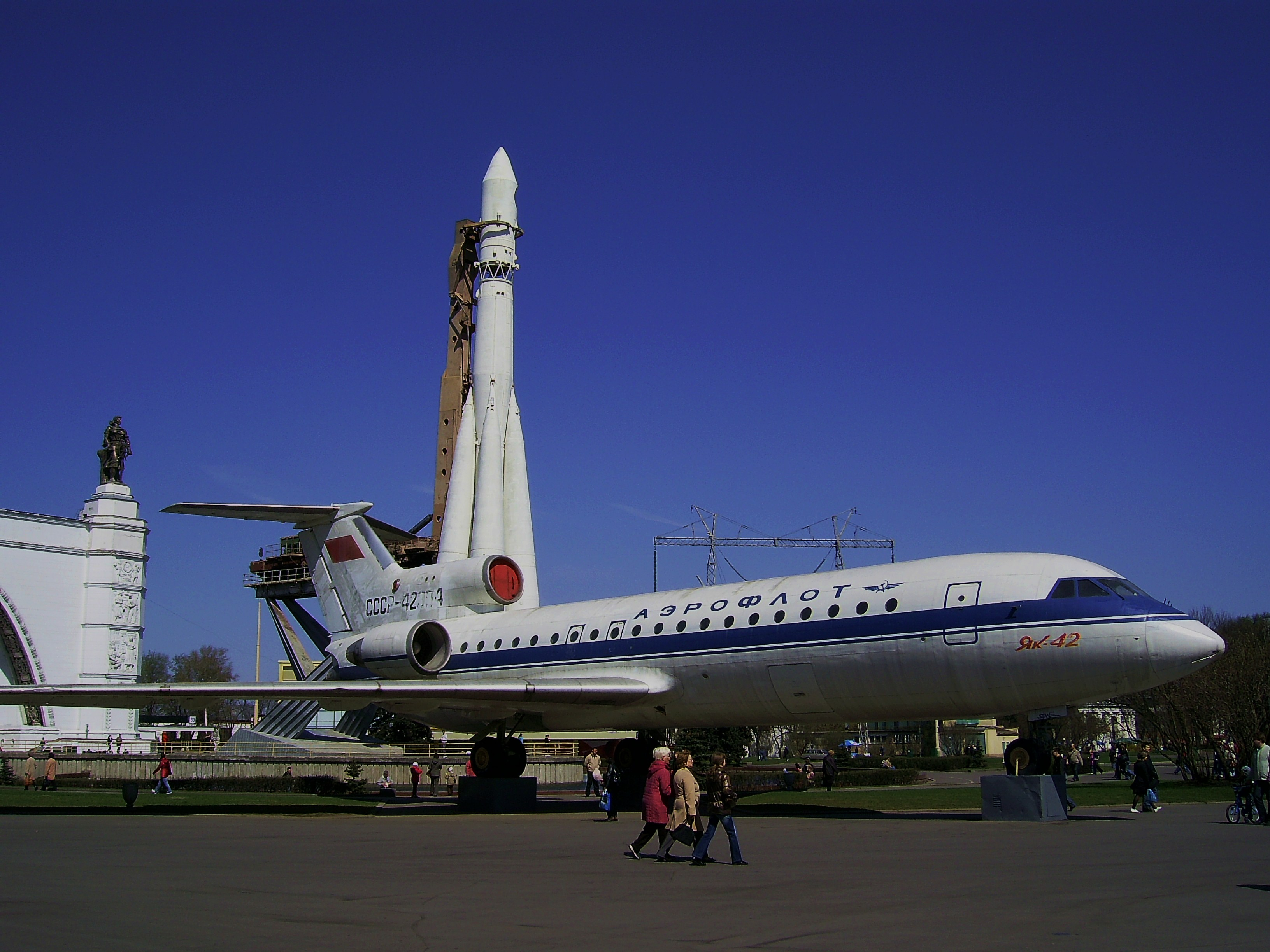
Як-42 СССР-42304, 2009

23 июня 1992 года указом президента Российской Федерации и постановлением правительства РФ ВДНХ СССР была переименована в Государственное акционерное общество «Всероссийский выставочный центр» (ГАО ВВЦ). В середине и в конце 1990-х годов на ВВЦ большинство экспозиций было ликвидировано, а многие павильоны были сданы в аренду под склады и магазины. Вместе с тем работал парк аттракционов, а ВВЦ по-прежнему был местом, куда приходили отдыхать. Особенно значительной утратой считаются экспонаты, составлявшие экспозицию павильона «Космос». Среди них — макеты первых советских спутников.
Та же участь постигла и Ту-154 — самый известный в СНГ самолёт этого типа и единственный сохранившийся опытный образец лайнера (бортовой номер СССР-85005, 1968 года выпуска) — наземный музей, стоявший почти сорок лет на территории бывшего ВДНХ СССР, перед бывшим павильоном «Авиация и космонавтика». За время своего существования самолёт-музей посетило несколько миллионов человек, был допуск посетителей в кабину пилотов и можно было посидеть за штурвалом лайнера. 13 сентября 2008 года самолёт был распилен на металлолом (по утверждению пресс-службы ВВЦ, «демонтирован и вывезен», по утверждению очевидцев, «на ВДНХ рушили самолёт… Не разбирали, не увозили, не убирали втихаря под покровом ночи, а именно рушили, в выходной, днём, при большом стечении народа, рушили то, что <…> для многих является символом ВДНХ»). Предлог — освобождение занимаемой площади для постройки офисно-развлекательного центра под названием «Город науки, образования и инноваций», хотя ещё весной 2008 года пресс-секретарь ВВЦ Олег Гладышев опровергал возможность демонтажа самолётов. Уничтожение самолёта вызвало бурную негативную реакцию в Рунете. Были слухи, что та же судьба ожидает Як-42 (бортовой номер СССР-42304) и макет ракеты-носителя «Восток».
После уничтожения самолёта заместитель начальника ВВЦ Алан Кудинов сообщил, что на месте Ту-154 будет установлен Sukhoi Superjet 100, однако директор по связям с общественностью компании Гражданские самолёты Сухого Ольга Каюкова сообщила корреспондентам «Вестей», что никаких переговоров по поводу установки SSJ на ВВЦ не велось. Генеральный директор Политехнического музея Г. Григорян прокомментировал уничтожение Ту-154 следующим образом: «С моей точки зрения, это проявление такого уровня бескультурья и хамского беспардонного отношения к людям, что это не может пройти без серьёзной общественной оценки, порицания».

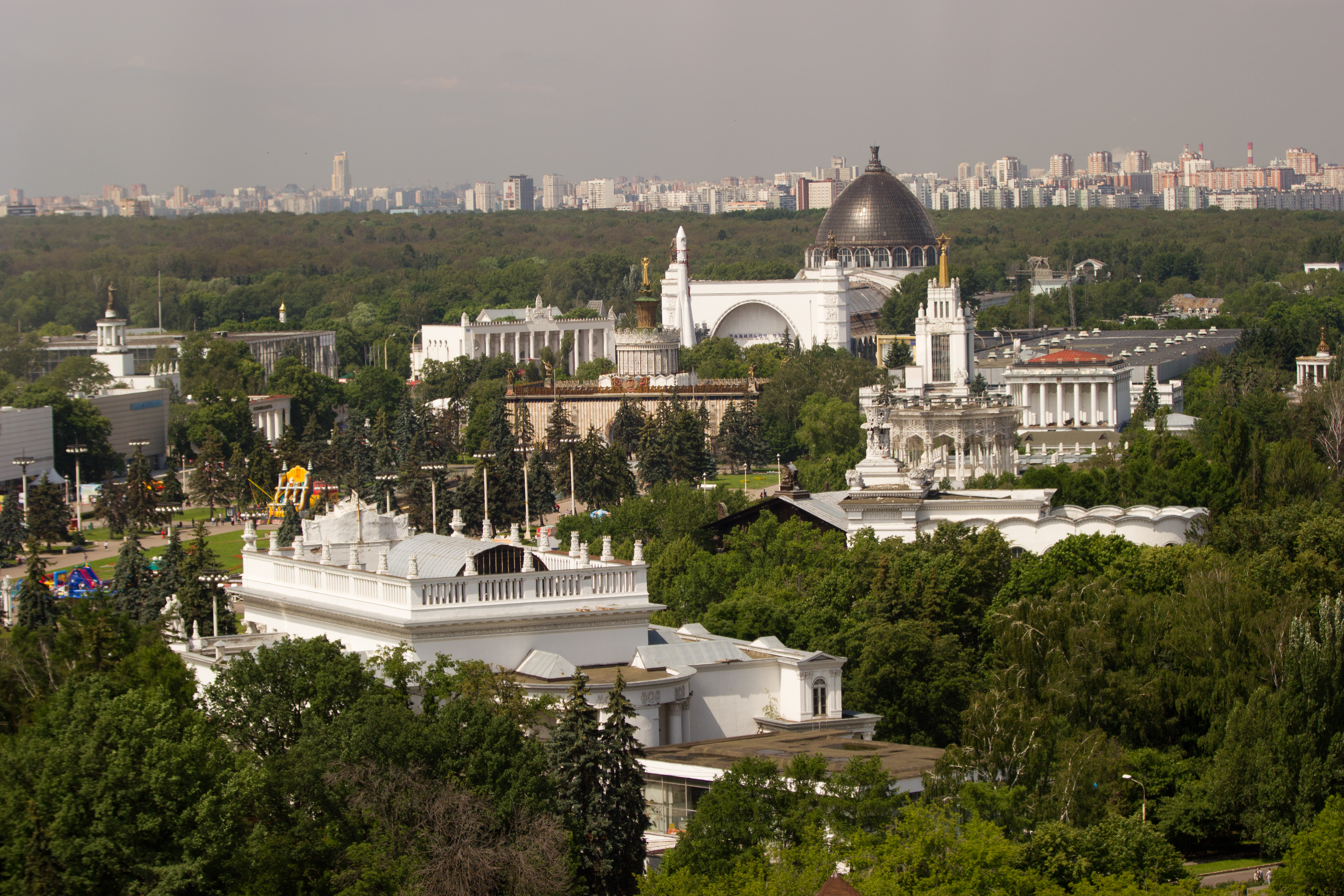
Вид с колеса обозрения, 2012

В 2008 году руководство ВВЦ заявляло о планах строительства 1 млн м² коммерческой недвижимости на территории выставки, однако новое руководство в мае 2009 года заявило об отказе от этих планов.
В 2008—2011 годах в доме культуры ВВЦ базировалась секта «Роза мира», тренинги которой посещали модели Руслана Коршунова и Анастасия Дроздова, в результате совершившие самоубийство.
В октябре 2009 года главный архитектор ВВЦ заверил, что макет ракеты-носителя «Восток» демонтирован не будет, более того — планируется его капитальный ремонт. В 2010 году макет ракеты вернулся на своё место. При реконструкции выяснилось, что ракета, установленная 20 сентября 1969 года, была заменена на идентичную в 1985 году.
В 2010—2011 годах был представлен на различных выставках макет, отражающий концепцию развития ВВЦ, но со стороны историков архитектуры и общественности он вызвал большую критику из-за планируемого сноса некоторых ныне недействующих объектов и бывшего раздела «Новое в деревне», созданного в 1930—1950-е годы по проекту мастерской архитектора Жолтовского.
В начале 2011 года федеральные власти нашли инвесторов для реконструкции выставочного комплекса. Ими оказались владельцы торгово-развлекательного комплекса «Европейский» Год Нисанов и Зарах Илиев, которые согласились заняться развитием территории ВВЦ. Тогда же российское правительство одобрило предложенную ими концепцию, которая предусматривала комплексную реконструкцию выставочного центра, а также новое строительство, которое планировалось развернуть за пределами исторической части ВВЦ: гостиничный комплекс, аквапарк, океанариум, бассейн, роллердром, скалодром. Около 200 тысяч м² планировалось отдать под организацию подземных парковок. Расходы оценивались в 60 млрд рублей.
Чтобы подготовить выставочный центр к реконструкции и решить проблемы, связанные с собственностью на имущество и землю, в мае 2011 года совет директоров ВВЦ возглавил первый вице-премьер Игорь Шувалов, но через полгода оставил этот пост в связи с распоряжением президента Дмитрия Медведева, согласно которому федеральные чиновники не могут занимать должности в компаниях с государственным участием.
С 30 сентября 2011 года обязанности председателя совета директоров ВВЦ исполнял глава департамента имущественных отношений Минэкономразвития Алексей Уваров. Тогда же гендиректором ГАО стал Алексей Микушко — руководитель гостиницы «Украина» (которая также принадлежит Нисанову и Илиеву). В декабре 2011 года председателем совета директоров ГАО «ВВЦ» был назначен Георгий Боос, но уже в конце июня 2012 года на совещании у Игоря Шувалова было принято решение отстранить его от руководства выставочным центром и назначить новый совет директоров.
3 октября 2012 года собрание акционеров ГАО «Всероссийский выставочный центр» утвердило новый состав совета директоров компании. В качестве представителей Российской Федерации в него вошли председатель совета директоров ЗАО «Киевская площадь» Год Нисанов, генеральный директор ВВЦ Алексей Микушко, председатель совета директоров Корпорации «Баркли» Леонид Казинец, заместитель руководителя Росимущества Дмитрий Пристансков и заместитель мэра Москвы по вопросам имущественно-земельных отношений Наталья Сергунина. Независимым директором ВВЦ стал вице-президент ОАО «Вымпел-Коммуникации» Павел Бородин. Председателем совета директоров ВВЦ избрана Наталья Сергунина.

### 2013—2018: Возвращение исторического вида и имени, масштабная реконструкция, новая концепция развития

Фонтан Дружбы Народов

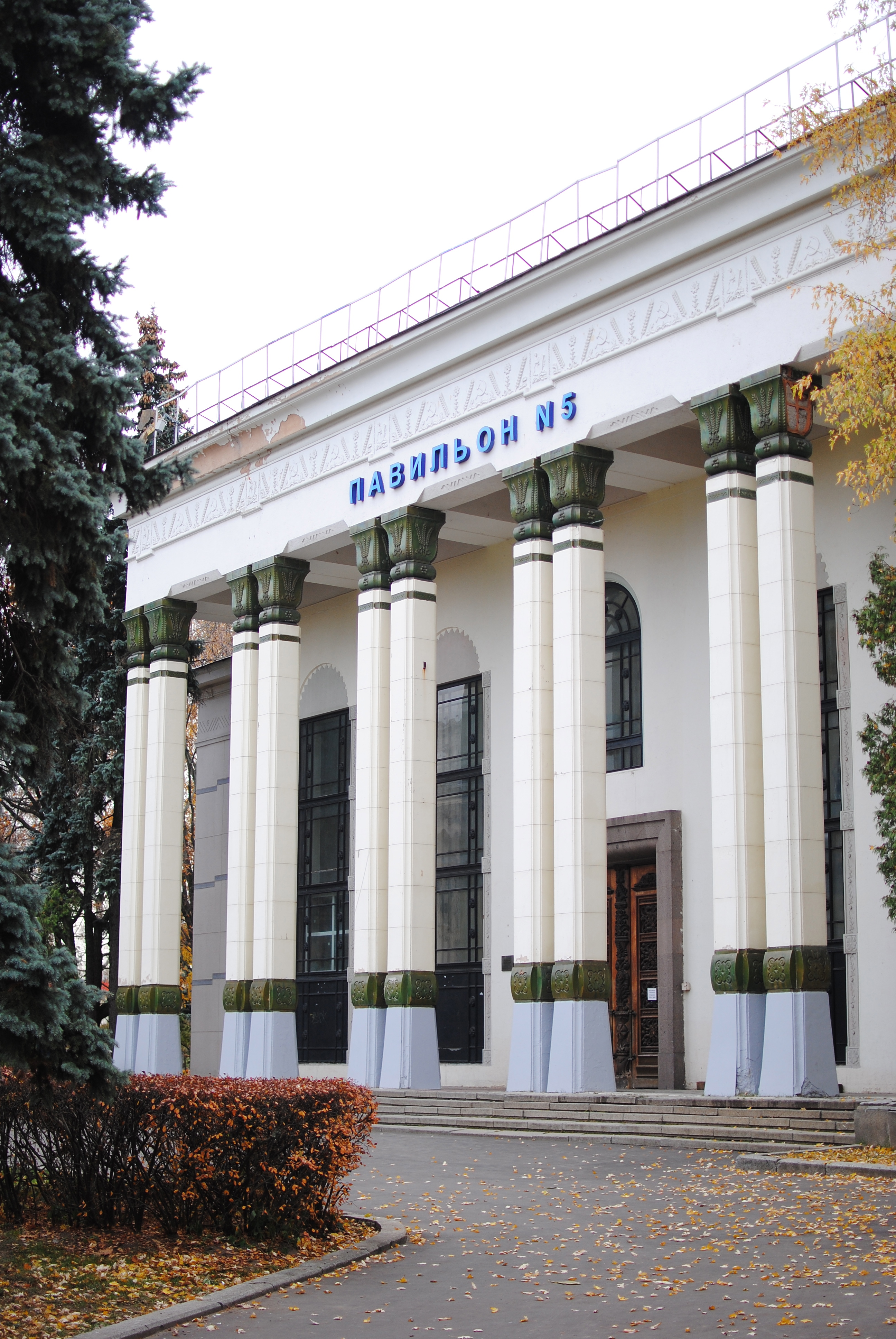
Павильон
«Латвийская ССР»
(с 1959 года — «Физика»)

В июле 2012 и 2013 годов во второй и в третий раз проходил праздник телеканала «Карусель». В ноябре 2013 года Указом Президента РФ 69,75 % акций ОАО «ГАО ВВЦ» были переданы Правительству Москвы, которое стало при этом 100 % собственником акционерного общества. В конце марта 2014 все юридические процедуры были закончены, Всероссийский выставочный центр перешел в управление земельно-имущественному комплексу Правительства Москвы под руководством заммэра по вопросам экономической политики и имущественно-земельных отношений Натальи Сергуниной. При этом штаб реконструкции возглавил лично мэр Москвы Сергей Собянин.
4 апреля 2014 к руководству комплексом выставки приступила команда Правительства Москвы, генеральным директором назначен Владимир Погребенко. Правительство города выделило субсидии в размере 3 млрд руб. на реализацию первоочередных мер по развитию территории выставочного центра. 14 мая 2014 выставка вернула себе своё историческое имя — ВДНХ. Сергей Собянин предложил москвичам проголосовать за восстановление исторического названия на портале «Активный гражданин», предложение мэра было поддержано.
За апрель-май были ликвидированы все незаконные пристройки, веранды, рекламные конструкции, палатки, ларьки и ограды, установленные путём самозахвата территорий выставки. Всего было снесено порядка 300 временных и незаконных строений. С выставки было вывезено 10 тыс. тонн мусора. Одновременно на площадке работало 1000 единиц строительной техники и 6000 рабочих. Торговля из большинства павильонов была убрана, а сами павильоны начали переоборудовать под выставки, музеи, лекционные залы и различные экспозиции новых для Москвы форматов. Кроме того, парк «Останкино» был присоединен к ВДНХ, их общая площадь составила 315,8 га. Также была почти полностью (кроме перехода из парка «Останкино» через Каменские пруды) освобождена от разделительного забора и открыта граница между ВДНХ и Главным Ботаническим садом, появились соединительные пешеходные дорожки в местах, ранее служивших излюбленными нелегальными точками проникновения с территории Выставки в ГБС.
Стартовавшие в апреле 2014 года работы на ВДНХ стали крупнейшим проектом благоустройства общественного пространства в Москве.
Открыл свои двери Политехнический музей на ВДНХ с экспозицией «Россия делает сама!», посвященной самым знаменитым разработкам российских ученых. Из Парка им. Горького на ВДНХ был перевезен макет космического корабля «Буран», где впоследствии открылся интерактивный музей.Экспозиция Политехнического музея «Россия делает сама» находилась в 26 павильоне ВДНХ в 2014—2020 годах и была закрыта в марте 2020 года после 6 лет работы.

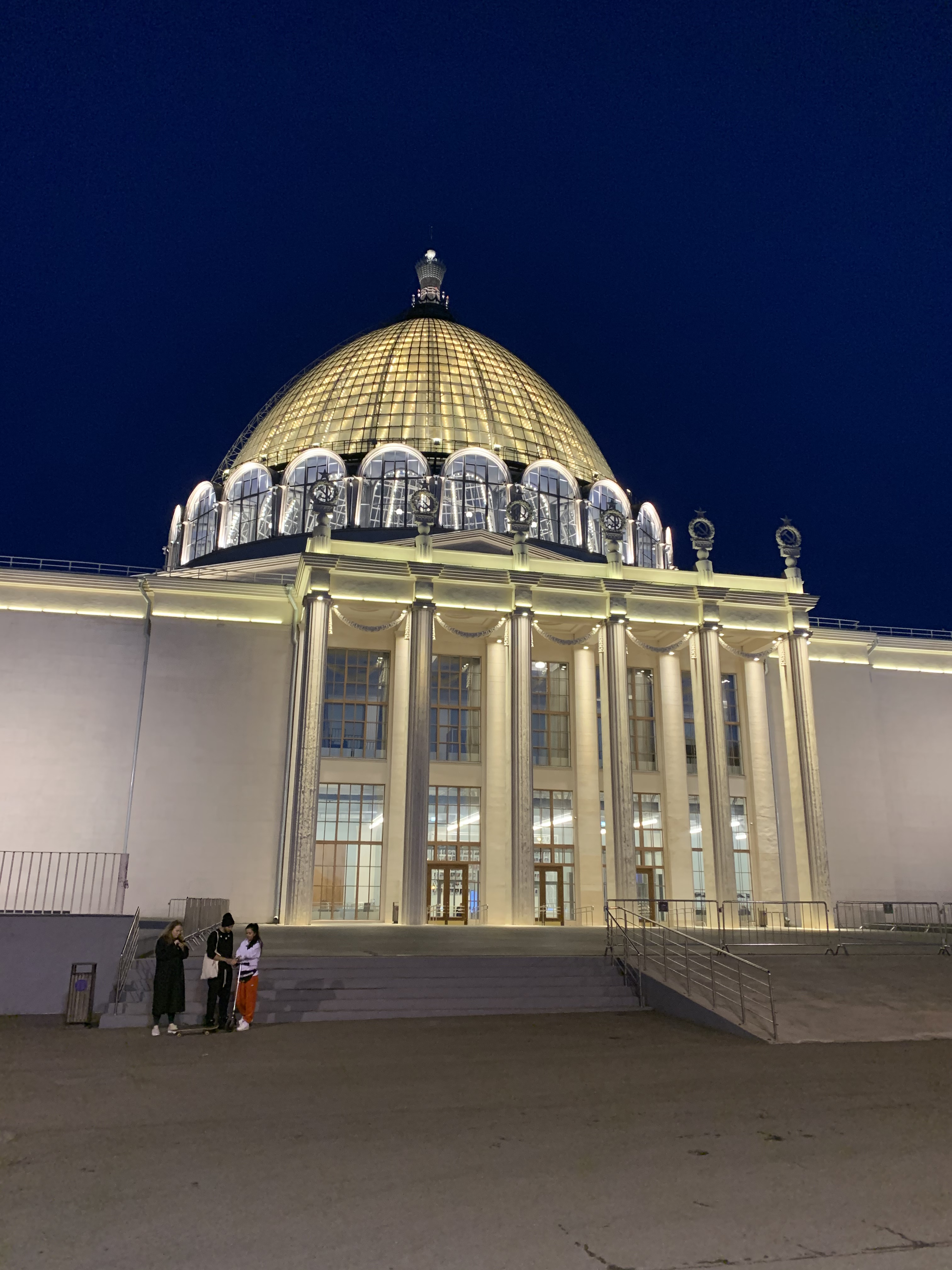
Павильон № 34 «Космос» (2020)

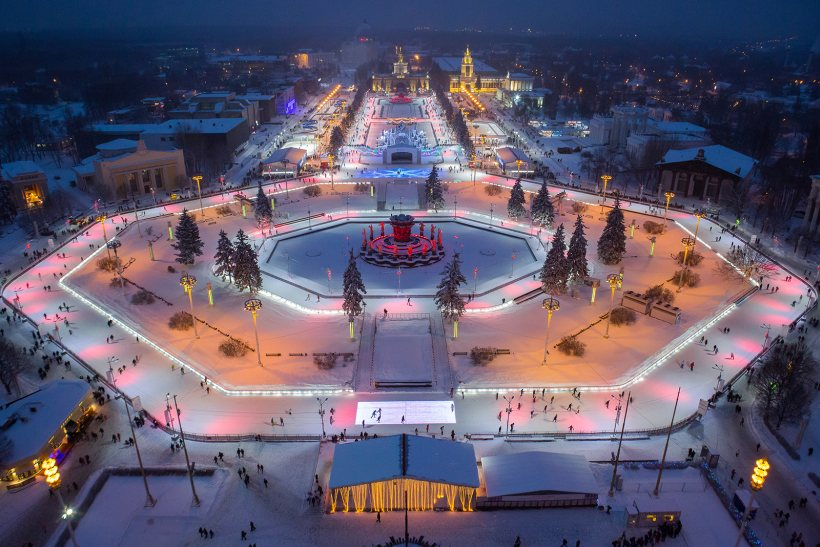
Каток на ВДНХ (2016)

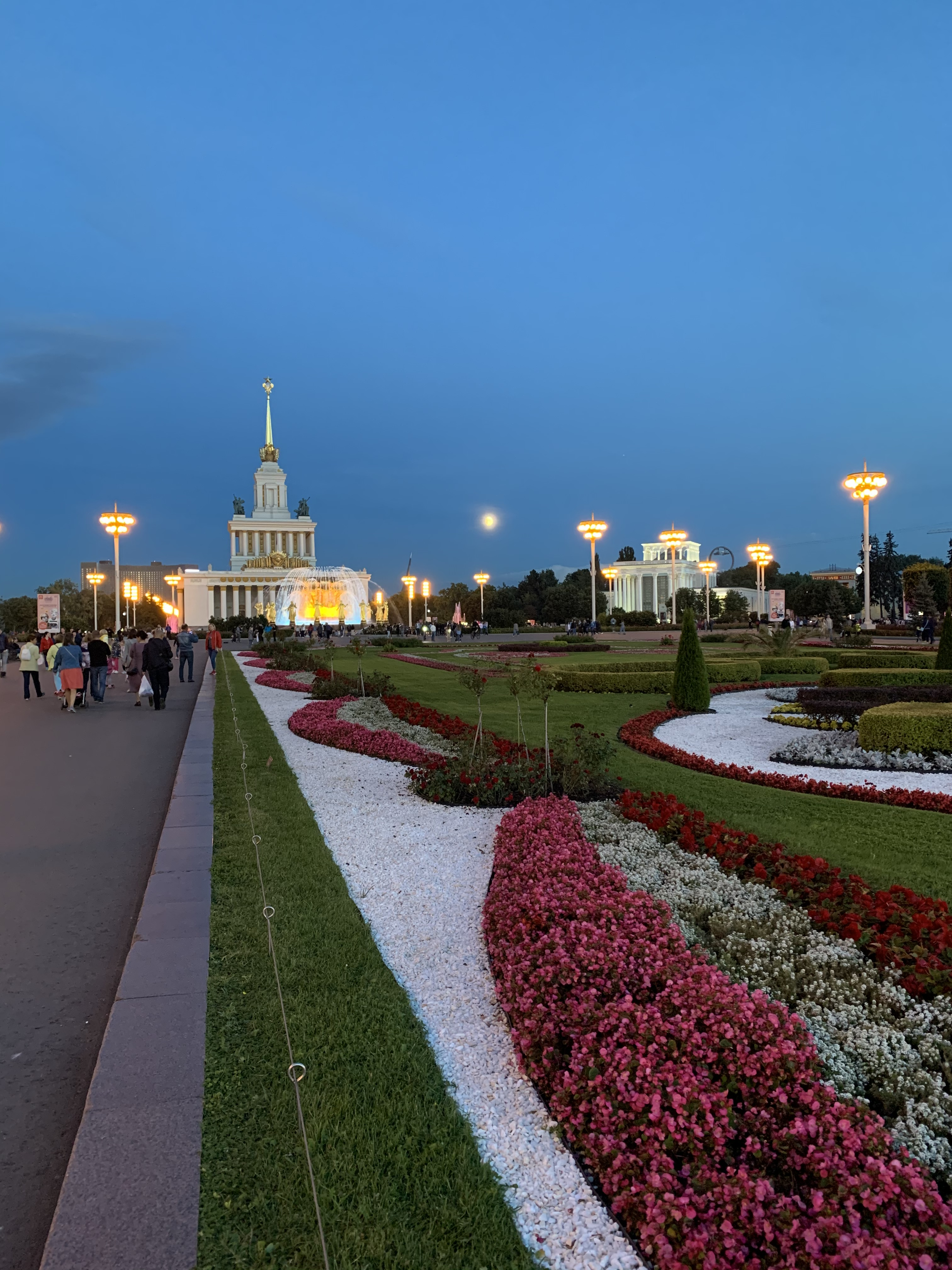
Главная аллея ВДНХ (2020)

Движение машин по территории было существенно ограничено. Треть ВДНХ стала пешеходной. Для любителей активного отдыха на ВДНХ в летнее время организованы пункты проката велосипедов и роликов, организованы велопарковки.
Территория выставки освобождена от большей части нецивилизованной торговли с лотков и устаревшего общепита. Вместо кафе-мангалов и забегаловок были открыты современные павильоны быстрого питания на Центральной аллее, установлены многочисленные точки по продаже мороженого и прохладительных напитков, заработал открытый фудкорт площадью 1,3 тыс. м² между павильонами № 64 «Оптика» и № 66 «Культура». При проведении массовых мероприятий на выставке организовываются гастрономические фестивали.
К 1 августа 2014 года, к 75-летию ВДНХ, были проведены противоаварийные и неотложные реставрационные работы на выставочных павильонах ВДНХ. Работы завершены на 48 зданиях и объектах, включая памятники архитектуры — павильоны «Центральный», «Народное образование», «Химия», «Юные натуралисты», «Здоровье», «Микробиология», «Геология», «Космос», «Кролиководство», «Земледелие», «Зерно», «Охрана природы», «Оптика», «Культура», «Карелия», «Атомная энергия», Зелёный театр, Главный и Южный входы.
Был отремонтирован фасад павильона № 27 «Физкультура и спорт», воссоздана спортивная площадка возле павильона и оборудован фитнес-центр с тренажерами. На территории между Кольцевой дорогой и Мичуринским садом возведен комплекс из четырёх площадок: двух мини-футбольных и двух баскетбольно-волейбольных, а также веревочный парк. Мини-футбольные поля размером 20×40 м оснащены искусственными газонами, прошедшими сертификацию Российского Футбольного Союза.
Удалось даже восстановить молчавшие более 30 лет фонтаны павильона № 66 «Советская культура», их торжественный запуск состоялся 1 августа. Было проведено раскрытие исторических фасадов павильонов № 14 и № 15, которые были скрыты металлическими фальшфасадами в 1967 и 1959 годах соответственно.
В ходе подготовки юбилейной экспозиции «Главная выставка страны», посвященной 75-летию ВДНХ, в павильоне № 1 «Центральный» был заново обнаружен горельеф Евгения Вучетича «Советскому народу — знаменосцу мира — Слава!». Горельеф более 50 лет был скрыт от публики. В декабре 2015 года завершилась его реставрация.

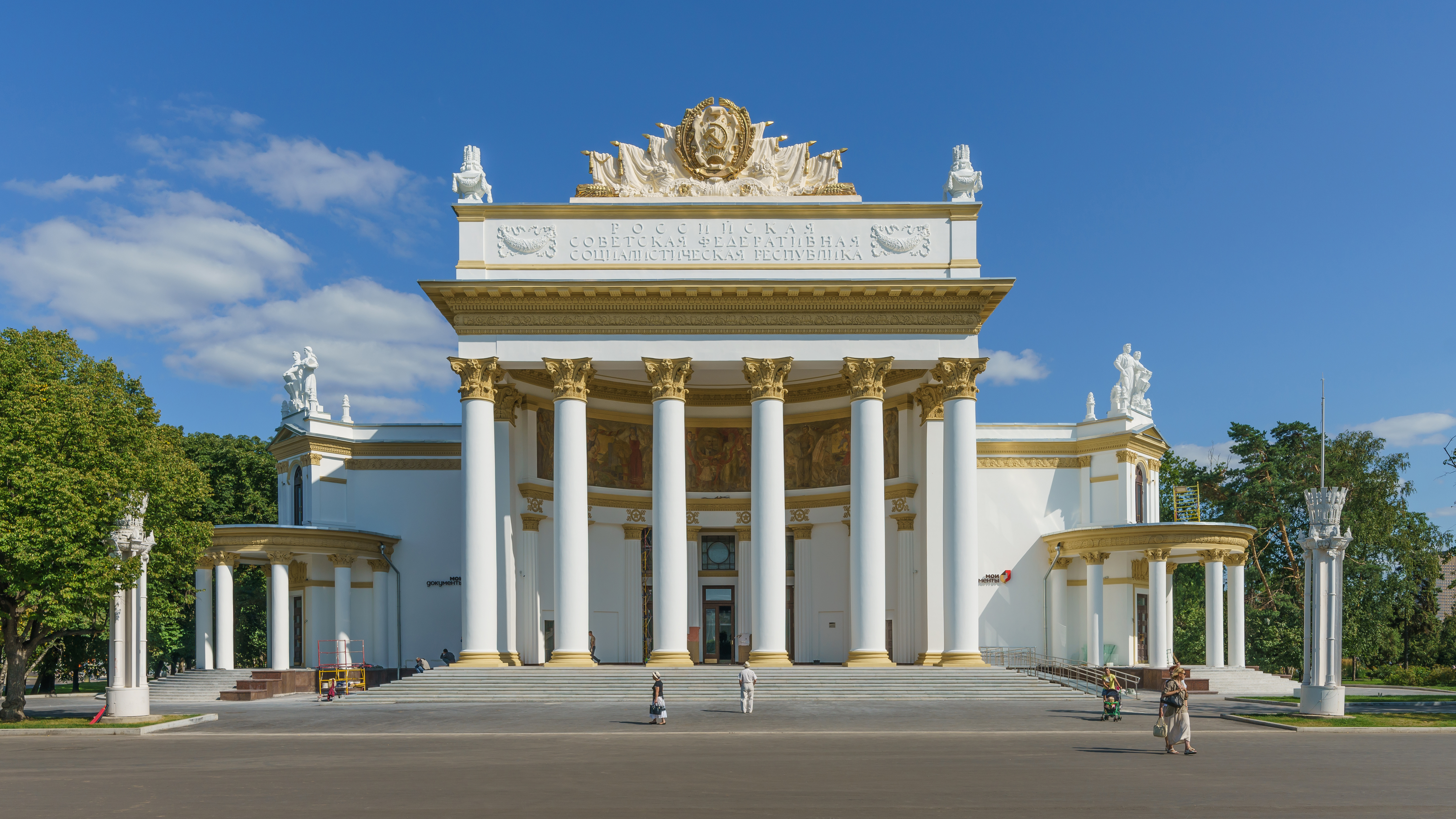
Дворец госуслуг «Мои документы» на ВДНХ (2018)

В «запасниках» центрального павильона обнаружено также уникальное живописное полотно, принадлежащее кисти Александра Герасимова. Картина маслом на холсте размером 6,75×11 м была создана в 1953 году авторским коллективом под руководством Герасимова. Помимо него, над полотном трудились Гавриил Горелов, Н. Денисовский, Н. Дрючик, Р. Зенькова, А. Папикян. На картине изображены делегаты второго Всесоюзного съезда колхозников и ударников труда 11—17 февраля 1935 года. Именно на этом съезде крестьяне и рабочие просили ЦК ВКП(б) и СНК СССР организовать в 1937 году в Москве Всесоюзную сельскохозяйственную выставку.
С ноября 2014 года в зимний период (с конца ноября по первую декаду марта, в зависимости от погодных условий) на территории от площади Дружбы народов до фонтана «Каменный цветок» работает самый большой в мире каток с искусственным льдом. Территория катка с объектами инфраструктуры занимает 57300 м², а площадь непосредственно ледового покрытия составляет 20510 м².
Благодаря своим размерам в зимний сезон 2014—2015 гг. каток был внесен в «Книгу рекордов России». Он стал одним из мест для встречи Нового года.
С 1 по 3 августа 2014 года выставка отпраздновала 75-летний юбилей, за три дня территорию посетило 3 млн человек.
В 2015 году открылись новые пространства — центр океанографии и морской биологии «Москвариум», исторический парк «Россия — моя история», развлекательно-образовательный центр «Городская ферма», Шахматный клуб и другие.
В 2016 году положено начало реализации новой концепции развития ВДНХ, согласно которой территория объединяет семь зон: Центральная аллея с выставочным пространством «Музейный город», парк аттракционов, образовательный кластер «Парк знаний», ландшафтный парк, парк ремесел, зона ЭКСПО и парк «Останкино».
В 2016 и 2017 годах была проведена реставрация цветников ВДНХ в партерной зоне Центральной алее. Цветникам возвращен исторический облик 1950-х годов, именно в то время ландшафтное решение территории считалось шедевром садово-паркового искусства не только в СССР, но и во всем мире. Все клумбы и кустарники организованы по историческим эскизам конца 1930-х — 1950-х годов. Тогда было высажено около 2 миллионов цветов, 18 тысяч кустарников и сотни новых деревьев.

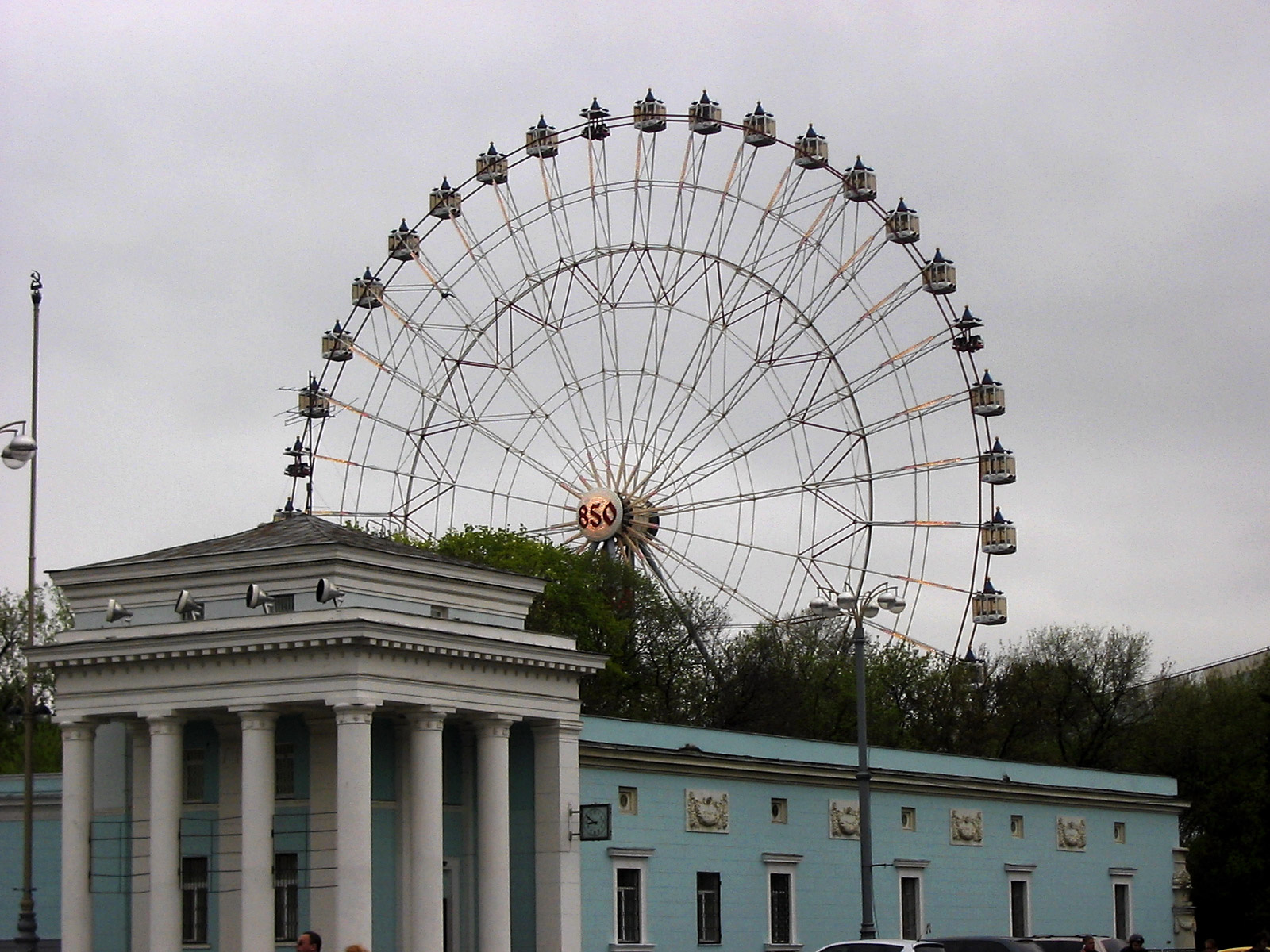
Колесо имени 850-летия Москвы

3 марта 2016 года по решению Арбитражного суда Москвы на ВДНХ были демонтированы аттракционы справа от арки главного входа. Вместе с ними было убрано колесо обозрения «Москва-850», простоявшего возле северного входа ВДНХ около 20 лет.
В мае 2016 года ВДНХ стала темой павильона России на XIV Архитектурной биеннале в Венеции. Экспозиция получила название V.D.N.H. Urban Phenomenon.
В 2017 году на ВДНХ начался второй этап реконструкции и благоустройства территории. Его общая площадь составила 200 га, площадь реставрационных работ — 210 тыс. м². Заменены 130 км инженерных коммуникаций, в рамках программы «Чистое небо» 26,9 км воздушных проводов спрятано под землю. Летом 2018 завершились работы по благоустройству Центральной аллеи. Здесь снова заработал отреставрированный комплекс 14 фонтанов в восьмигранных чашах, восстановлены Северный и Южный розарии. Открыта первая очередь Ландшафтного парка. После 30-летнего перерыва был запущен фонтан «Золотой колос». Каменский пруд, над которым возвышается фонтан, также впервые за все время привели в порядок.

### 2018 — настоящее время: дальнейшая реализация программы «Возрождение ВДНХ»
В сентябре 2018 года генеральным директором АО «ВДНХ» (управляющей структуры Выставки достижений народного хозяйства) назначен Сергей Юрьевич Шогуров.
В 2018 году был определён инвестор проекта развития зоны ЭКСПО на ВДНХ. По результатам открытого конкурса им стала группа компаний «Ташир». В состав ЭКСПО-кластера вошли три выставочных павильона и сопутствующая инфраструктура (кафе, рестораны, магазины и пр.). В планах были перечислены современные трансформируемые выставочные и концертные залы, международный таможенно-складской терминал. Здания комплекса между собой должна соединить крытая пешеходная галерея.

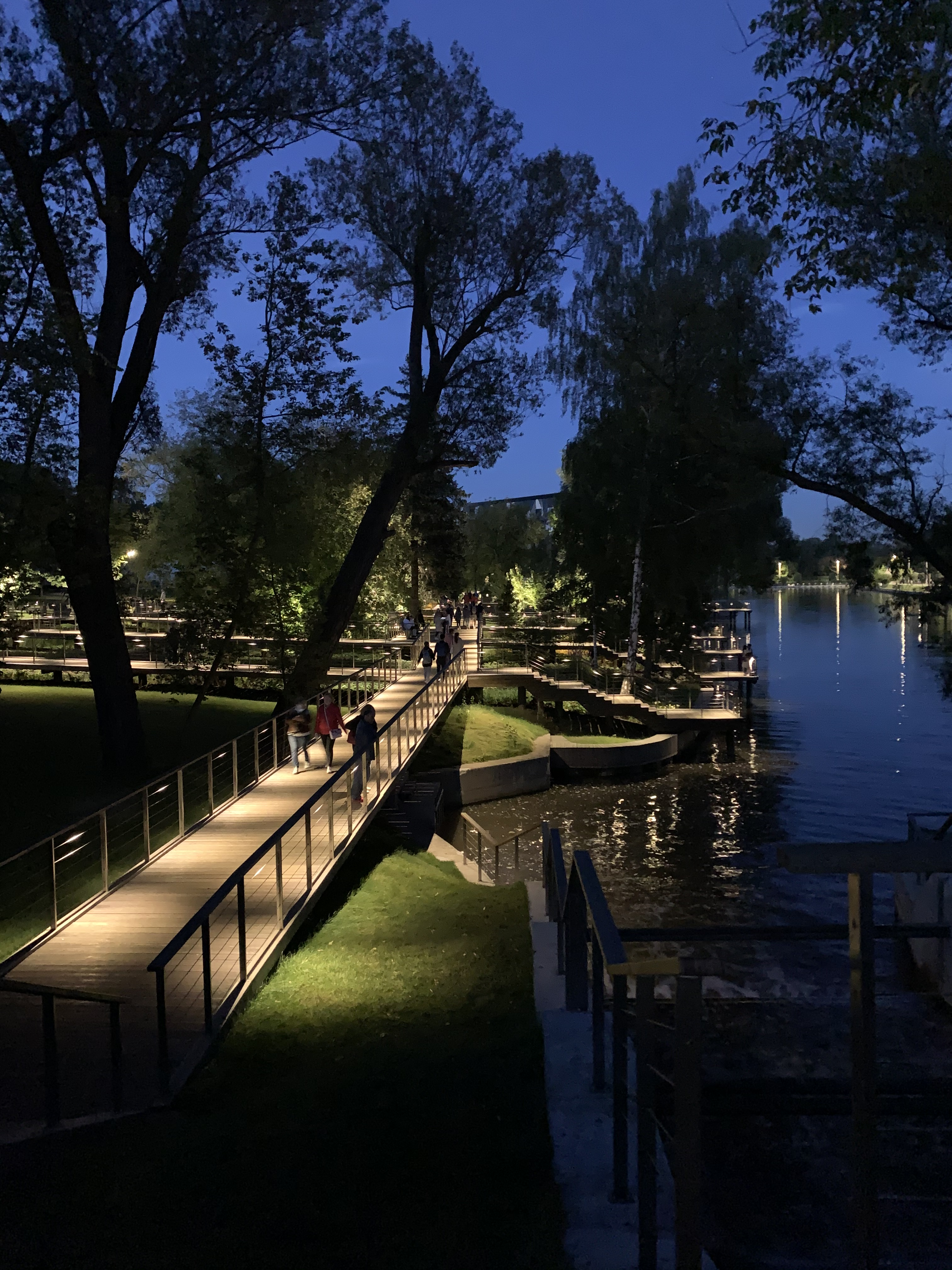
Пруд вечером (2020)

В ночь с 28 на 29 декабря 2018 года был вырублен Белорусский сквер для строительства отеля, вырублено 122 дерева и 310 кустарников. 26 декабря Департамент природопользования и охраны окружающей среды города Москвы информировал жителей, что необходимые для вырубки документы не выдавались и проект не рассматривался. По состоянию на весну 2021 года работы не ведутся.
В 2018 году в павильоне «Космос» открыт центр «Космонавтика и авиация», начал работу образовательно-досуговый комплекс «Техноград», в обновленном павильоне № 71 «Атомная энергия» разместился флагманский Дворец государственных услуг.
В январе 2019 года в обновленном павильоне № 9 «Юные техники» открыт Театр сказок, в феврале в специально переоборудованном здании расположились мастерские и арт-резиденции музея «Гараж».
В апреле 2019 года павильон № 13 «Здравоохранение» (бывший «Армянская ССР») был передан Государственному музею Востока, а в мае в отреставрированном павильоне № 58 «Земледелие» (бывший «Украинская ССР») — современная музейно-просветительская и образовательная площадка, посвященная истории, настоящему и будущему кириллической письменности — Центр исследования письменности «Слово», последний разместил в нём коллекцию картин семьи Рерихов.
В 2019 году при Шогурове закончена реставрация фонтанов «Дружба народов» и «Каменный цветок». Их запуск 30 апреля 2019 года открыл летний юбилейный сезон ВДНХ и дал старт праздничным мероприятиям в честь 80-летия выставки.
В 2020 году на ВДНХ был запущен общественный электротранспорт.
В связи с пандемией COVID-19 в 2020 году была запущена масштабная онлайн-программа мероприятий ВДНХ и открыт портал наградных материалов ВДНХ — первый онлайн-ресурс оцифрованных архивных документов с 1939 года.
В 2020 году в павильоне № 75 развёрнут временный госпиталь, предназначенный для размещения больных COVID-19. С 28 марта по 1 июня территория ВДНХ была закрыта для свободного посещения в рамках мер по самоизоляции, принятых Сергеем Собяниным.
В 2021 году под руководством Шогурова было реализовано несколько новых проектов. В павильоне № 7 был открыт мультимедийный центр «Союзмультпарк», в павильонах № 53-54 — Музей Гаража особого назначения ФСО России, в павильоне № 26 — Музей транспорта Москвы. На Центральной аллее планируется открытие торгово-выставочного центра Республики Казахстан, которому вернули исторический облик 1954 года.
Всего с начала реализации программы «Возрождение ВДНХ» открыто около 20 музейно-выставочных пространств, создан Ландшафтный парк, проведена комплексная научная реставрация на 26 из 49 объектов культурного наследия, приведена в порядок территория площадью более 325 га.
В сентябре 2022 года на территории ВДНХ расширили покрытие городской сети Wi-Fi. Она стала доступна на всей центральной части от арки главного входа до площади Промышленности и ракеты-носителя «Восток». Мощности 60 точек доступа хватает для одновременного подключения более 50 тысяч пользователей.
29 июля 2024 года коллектив Выставки достижений народного хозяйства награждён орденом Почёта за большой вклад в реализацию общественно значимых проектов и активную культурно-просветительскую деятельность.
1 августа 2024 года ВДНХ запустила мобильное приложение.

## Архитектура и оформление
Выставка достижений народного хозяйства представляет собой комплекс зданий, построенный с преимущественным использованием принципов симметрии. Большинство павильонов построено в период с 1950 по 1954 год, уже при послевоенной реконструкции выставки. При этом часть сооружений сохранилась с выставки 1939 года, а часть построена уже после 1954 года. Осью выставки служат две параллельные аллеи — Главная и Центральная. На оси расположено две площади — Дружбы Народов и Промышленности. Парадный вход на выставку расположен со стороны проспекта Мира и станции метро «ВДНХ» и отмечен аркой, построенной в 1951—1954 годах. После арки аллея приводит к Центральному павильону выставки, перед которым установлен памятник Ленину. За Центральным павильоном расположена площадь Дружбы Народов с фонтаном «Дружба народов», который является одной из наиболее известных достопримечательностей выставки. На площади и продолжающей её аллее расположены павильоны, построенные изначально для экспозиций союзных республик или регионов РСФСР (но при переходе на отраслевой принцип тематика их поменялась, и закономерность нарушилась). Замыкает перспективу аллеи павильон Украинской ССР. Дальше расположена площадь Промышленности, на которой стоят павильоны, посвящённые (в том числе и изначально) различным отраслям промышленности Советского Союза. В центре площади установлен макет ракеты-носителя «Восток», а вокруг неё — образцы авиационной техники: самолёт Як-42, транспортно-десантный вертолёт Ми-8т и истребитель Су-27. В стороне от центральной оси выставки расположены меньшие по размеру павильоны, посвящённые другим отраслям. К северо-востоку от площади Промышленности находится Животноводческий городок, павильоны которого были посвящены воспроизводству сельскохозяйственных животных с демонстрацией живых особей. Комплекс павильонов Животноводческого городка также образует небольшой архитектурный ансамбль; в частности, павильоны «Корма» и «Коневодство» стоят симметрично друг другу на одной площади. Своеобразный элемент декора ряда павильонов в Животноводческом городке — барельефы с изображениями сельскохозяйственных животных на фасадах. В западной части выставки находятся павильоны раздела «Земледелие». Зрелищные сооружения, павильоны торговли и общественного питания были равномерно распределены по территории выставки.

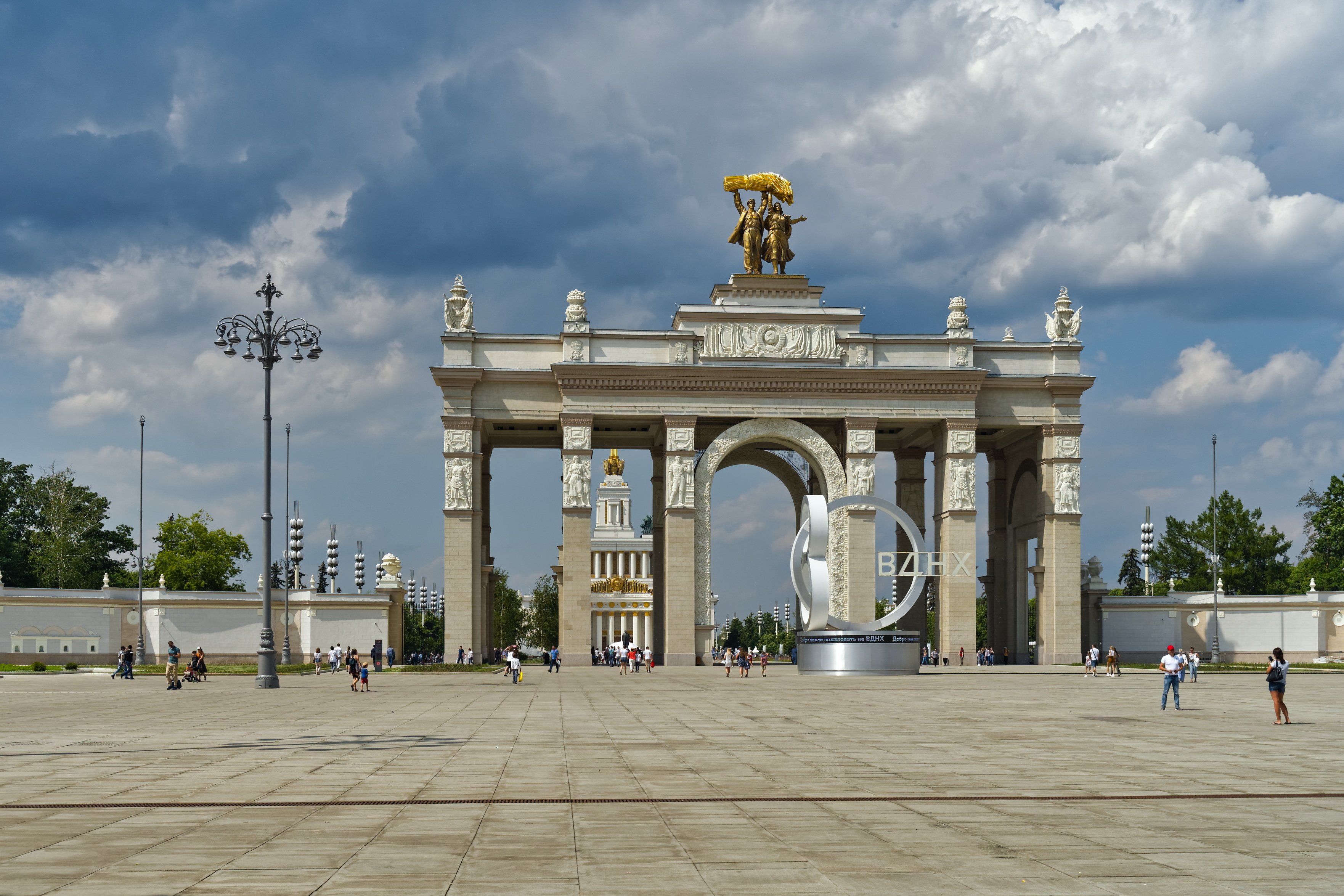
Арка главного входа
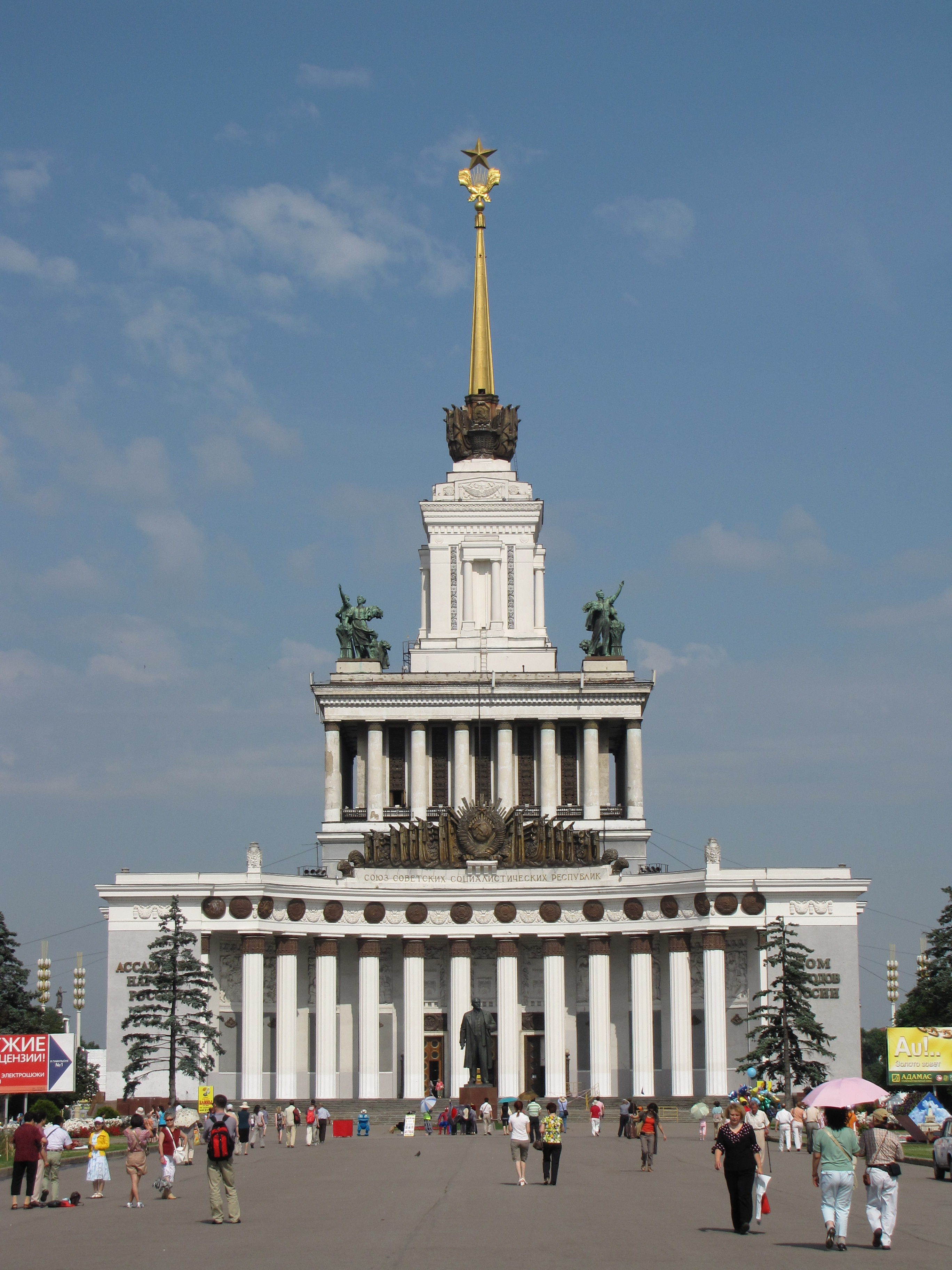
Главный павильон
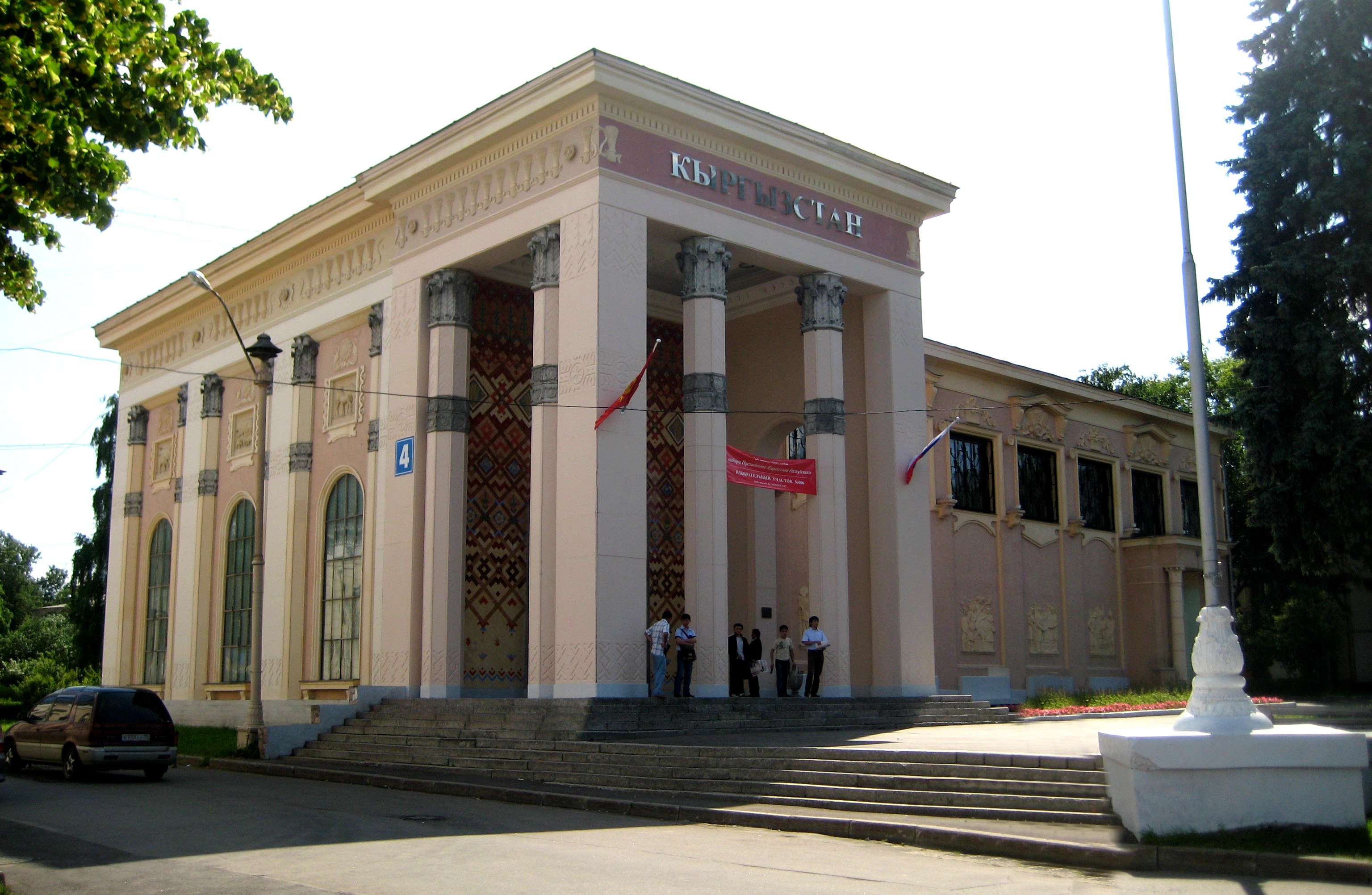
Павильон «Киргизия» (изначально «Эстонская ССР»)
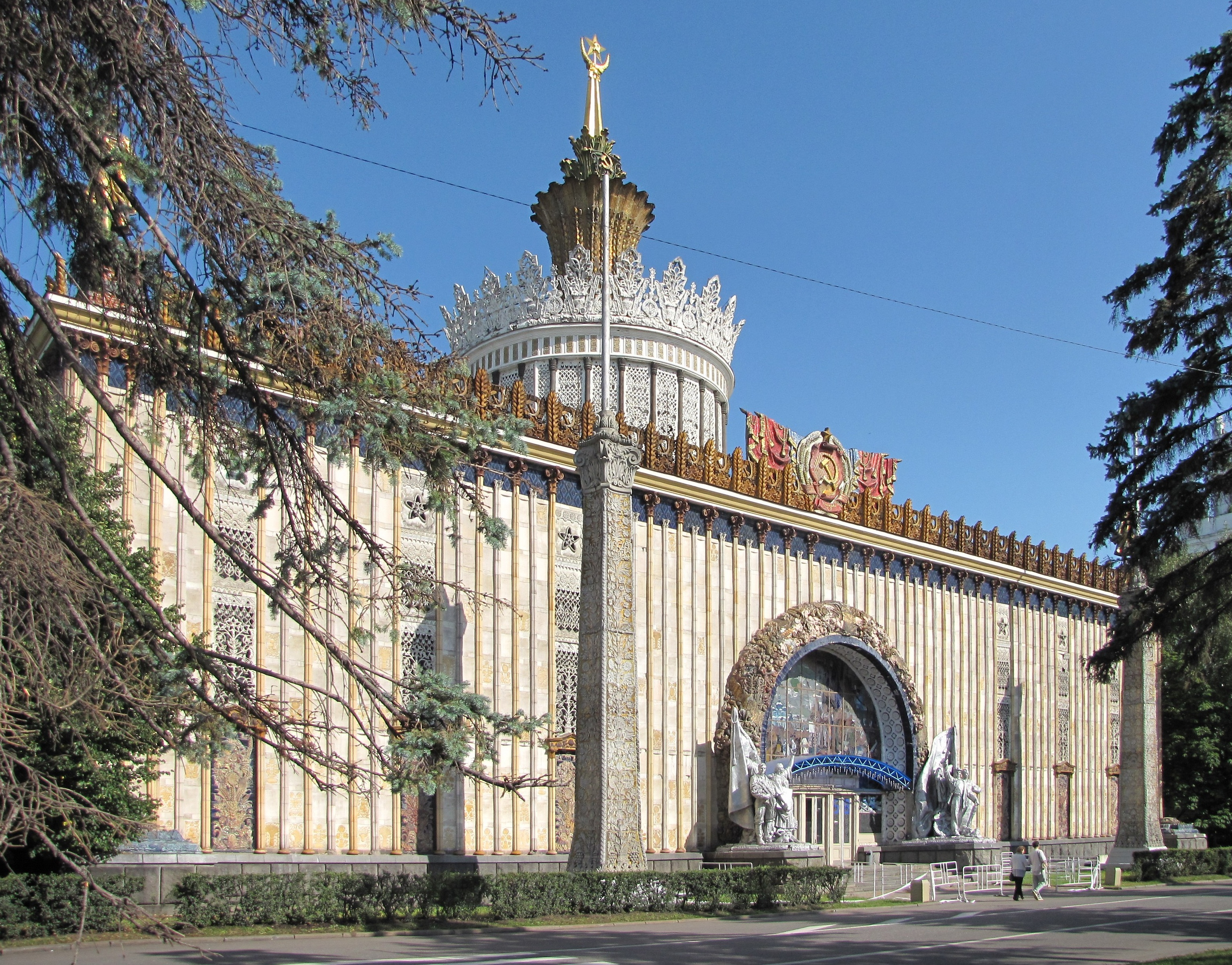
Павильон «Земледелие»

Архитектурный облик большинства построек выдержан в соответствии со стилем, господствовавшим в Советском Союзе на момент их возведения. Здания, построенные к выставке 1939 года, решены, в большинстве своём, в стиле ар-деко, а построенные в 1951—1954 годах — в стиле сталинского ампира, при этом в республиканских павильонах часто применялись соответствующие республике этнические мотивы. Каких-либо строгих правил у оформления павильонов не было, но большинство из них строилось прямоугольными в плане, с портиком, подчёркивающим главный фасад. На республиканских павильонах изначально были размещены гербы республик и их названия на двух языках — русском и языке республики, но они были демонтированы после перехода выставки на отраслевой принцип показа. В настоящее время часть павильонов выставки снова принадлежит бывшим республикам СССР, но их принадлежность не всегда соответствует изначальной: например, бывший павильон «Сибирь» сейчас принадлежит Армении, а бывший павильон «Эстонская ССР» — Киргизии. Необычными архитектурными решениями на выставке выделяются, к примеру, такие павильоны, как «Юные натуралисты», «Табак», «Охрана природы», «Культура» («Узбекская ССР»). Часть павильонов претерпела в 1960-е годы реконструкцию, изменившую их облик до неузнаваемости. Как правило, это заключалось в сооружении нового фасада поверх старого (старый при этом мог сохраниться). Таким изменениям подверглись павильоны «Металлургия» (бывший павильон Казахской ССР), «Здравоохранение» (бывший павильон Армянской ССР), «Вычислительная техника» (бывший павильон Азербайджанской ССР) — в данный момент восстановлен до первоначального состояния, «Радиоэлектроника и связь» (бывший павильон Поволжья), «Газовая промышленность» (бывший павильон «Картофель и овощи»), «Электрификация» (бывший павильон «Животноводство»). Новые фасады были оформлены уже в стиле советского модернизма.

Фонарные столбы
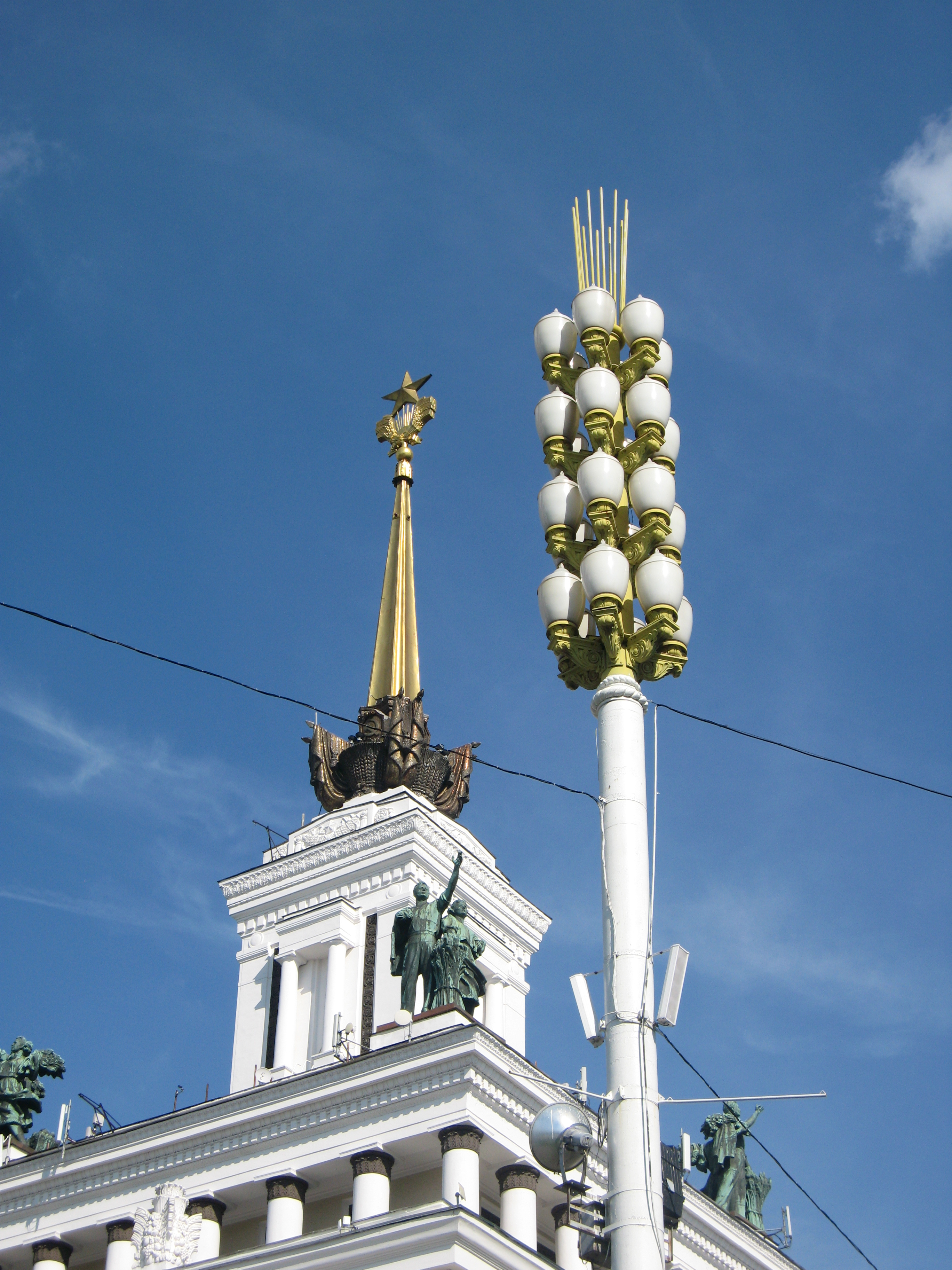
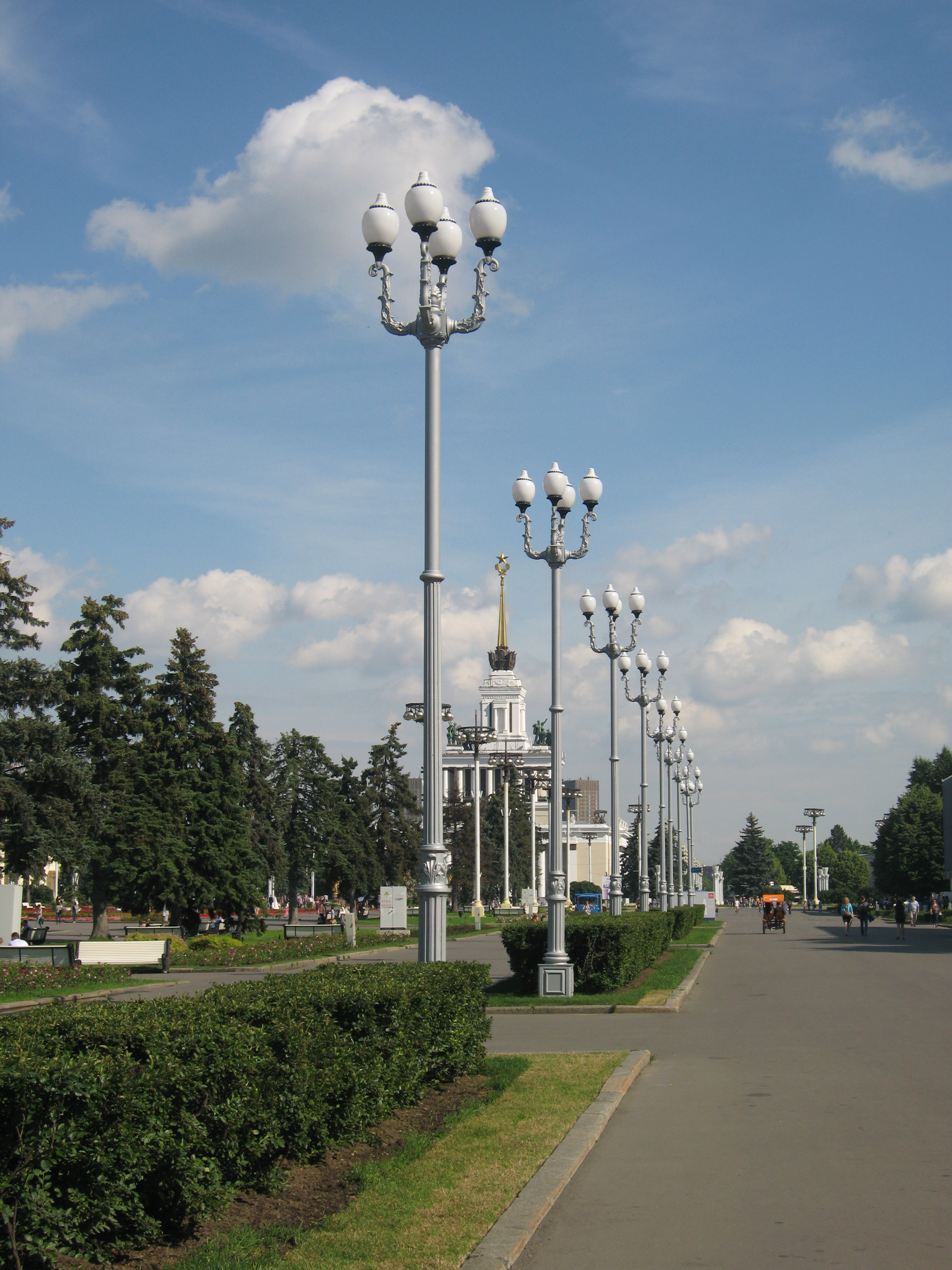
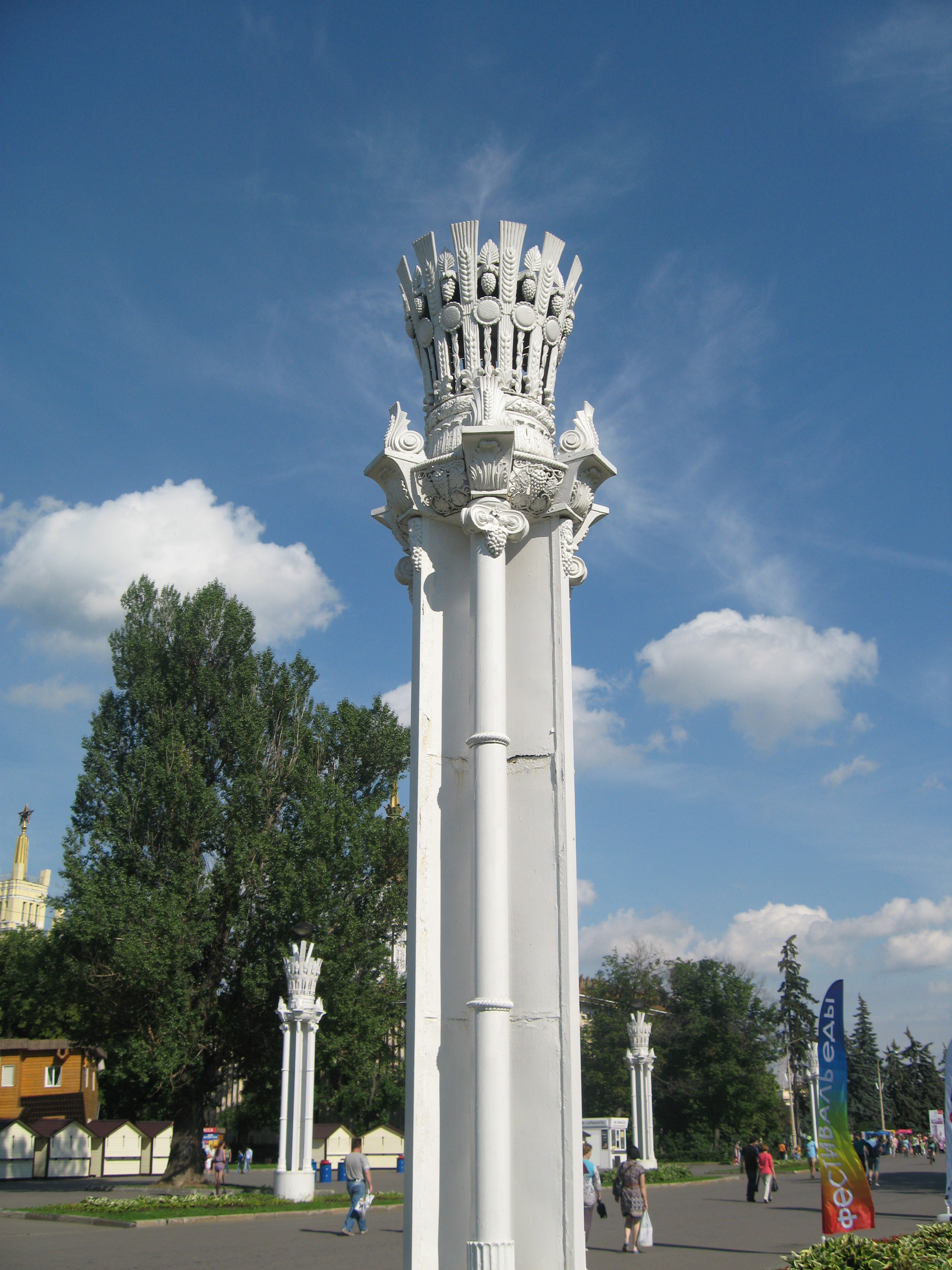

Часть павильонов выставки построена уже в 1960-е-1980-е годы, в стиле советского модернизма. Среди них — кинотеатр «Круговая панорама» (1959 год), «Химическая промышленность» (1967 год), «Плодоовощеводство» (1971 год), «Цветоводство и озеленение» (1971 год), «Семена» (1978 год), «Птицеводство» (1968 год), «Экономика и организация АПК» (1967 год), выставочный центр Профсоюзов (1987 год).

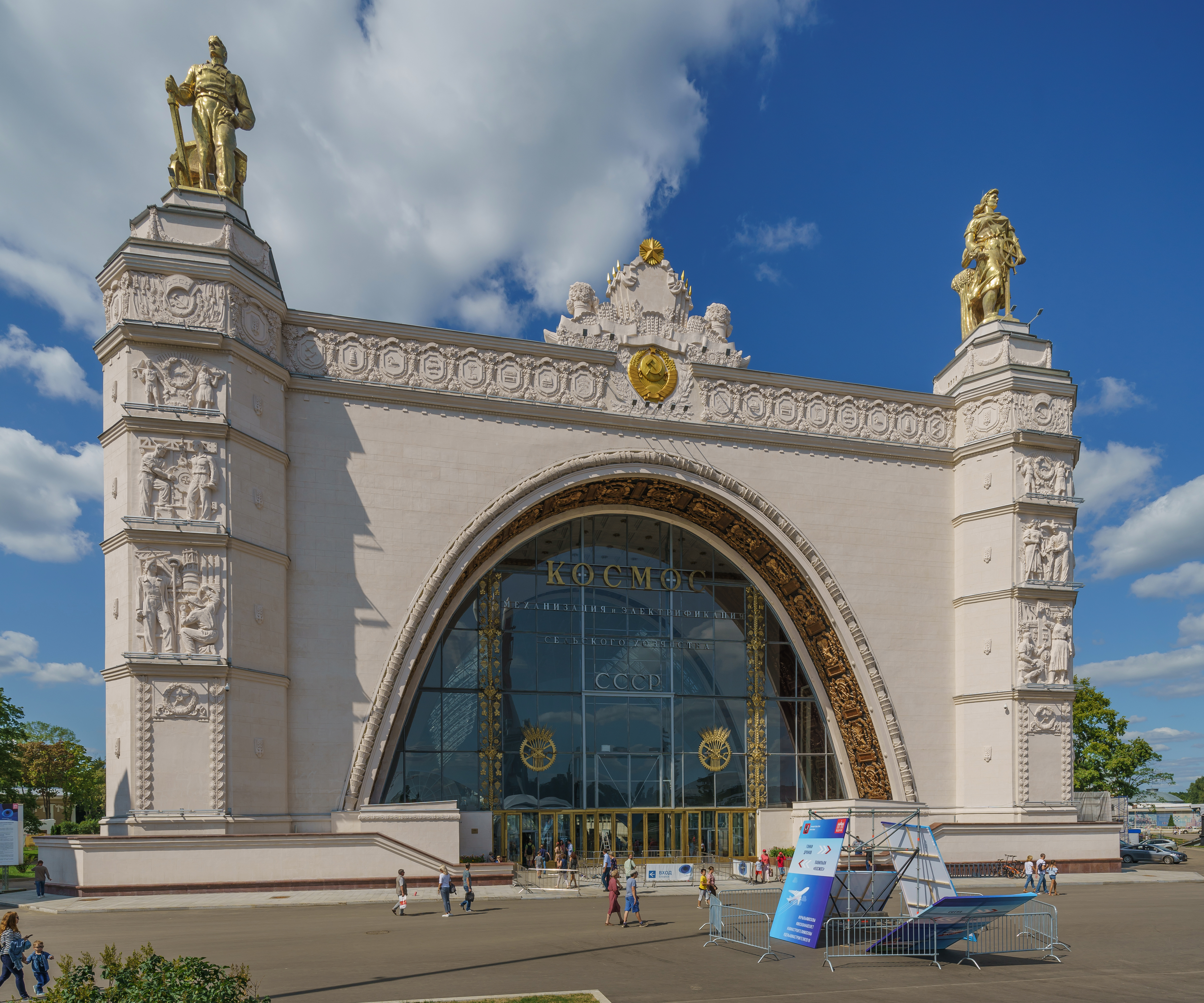
Павильон «Космос и машиностроение» (изначально «Механизация»)
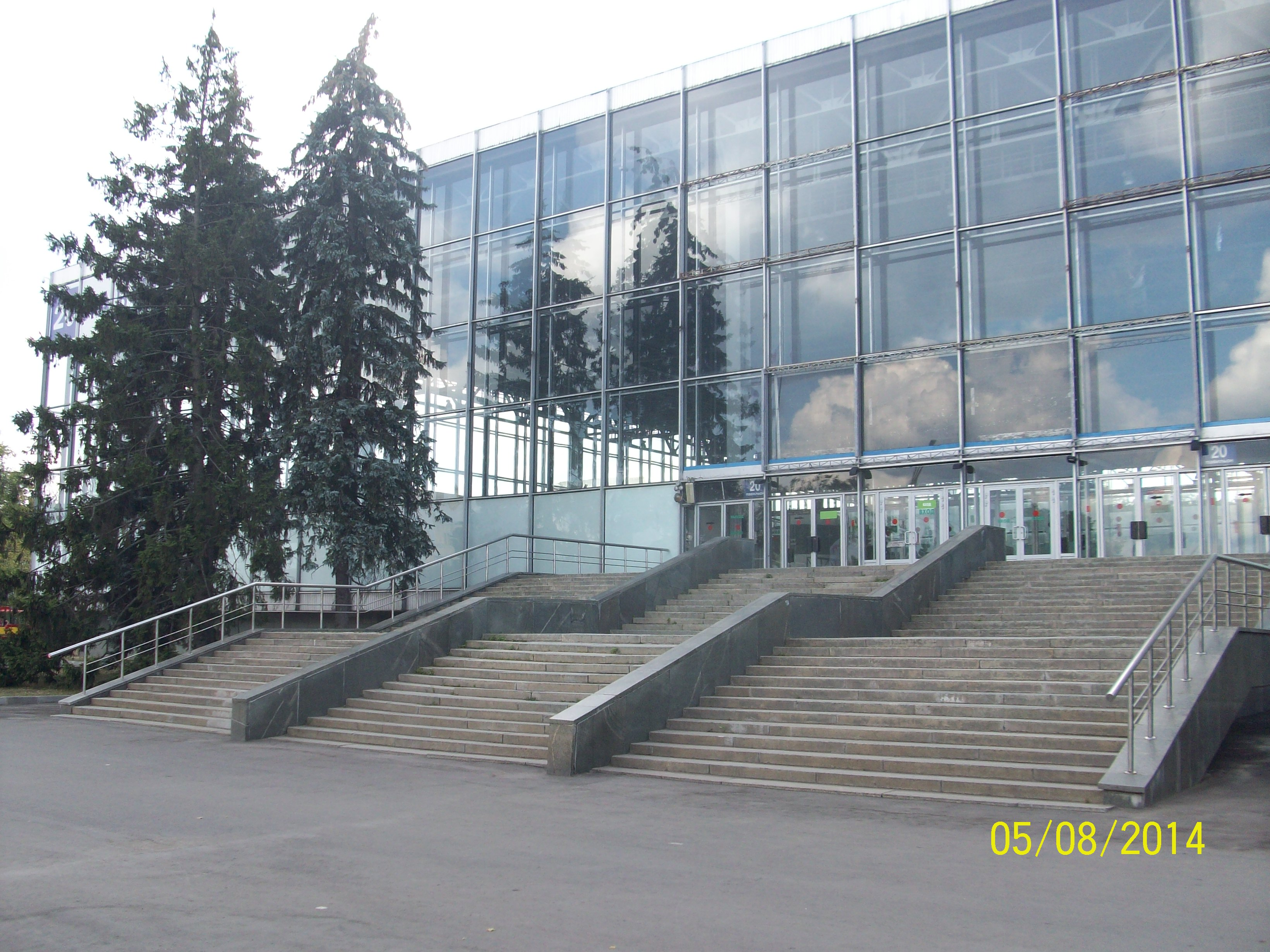
Павильон «Химическая промышленность»
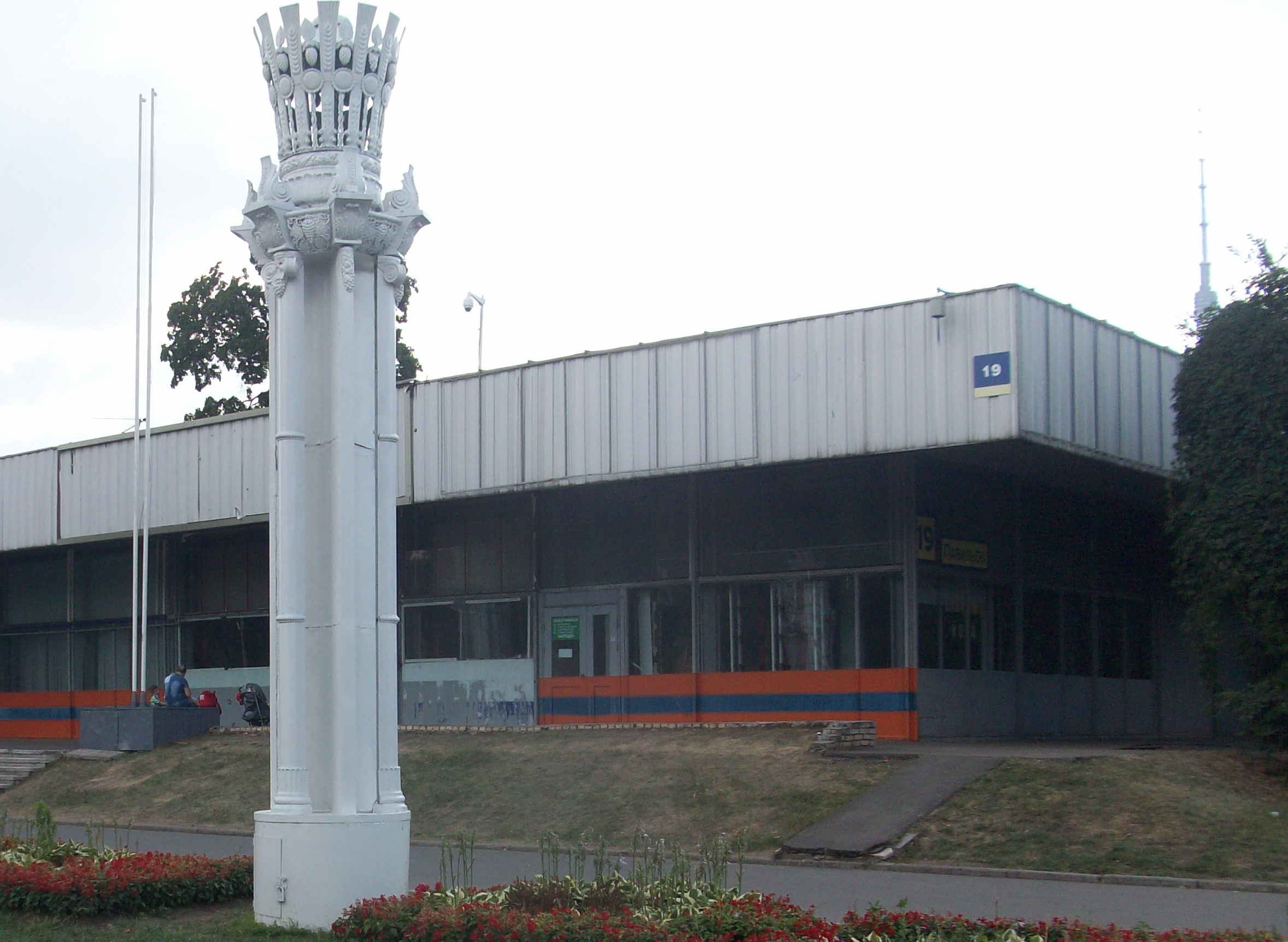
Главный демонстрационно-испытательный вычислительный центр, снесённый в 2015 году
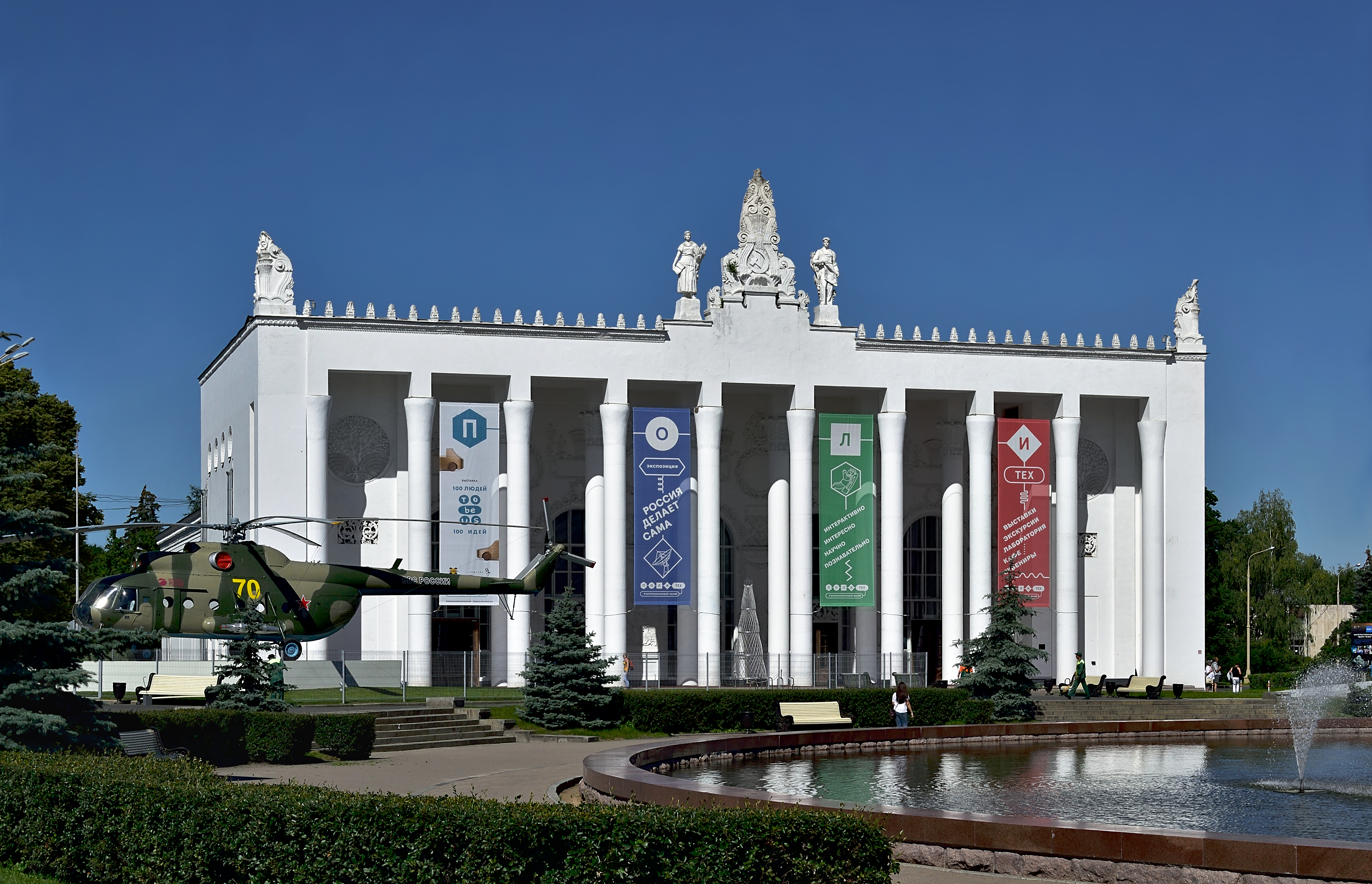
Павильон «Транспорт». С 2021 года используется в качестве одной из фондовых площадок Музея транспорта Москвы, в 2014—2020 годах — часть Политехнического музея

В постсоветские годы небольшая часть павильонов была утрачена: «Ресурсосбережение» (не был достроен), Главный демонстрационно-испытательный вычислительный центр (1966 год, архитектор Игорь Виноградский), снесённый в 2015 году, павильон «Охота и звероводство» (1939 год, архитектор И. М. Петров), сгоревший в июне 2005 года; в 2008 году сгорел павильон «Ветеринария».

Скульптуры около утраченного павильона «Охота и звероводство»
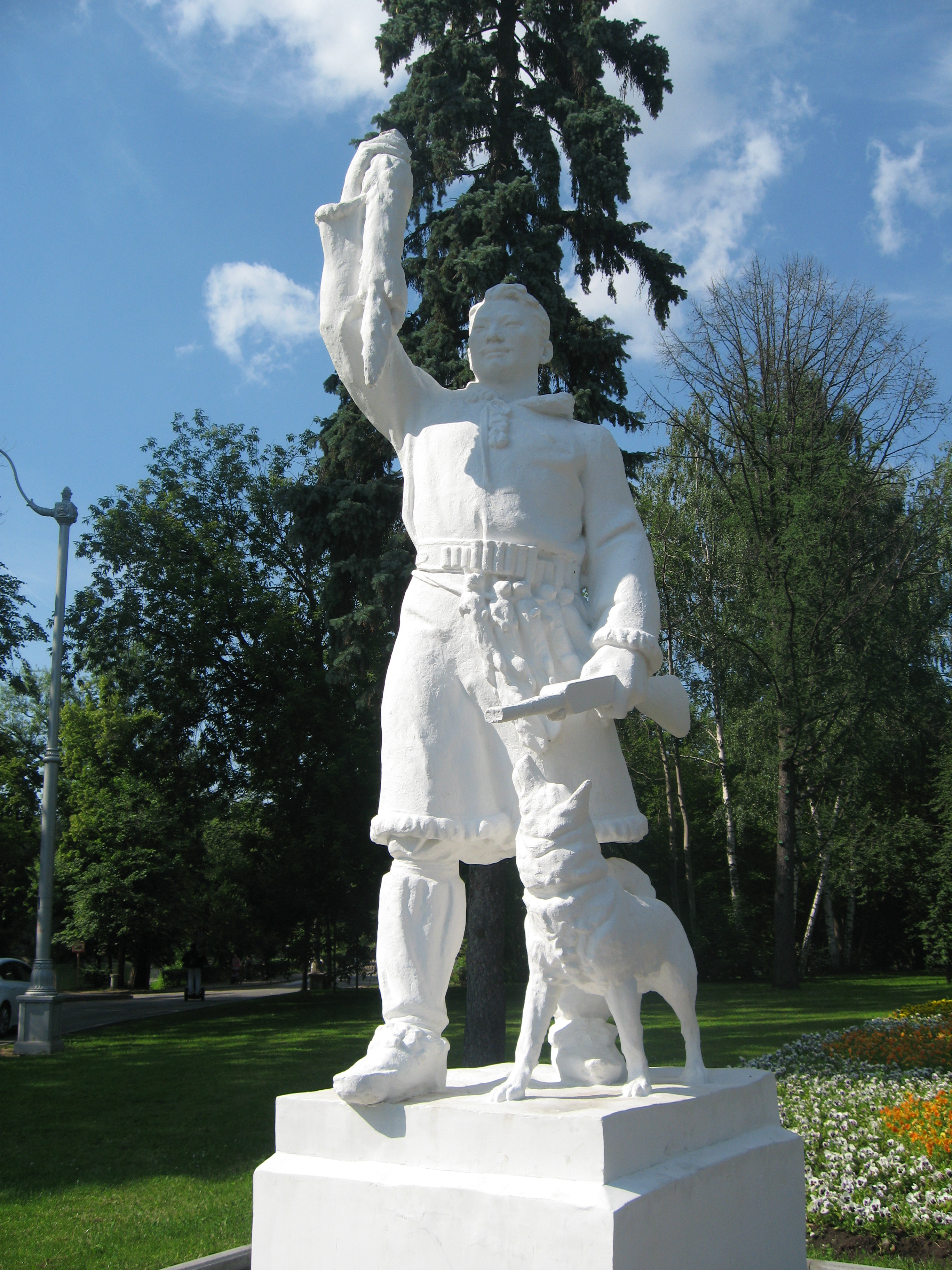
Скульптура «Охотник»
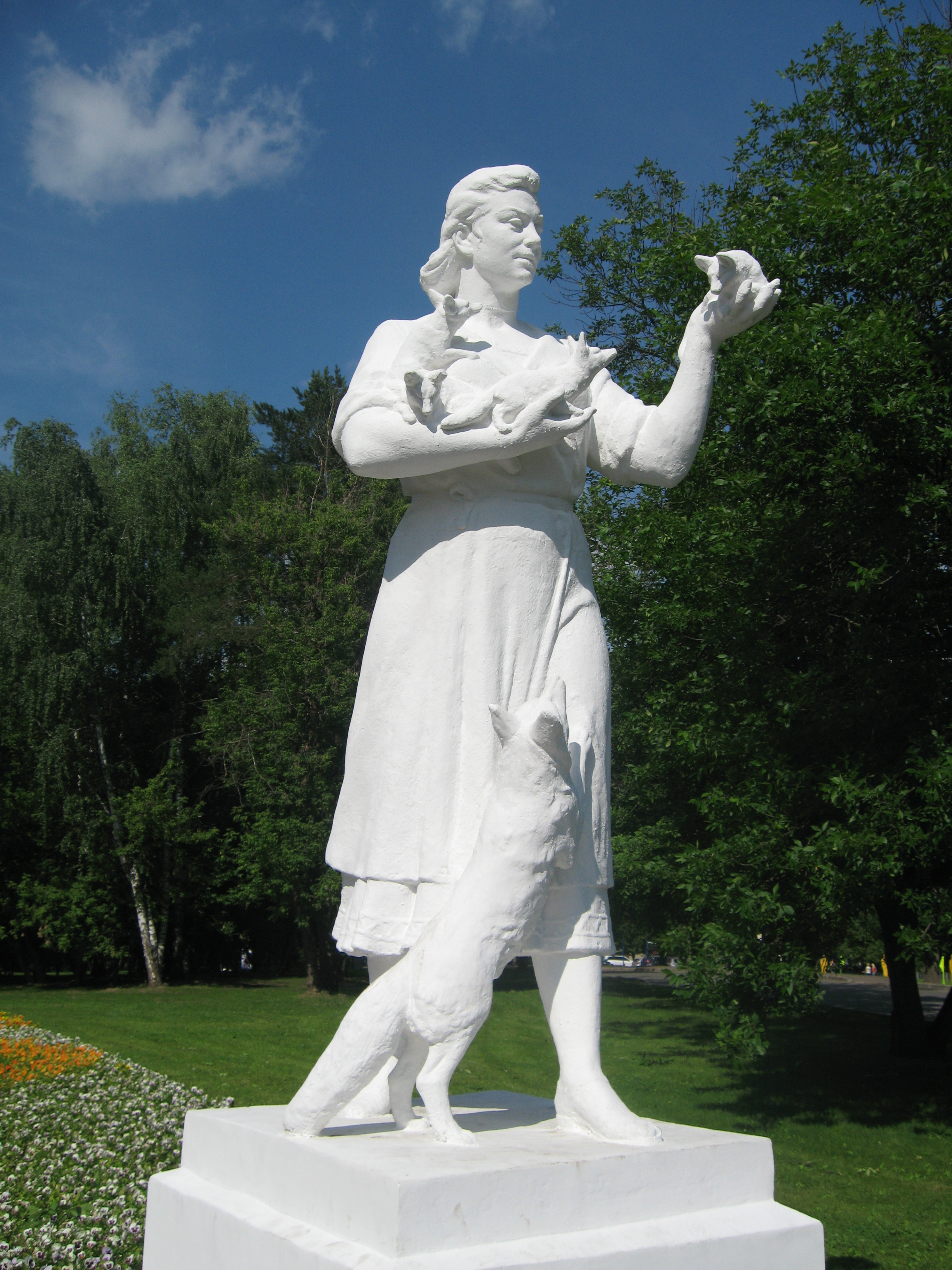
Скульптура «Лисятница»

## Архитектурное влияние ВСХВ-ВДНХ

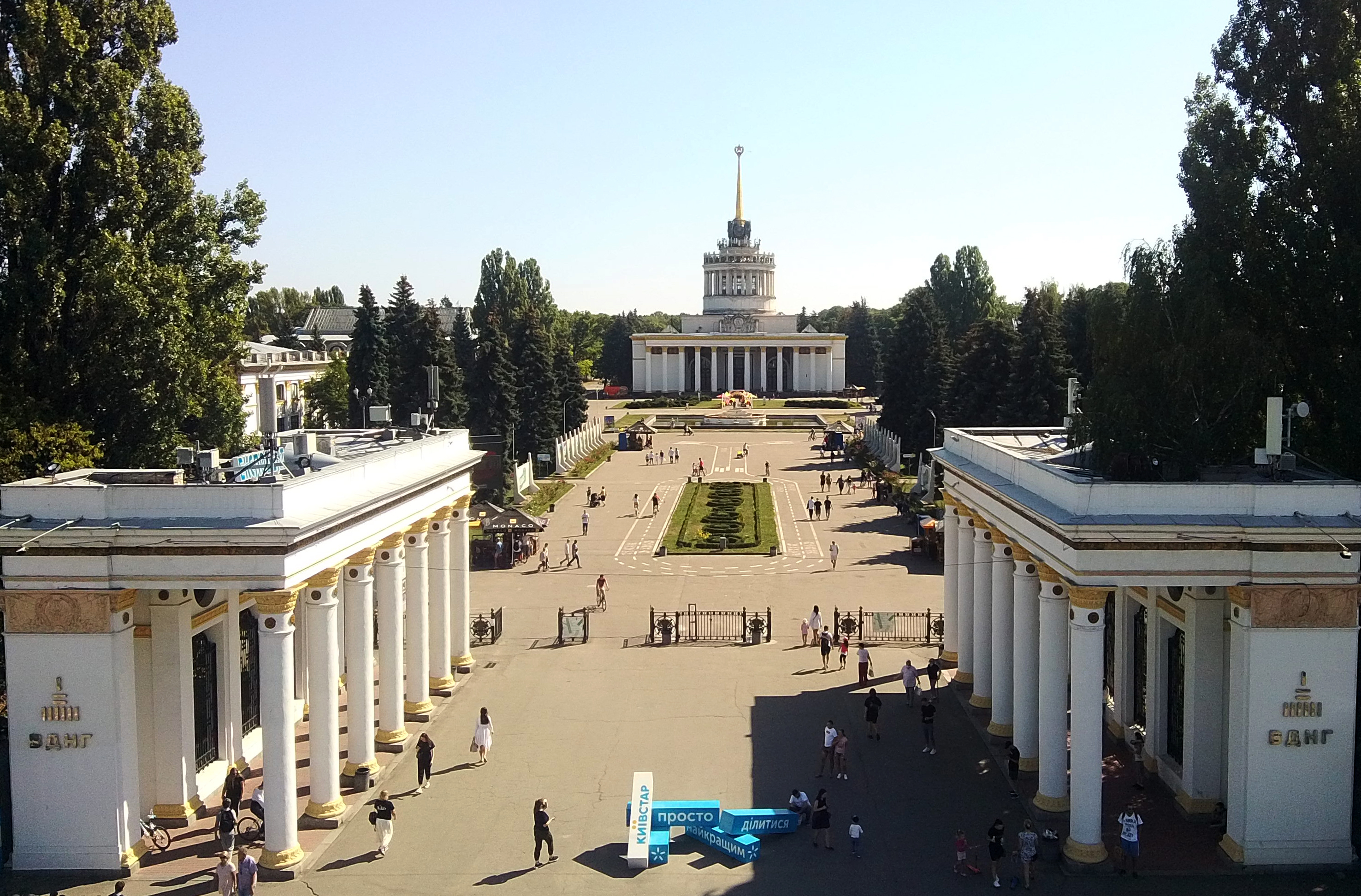
Главный павильон ВДНХ УССР

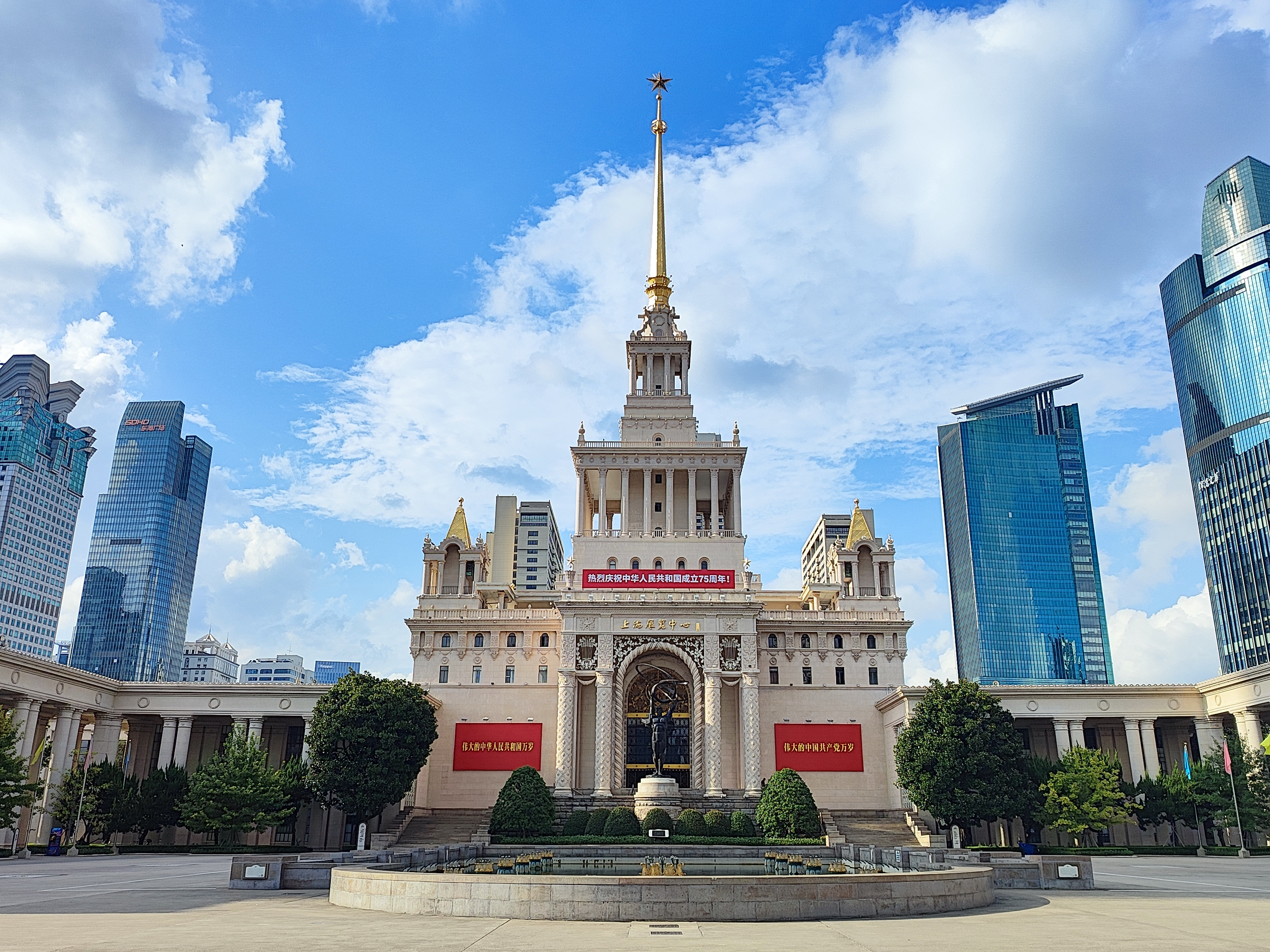
Шанхайский выставочный центр (бывший Дом советско-китайской дружбы)

Существует несколько примеров влияния архитектуры ВСХВ—ВДНХ на здания и сооружения, которые непосредственно к ней не относятся. На Большой Сухаревской площади (на тот момент носила название Колхозная) в 1930-е годы были построены две башни, которые символизировали «дальние ворота» ВСХВ. Одна из башен была снесена в 1990-е годы, но на оставшейся сохранился барельеф с изображением первой эмблемы выставки — скульптуры «Тракторист и колхозница», а также цифрами «1954», размещёнными там уже при послевоенном открытии обновлённой выставки.

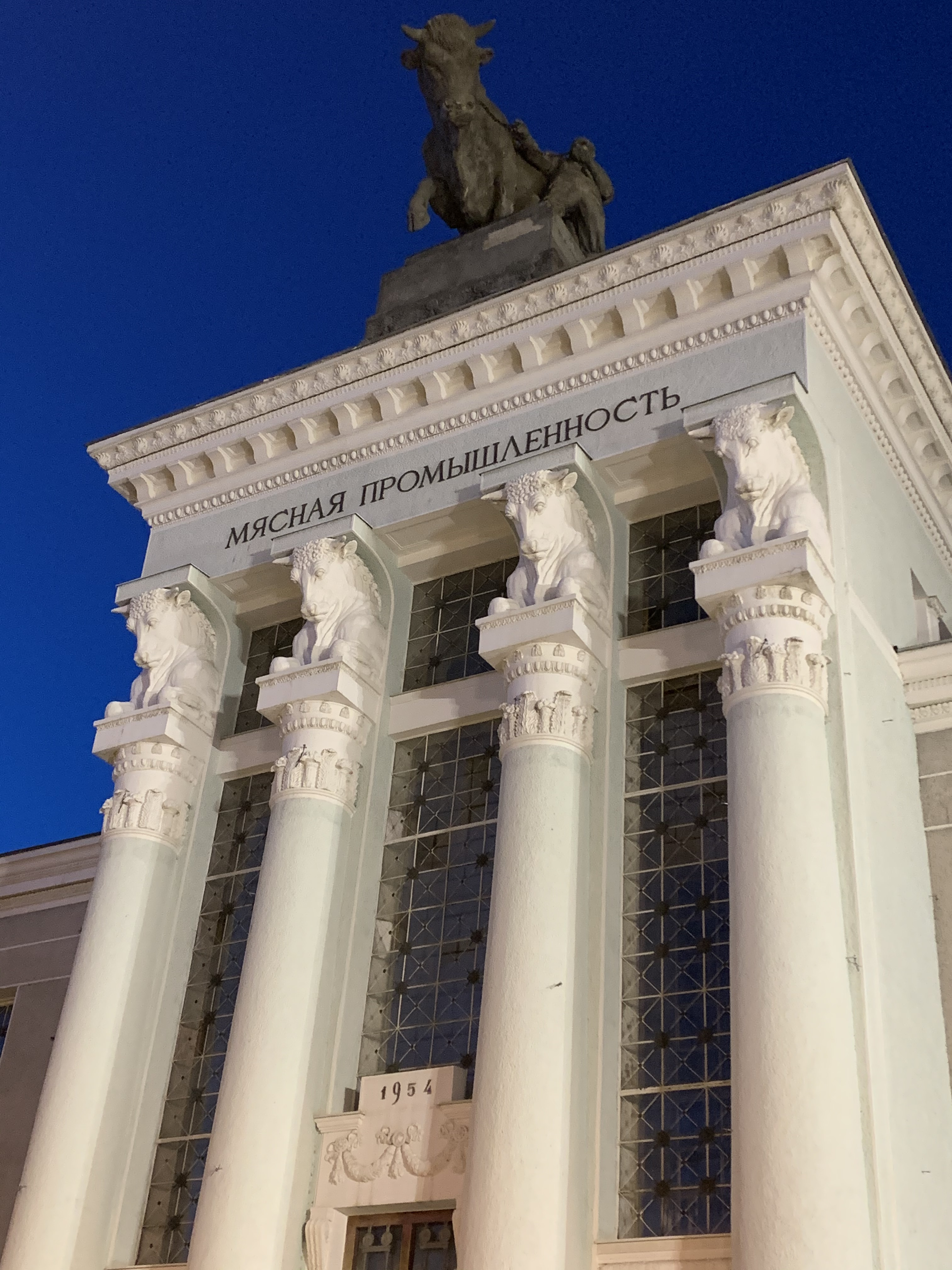
Павильон № 51 «Мясная промышленность» (бывший «Главмясо»)

После открытия ВСХВ в 1954 году несколько аналогичных выставок меньшего размера появилось в столицах союзных республик и ряде областных центров. Самой крупной из них стала ВДНХ Украинской ССР в Киеве (ныне — Экспоцентр Украины), открывшаяся в 1958 году, и изначально носившая название «Выставка передового опыта в народном хозяйстве УССР» (укр. Виставка передового досвіду в народному господарствi УРСР). Она по своему масштабу не намного уступает всесоюзной выставке в Москве, и имеет с ней множество архитектурных сходств. В частности, Главный павильон в стиле сталинского ампира построен по образцу Главного павильона всесоюзной выставки. В сходном стиле с прототипом построен также павильон «Механизация».
В китайском Шанхае в 1954—1955 годах был построен Дом советско-китайской дружбы (ныне Шанхайский выставочный центр). Автором проекта стал советский архитектор Виктор Андреев, работавший также и на ВСХВ. Он оформил здание в стиле сталинского ампира, опираясь в том числе и на архитектурный облик Главного павильона выставки. В первый год в здании действовала выставка, посвящённая достижениям Советского Союза в культуре, сельском хозяйстве и промышленности, и насчитывавшая около 10 тысяч экспонатов.

## Ландшафтный парк

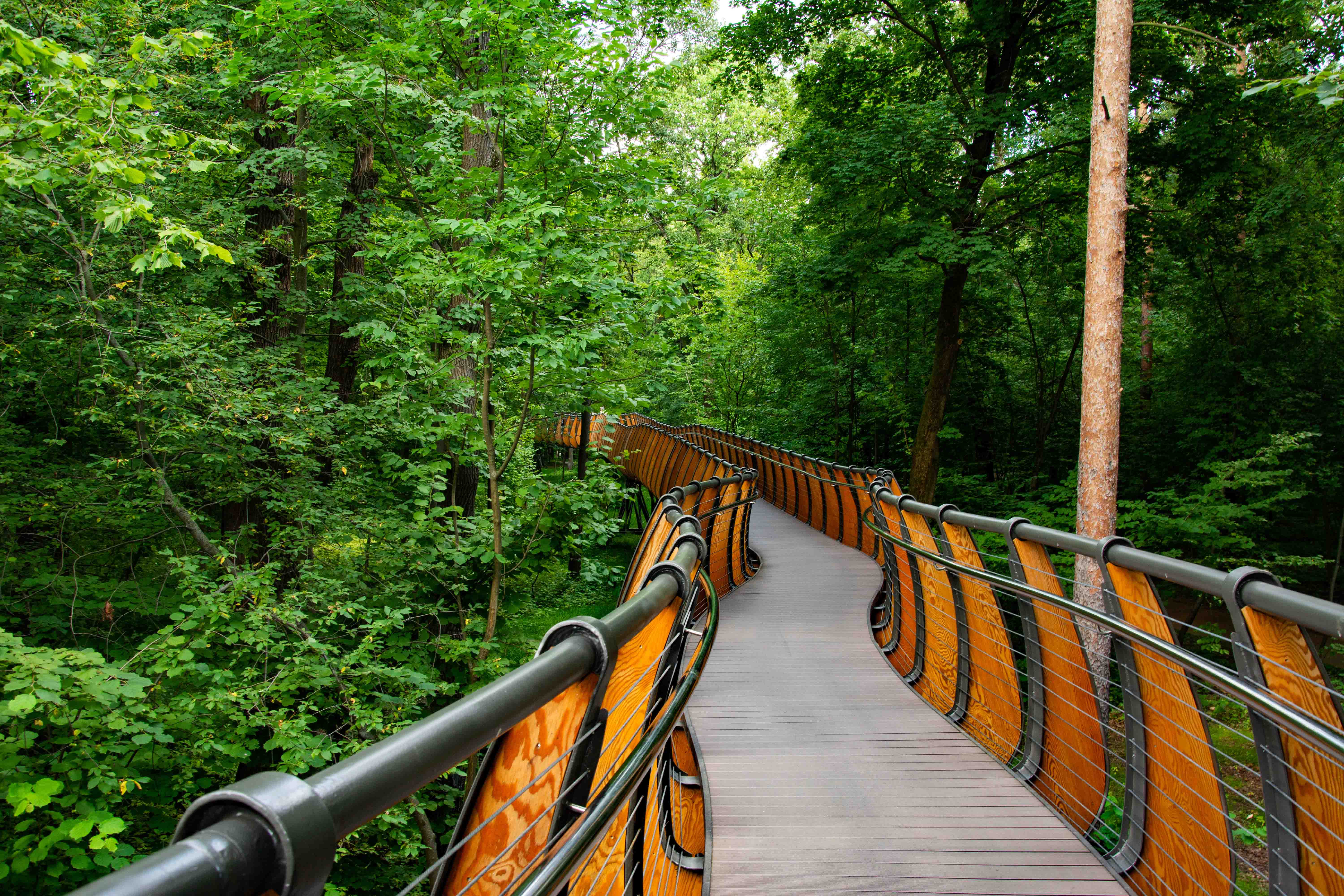
Воздушная тропа в Ландшафтном парке ВДНХ

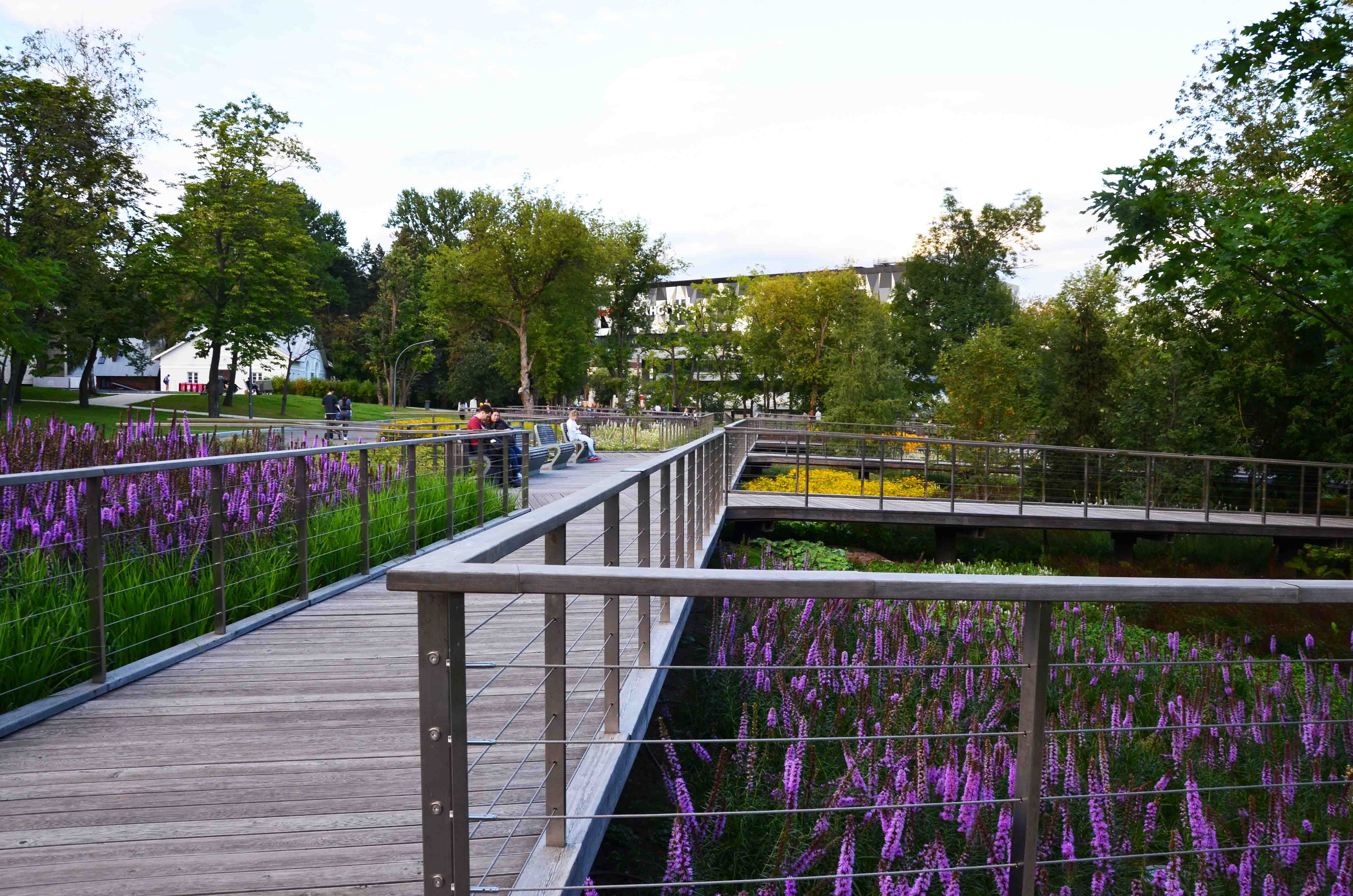
Зона «Экспозиция экосистем» в Ландшафтном парке ВДНХ

Парк занимает северо-западную территорию выставки и располагается между Зелёным театром и «Городской фермой». Обустройство парка началось в 2015—2017 годах в рамках комплексного обновления территории ВДНХ. Автором концепции пространства стал французский архитектор Мишель Пена.
На площади более 87 гектаров располагается несколько тематических зон, символизирующих переход от дикой природы к создаваемой руками человека: «Природа ботаническая», «Природа развлечений», «Природа дикая», «Природа наук и искусств» и «Природа культивируемая».
В зоне «Природа ботаническая», неподалёку от Ботанического сада РАН, построили «Экспозицию экосистем» — сад, расположенный на берегу Каменских прудов с растениями разных экосистем: смешанных лесов, лугового разнотравья и прибрежных территорий.
В зоне «Природа развлечений» у прудов был обустроен пляж с деревянным настилом, навесом и лежаками, а также высажен зелёный лабиринт в форме шахматной доски со стенами из деревьев и кустарников различных пород (туй, елей, яблонь, лип и других).
В зоне «Природа дикая», располагающейся в Шереметьевской дубраве, построили воздушную тропу с ночной подсветкой длиной около 474 метров и максимальной высотой 6,5 метров над землёй. Рядом с ней на деревьях установили три арт-композиции «Птицы» французского художника Седрика Ле Борна. Они имеют высоту около 3,5 метров и выполнены из сетки из нержавеющей стали.
В зоне «Природа наук и искусств» высадили цветник «Большая картина полей», выполненный в стиле абстрактных полотен Василия Кандинского. Здесь высажено более 44 тысяч растений, отличающихся по цвету и фактуре и тем самым создающих яркий геометричный рисунок. На территории у Зелёного театра в этой зоне были обустроены также три досуговых пространства: зал игр (площадка со столами для настольных игр — китайских шашек, го и шахмат), зал чтения (открытая платформа со столами и скамейками) и театральный зал (небольшой амфитеатр с импровизированной сценой и несколькими зрительными рядами).
В зоне «Природа культивируемая» за павильоном «Космос» высадили овес, просо, серебристую фацелию и построили детскую площадку в стиле «эко». В уже существовавшем Мичуринском саду в рамках обновления дополнительно высадили 1700 плодовых деревьев и кустарников, из них 800 яблонь более 14 сортов. Возле храма-часовни Святителя Василия Великого в той же зоне располагается сирингарий — сиреневый сад.
В 2023 году в парке также открылся «Сад пяти чувств» в форме ленты Мёбиуса, который представляет собой 300-метровую тропу вдоль деревьев и растений, воздействующих на разные органы чувств — зрение, слух, обоняние, осязание и вкус.

## Награды ВСХВ — ВДНХ СССР
Аттестат второй степени участнику смотра ВДНХ. Минималистская эстетика
Свидетельство участника ВДНХ СССР
Участники ВСХВ, показавшие лучшие работы, награждались медалями выставки, присуждаемыми выставочным комитетом:
- 1939—1940 годы — большой и малой золотой, большой и малой серебряной медалями «Передовику социалистического сельского хозяйства»;
- с 1954 года — большой и малой золотой, большой и малой серебряной медалями «За успехи в социалистическом сельском хозяйстве». Участники выставки отмечались знаками «Участник Всесоюзной сельскохозяйственной выставки» и «Юный участник Всесоюзной сельскохозяйственной выставки».

После создания ВДНХ СССР участники выставки получали свидетельства «участника ВДНХ СССР». Награждения лауреатов проводились Главным комитетом ВДНХ СССР:
- 1959—1962 годы — большой и малой золотой, большой и малой серебряной медалями «За успехи в народном хозяйстве СССР»;
- 1963—1986 годы — золотой, серебряной и бронзовой медалями «За успехи в народном хозяйстве СССР»;
- с 1987 года — медалями «Лауреат ВДНХ СССР» (с 1992 года — ВВЦ) двух степеней.

В 1999 году участники выставки были награждены медалью «60 лет ВСХВ — ВДНХ СССР».

## Отражение в культуре

### Выставка в кинематографе
Открытие и масштабы комплекса ВСХВ были настолько грандиозны, что многие художники, композиторы и режиссёры стремились увековечить выставку в своих работах. Первый раз она буквально «въехала» в кинематограф в фильме «Подкидыш» 1939 года, где в сцене погони герои фильма проезжают по главным площадям и аллеям ВСХВ. В финале фильма «Светлый путь» 1940 года режиссёр Г. В. Александров и композитор И. О. Дунаевский приводят главных героев на ВСХВ. Героиня взлетает на машине из Кремля и, пролетев над необъятной советской страной, облетев «Рабочего и колхозницу», проехав через вход выставки 1939 года и арку павильона «Механизация» и объехав исполинскую скульптуру «Сталин», чудесным образом попадает в павильон «Хлопок». И конец фильма тоже проходил у скульптуры Веры Мухиной
В 1941 году был снят фильм «Свинарка и пастух» Ивана Пырьева, в котором главные герои встречаются и влюбляются друг в друга на ВСХВ. А «Песня о Москве» Тихона Хренникова, которую они поют в павильоне «Садоводство», стала одной из песен, которые неразрывно связаны с ВСХВ. В 1945 году скульптура «Рабочий и колхозница» попала в кадр в фильме Сергея Юткевича «Здравствуй, Москва!»
В 1957 году в одном из эпизодов фильма Льва Кулиджанова и Якова Сегеля «Дом, в котором я живу» присутствует арка Северного входа; примечательно, что в кадр попала и арка Главного входа, хотя в довоенное время, в которое происходит действие фильма, её ещё не существовало.
В самом начале фильма Никиты Михалкова «Пять вечеров» (1978 год) в кадре присутствует интерьер павильонов «Космос/Машиностроение» и «Карелия» (на момент съёмок фильма — «Целлюлозно-бумажная промышленность и лесохимическая промышленность», а в период, где происходит действие фильма — «Наука»), а у двух героев фильма дома висят свидетельства участников выставки. Несколько павильонов выставки попали в кадр в 2012 году в фильм Алексея Андрианова «Шпион», при этом павильон «Потребительская кооперация» играет роль железнодорожного вокзала Выборга.
В фильме «Русский дом (Русский отдел)» 1990 года, снятом по роману Джона ле Карре «The Russia House», режиссер Фред Скеписи, есть сцена (с 1:20:10), снятая в Москве на ВДНХ рядом с павильоном, в котором происходит осенняя Московская международная книжная выставка-ярмарка (MIBF). Сэр Шон Коннери и Мишель Пфайффер в одном кадре с ЯК-42, космической ракетой и Ту-154. На русском языке фильм «Русский дом» был выпущен на VHS.
Небольшие фрагменты выставки попали в кадр в фильмах «Русский сувенир» (1960), «Я купил папу» (1962), «Большая перемена» (1973), «Дача» (1973), «Нейлон 100 %» (1973), «Приехали на конкурс повара» (1977), «Куда он денется!» (1981), «Прорва» (1992), «Небо в алмазах» (1999), «День выборов» (2007), «Стиляги» (2008).

### Выставка в филателии
Выставке посвящено большое количество почтовых марок, которые представлены в отдельной статье на «Викискладе».

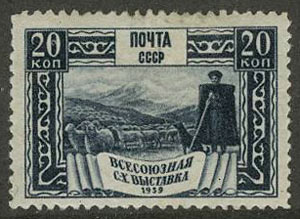
Марка СССР 1939 г.: Овцеводство
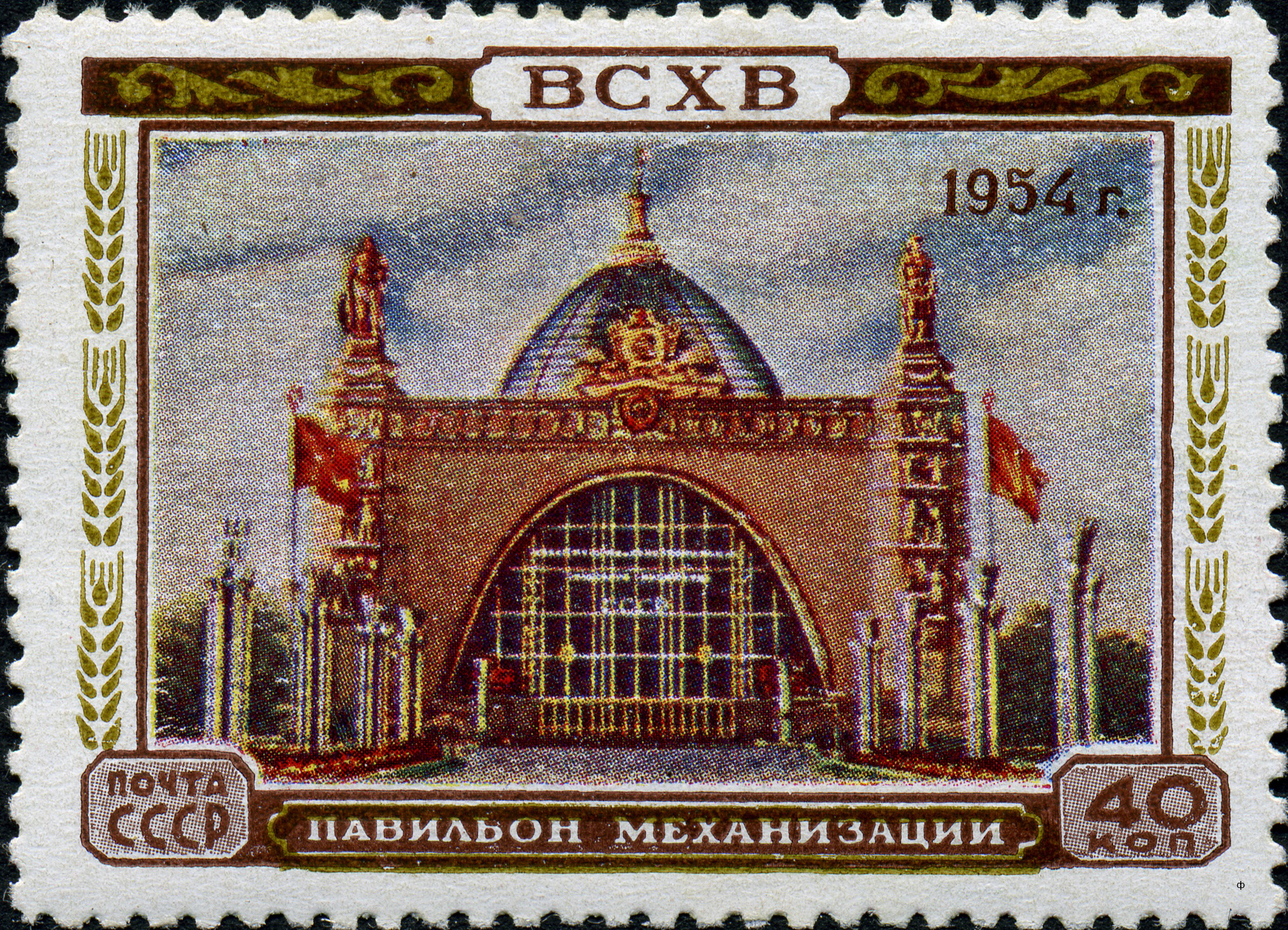
Марка СССР 1954 г.: Павильон механизации
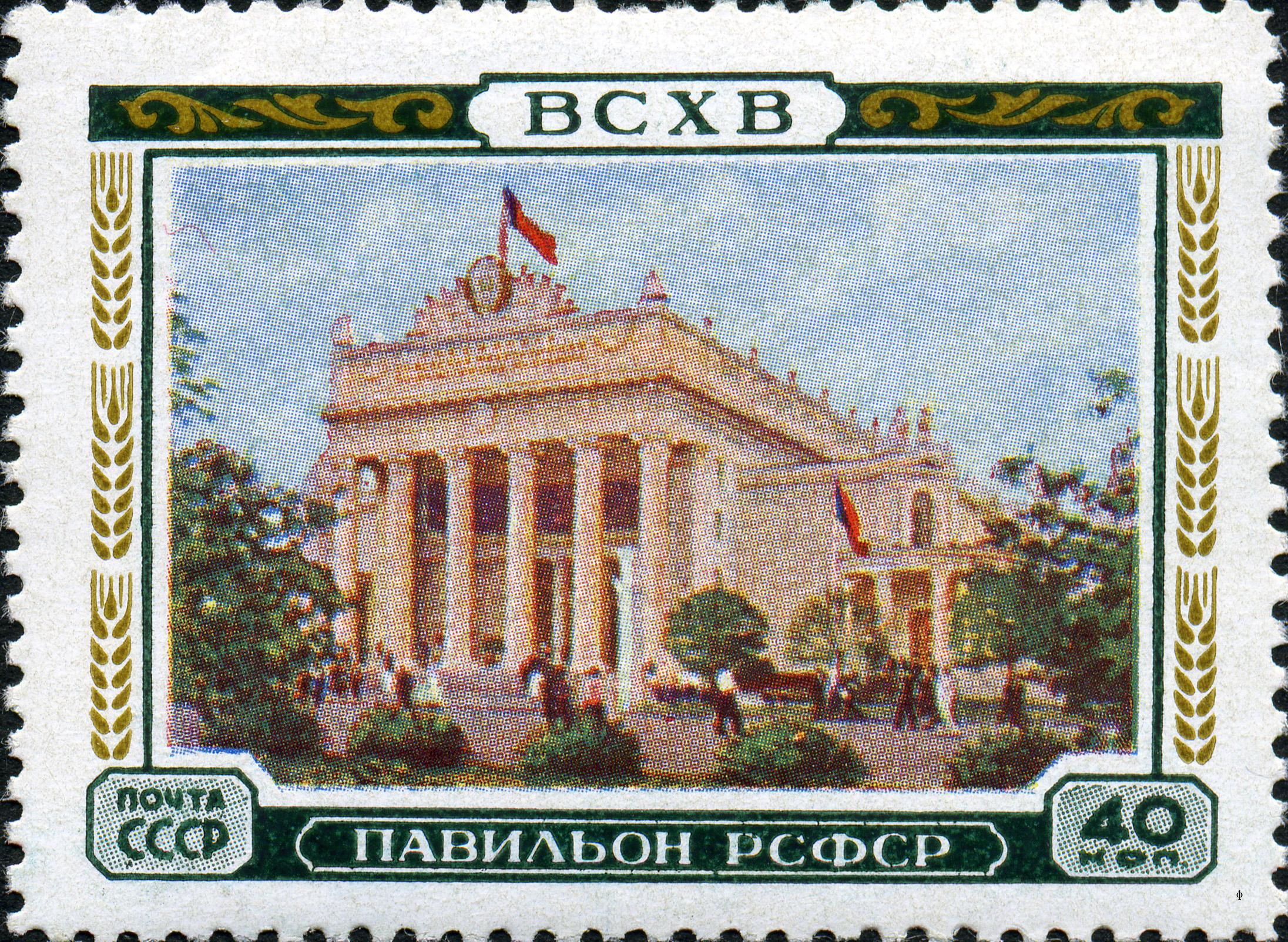
Марка СССР 1955 г.: Павильон РСФСР
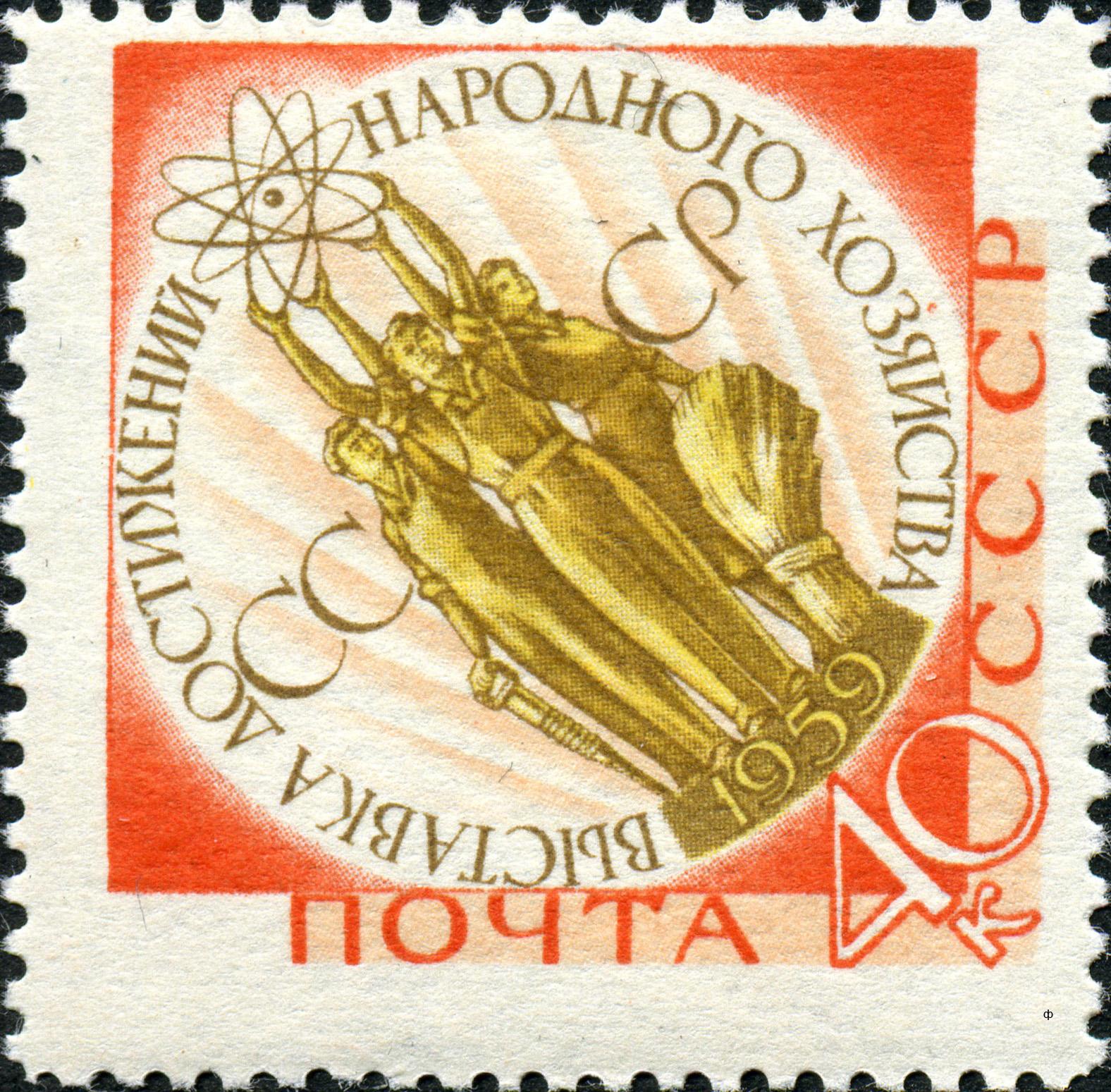
Марка СССР 1959 г.: 30-летие ВДНХ
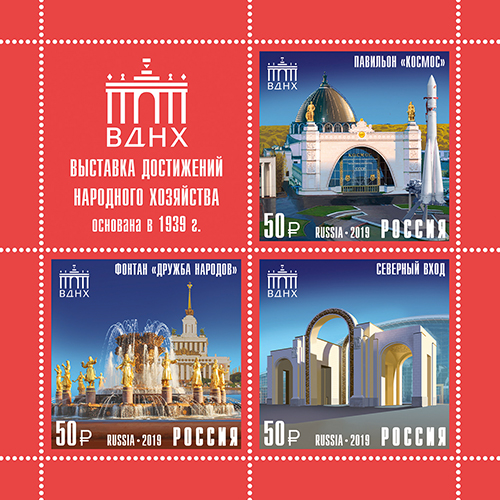
Почтовая марка, 2019 год

## Транспорт
- Рядом с выставкой проходят трамвайные, автобусные, электробусные маршруты, в том числе располагаются конечные станции «ВДНХ-Северная» (закрыта в 2018 году, сохранились только диспетчерская и столовая) и «ВДНХ-Южная».
- 1 мая 1958 года в районе выставки открылась станция метрополитена, 20 ноября 2004 года — станция монорельса «Выставочный центр» (главный вход) и «Улица Сергея Эйзенштейна» (северный вход) (закрыты в 2025 году).
- Для перевозки на экскурсионных маршрутах по территории выставки в советское время использовались специально разработанные богато остеклённые троллейбусы СВАРЗ-ТБЭС, а позже — безоконные микроавтобусные автопоезда двух- и трёхсекционные РАФ-980/979 и одно- и двухсекционные 3407/9225/9226.
- С ноября 2016 года организован городской автобусный маршрут № 533 между станциями метро «ВДНХ» и «Ботанический сад», проходящий непосредственно через территорию ВДНХ и делающий там несколько остановок[161].
- По территории ВДНХ проходит бесплатный кольцевой маршрут К, обслуживаемый электробусами и автобусами малой вместимости.
- 1 августа 2024 года к 85-летию ВДНХ в парке развлечений «Орион» заработала канатная дорога под названием «Воздушный трамвай», курсирующая от Южной до Северной станции и обратно. Длина дороги — 769 метров[162].

## Руководство
- Генеральный директор ВВЦ (с 23 июля 2004 года[163] по 19 марта 2009 года) — Магомед Мусаев, зять политика Рамазана Абдулатипова[164]. Магомед Мусаев начал работать в ВВЦ в 1998 году в должности первого заместителя генерального директора[165].
- Генеральный директор ВВЦ (с 2009 по 2010 год) — Иван Малахов[166], до конца 2010 года совет директоров ГАО «ВВЦ» возглавлял бывший заместитель главы аппарата Белого дома, финансист Кирилл Андросов.
- Генеральный директор ВВЦ (с 2011 по 2014 год) — Алексей Микушко, аффилированное лицо Года Нисанова и Зараха Илиева — главных инвесторов реконструкции ВВЦ[167][168]. В этот период передачу ВДНХ из федерального ведения в столичное начал активно лоббировать[169] в Правительстве России[170], а позже курировать и реконструкцию выставки, старейший член совета директоров «ВВЦ» Игорь Шувалов, который c мая 2011 года стал Председателем совета директоров ГАО «ВВЦ», совместив эту должность с постом первого вице-премьера Правительства России[171][172][173][174][175]. После запрета чиновникам совмещать должности, Председателями Совета директоров ГАО «ВВЦ», в силу обстоятельств, сменив Шувалова, поочередно были Георгий Боос, подчинявшийся Шувалову и, позже, им уволенный, и экс-заместитель мэра столицы Наталья Сергунина, назначенная в результате компромисса между Собяниным и Шуваловым[176][177][178][179][180].
- Генеральный директор ВДНХ (с 2014 по 2015 год) — Владимир Погребенко; штаб по реконструкции ВДНХ возглавил лично мэр Сергей Собянин[181][182][183].
- Генеральный директор ВДНХ (с 2015 года по сентябрь 2018 года) — Екатерина Проничева, дочь генерала ФСБ Владимира Проничева[184], коммерческий директор — Дмитрий Александрович Бабкин[185].
- Генеральный директор ВДНХ (с сентября 2018 года) — Сергей Шогуров[186], работал в Счётной палате РФ, экс-заместитель руководителя Департамента имущества Москвы, экс-глава Госинспекции по контролю за использованием объектов недвижимости, «Государственный советник города Москвы 2 класса»[187]; коммерческий директор — Тимур Зельдич, бывший первый заместитель Сергея Шогурова в госинспекции.

## Аналоги в союзных республиках и регионах
В союзных республиках и регионах тоже были свои ВДНХ: Украинская ССР, Белорусская ССР (снесена), Казахская ССР, Литовская ССР, Рязани, Барнауле, Костроме, Перми, Саратове, Бишкеке, Алма-Ате, Оренбурге, Орле, Краснодаре, Ташкенте, Курске, Саранске, Кишиневе, Казани...